# Markgröningen
Markgröningen ist eine Stadt im baden-württembergischen Landkreis Ludwigsburg und Bestandteil der Deutschen Fachwerkstraße. Sie gehört zur Region Stuttgart (bis 1992 Region Mittlerer Neckar) und zur europäischen Metropolregion Stuttgart.
Die ehemalige Reichs-, Residenz- und Amtsstadt Grüningen wurde durch ihr traditionelles Volksfest, den alljährlich im August stattfindenden „Schäferlauf“, und ihr beeindruckendes Rathaus landesweit bekannt. In den Brennpunkt der Landesgeschichte geriet die mit der Reichssturmfahne verbundene Stadt im 13. Jahrhundert, als König und Graf sich um sie bekriegten.

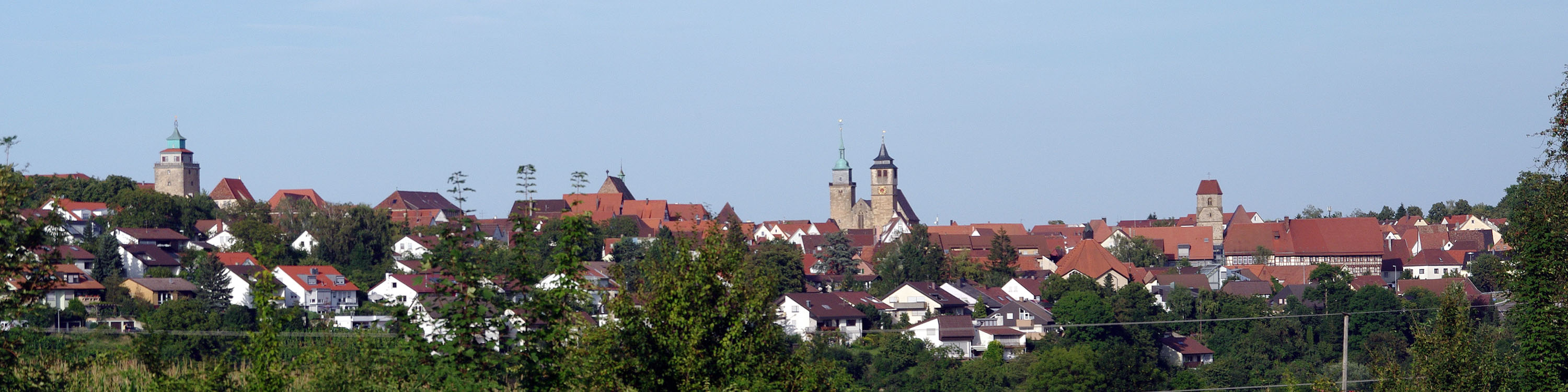
„Schokoladenseite“ Markgröningens von Südwest

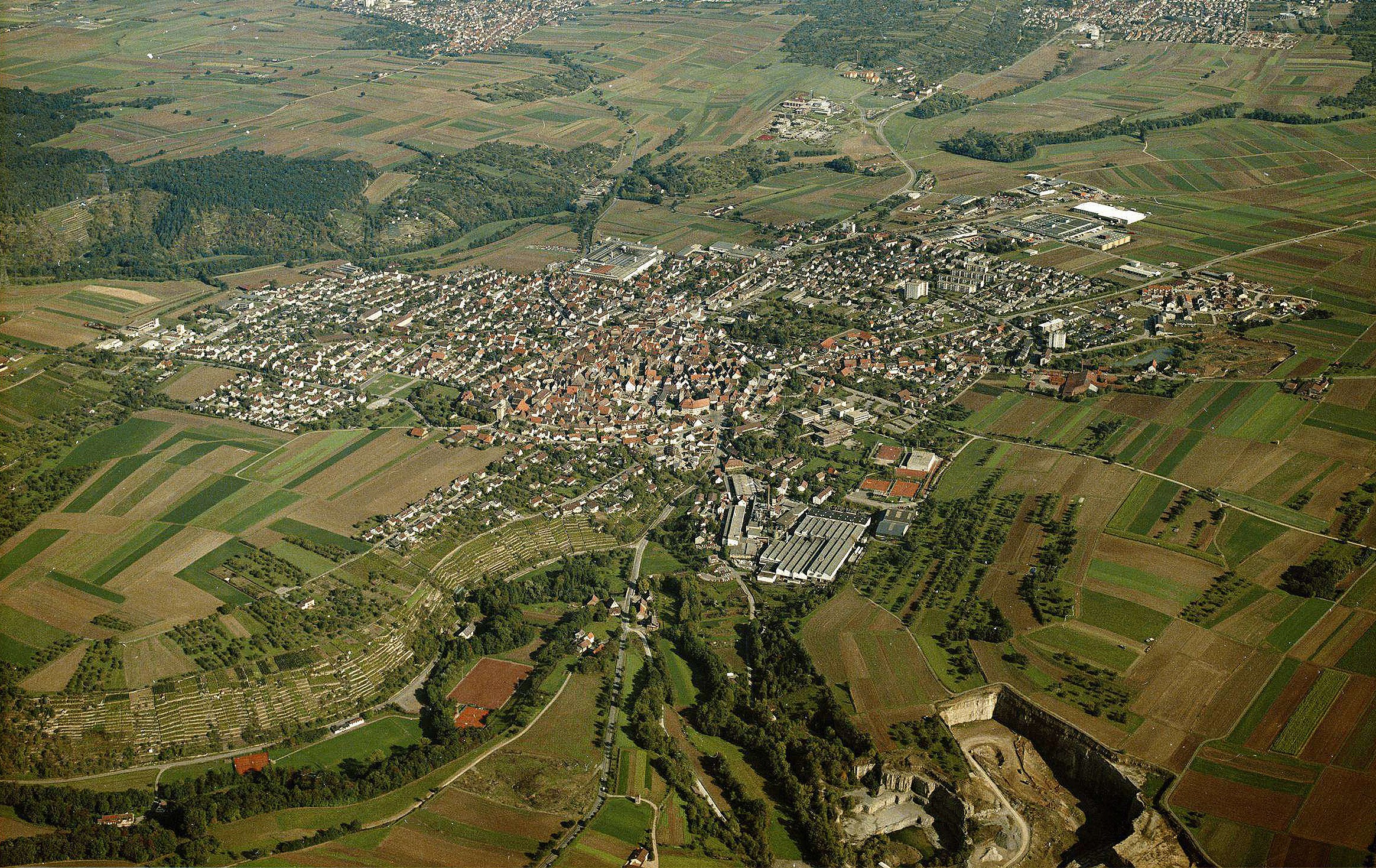
Markgröningen 1983 von Westsüdwest

## Geographie

### Geographische Lage
Markgröningen liegt im Strohgäu und am Rand der fruchtbaren Lössebene des Langen Felds, neun Kilometer westlich von Ludwigsburg und knapp 16 Kilometer nordwestlich von Stuttgart. Die Kernstadt, das ehemalige Grüningen, liegt zwischen den tief in den Muschelkalk eingeschnittenen Tälern der Glems und des Leudelsbaches. An deren sonnenexponierten Talhängen wechseln sich Weinberg-Steillagen und unter Naturschutz stehende Schafweiden ab.
Der bis 1972 selbständige Stadtteil Unterriexingen liegt rund vier Kilometer nördlich von Markgröningen zu beiden Seiten der Glems, die hier in die Enz mündet.
Vor der Kreis- und Gemeindereform hatte die einstige Reichsstadt mit 2087 Hektar die größte Markung im Kreis. Heute umfasst die Markgröninger Markung 2816 Hektar; davon stammen 729 Hektar von Unterriexingen.

### Deutung des Ortsnamens
Von Gruoninga …

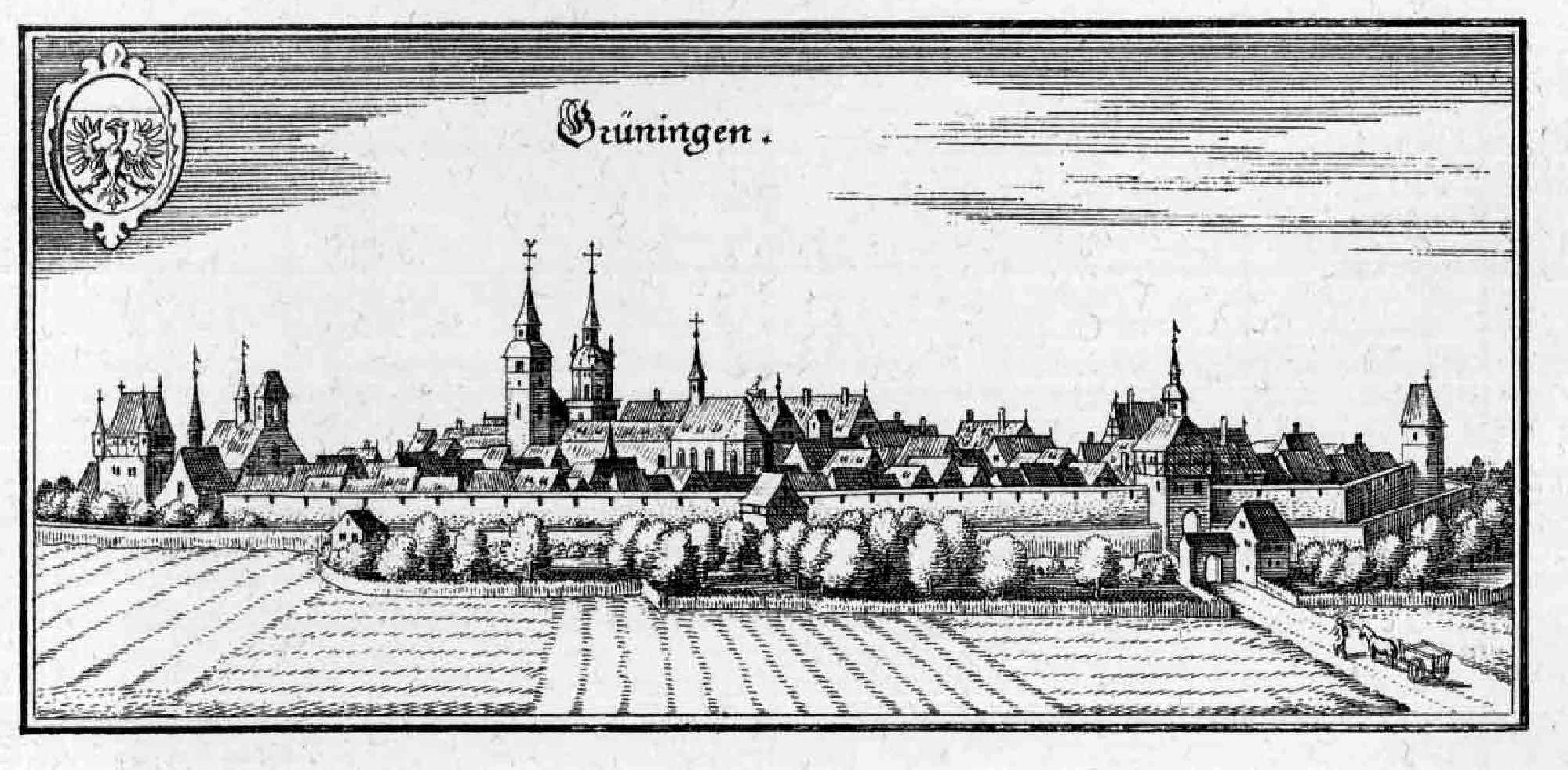
Ungenaue Ansicht von Merian

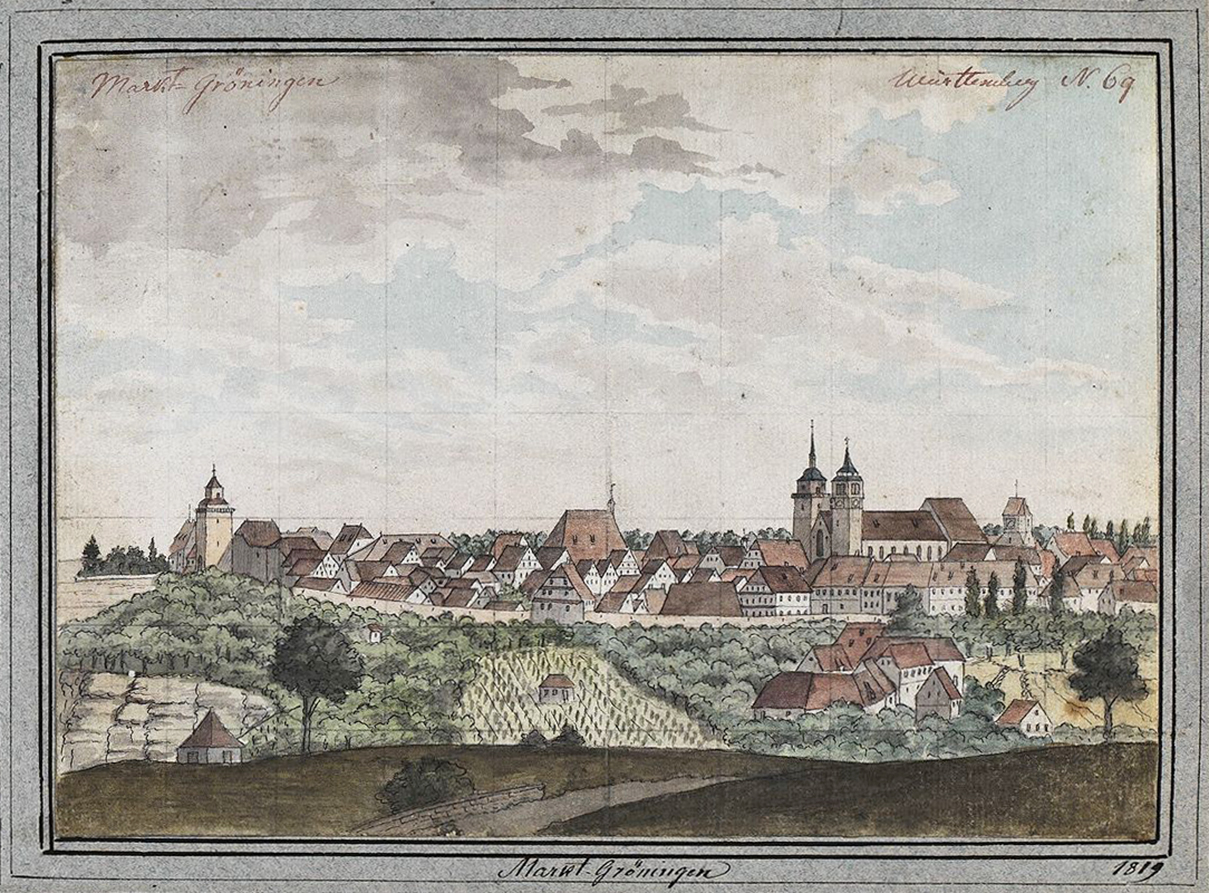
Martens Gemälde von 1819 mit der Bezeichnung Markt-Gröningen

Im Jahre 779 wurde Markgröningen erstmals in einer Schenkungsurkunde für das Kloster Fulda als Gruoninga erwähnt. Ortsnamen mit der Endung -ing(en) entstanden in der Regel während der Völkerwanderungszeit und wurden nach der dort siedelnden Sippe eines Gründers benannt. So geht man im Falle Grüningens davon aus, dass der Ortsname von einem alemannischen Ortsgründer namens Gruono abgeleitet wurde. Noch heute wird die ehemalige Reichs- und württembergische Residenzstadt Grüningen von den Einheimischen umgangssprachlich „Gröningen“ (Aussprache [ˈgrenẽŋə]) genannt.
… zu Mark(t)gröningen
Die von offizieller Seite erstmals im 18. Jahrhundert verwendete Vorsilbe „Mark“ soll sich auf die Grenzlage an der fränkisch-alemannischen Mark beziehen. Diese war allerdings seit einem Jahrtausend (746) nicht mehr relevant. Vielmehr verbanden Auswärtige zur Zeit der Namensergänzung mit (Markt-)Gröningen ein landesweit bekanntes Charakteristikum: den überregional bedeutsamen Jahrmarkt zur Kirchweih der Bartholomäuskirche, den Hans Grüninger (bei Fries) 1527 mit der bedeutenden Frankfurter Messe gleichsetzte und der deshalb tatsächlich namensgebend gewesen sein dürfte. Zumal Grüningen im Titel der Ortsbeschreibung bei Fries „Margt Grieningen“ genannt wird und auch Matthäus Merian als Alternativbezeichnung „Marckt Gröningen“ aufführt.
Das im schwäbischen Dialekt gerne auch bei „Markplatz“ verschluckte t könnte erklären, warum es in der Vorsilbe Mark des Ortsnamens verloren ging und damit die Namensdeuter auf eine falsche Spur gelenkt hat.

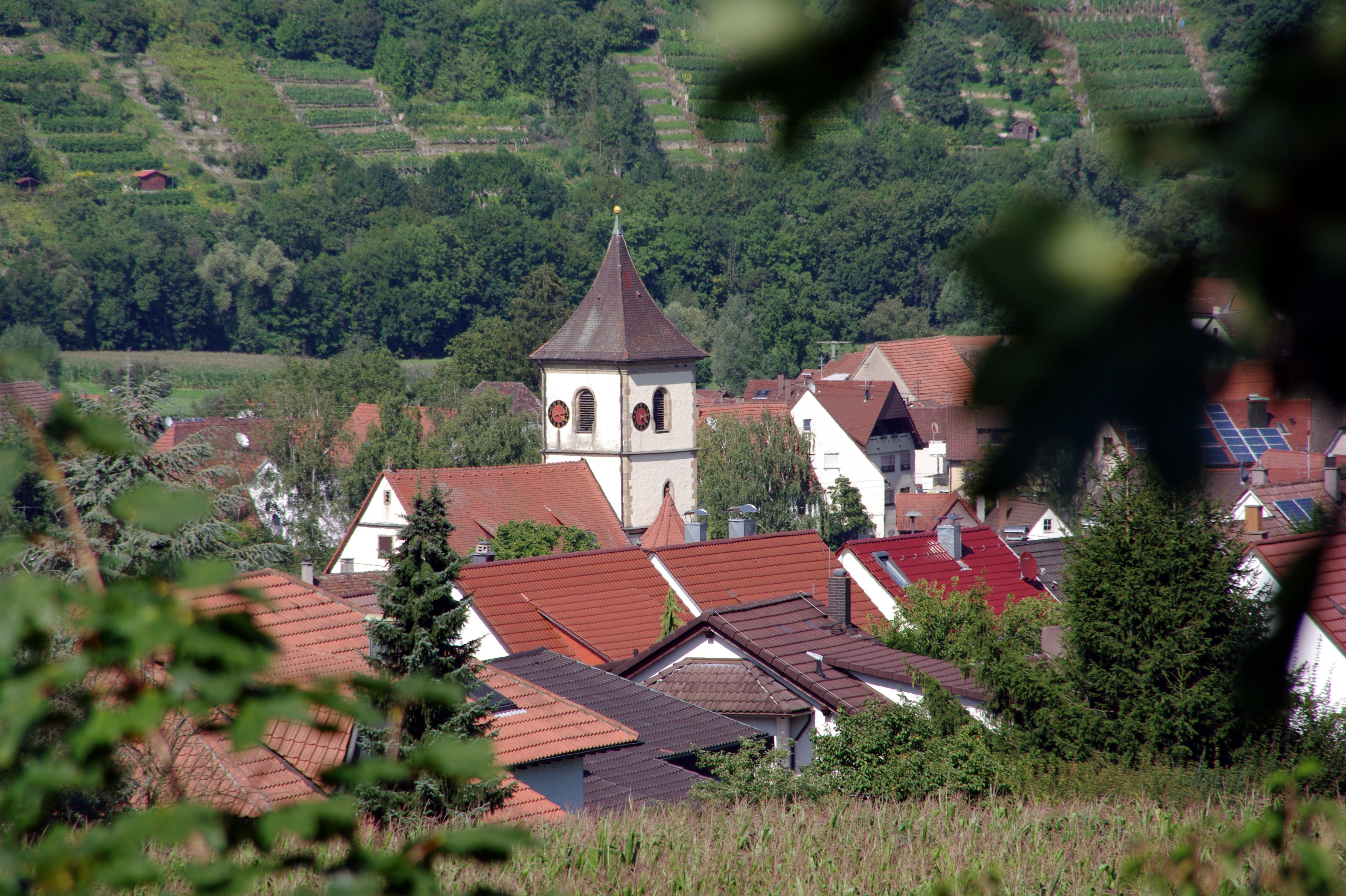
Unterriexingen von Süden

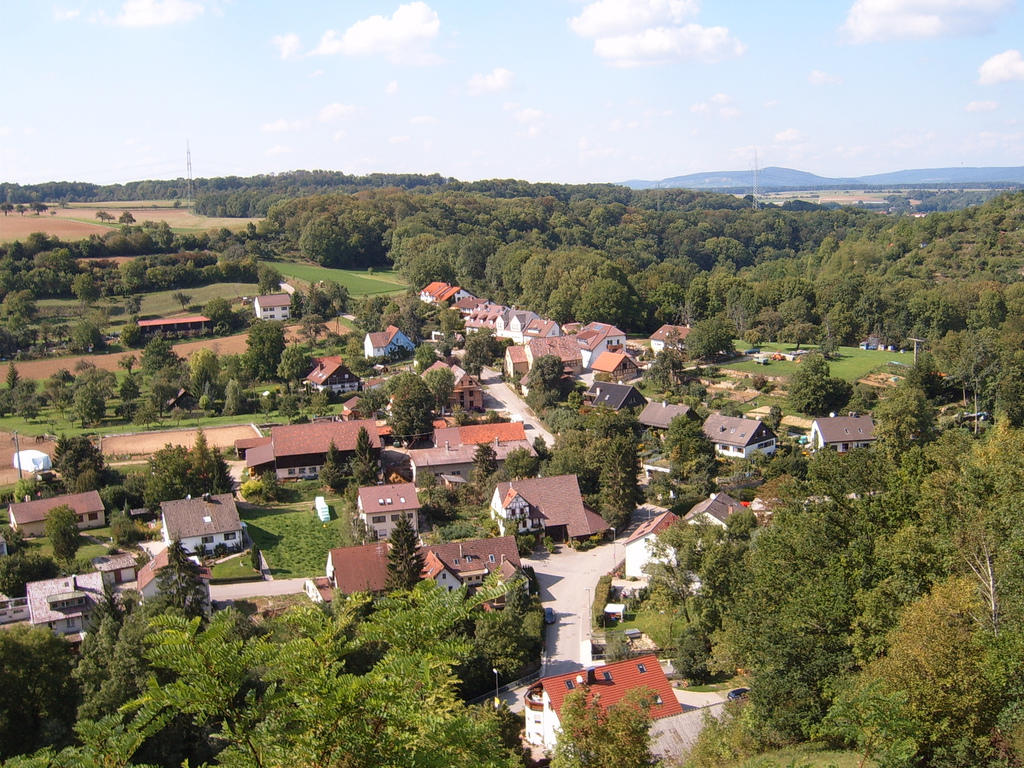
Talhausen vom Schlüsselberg

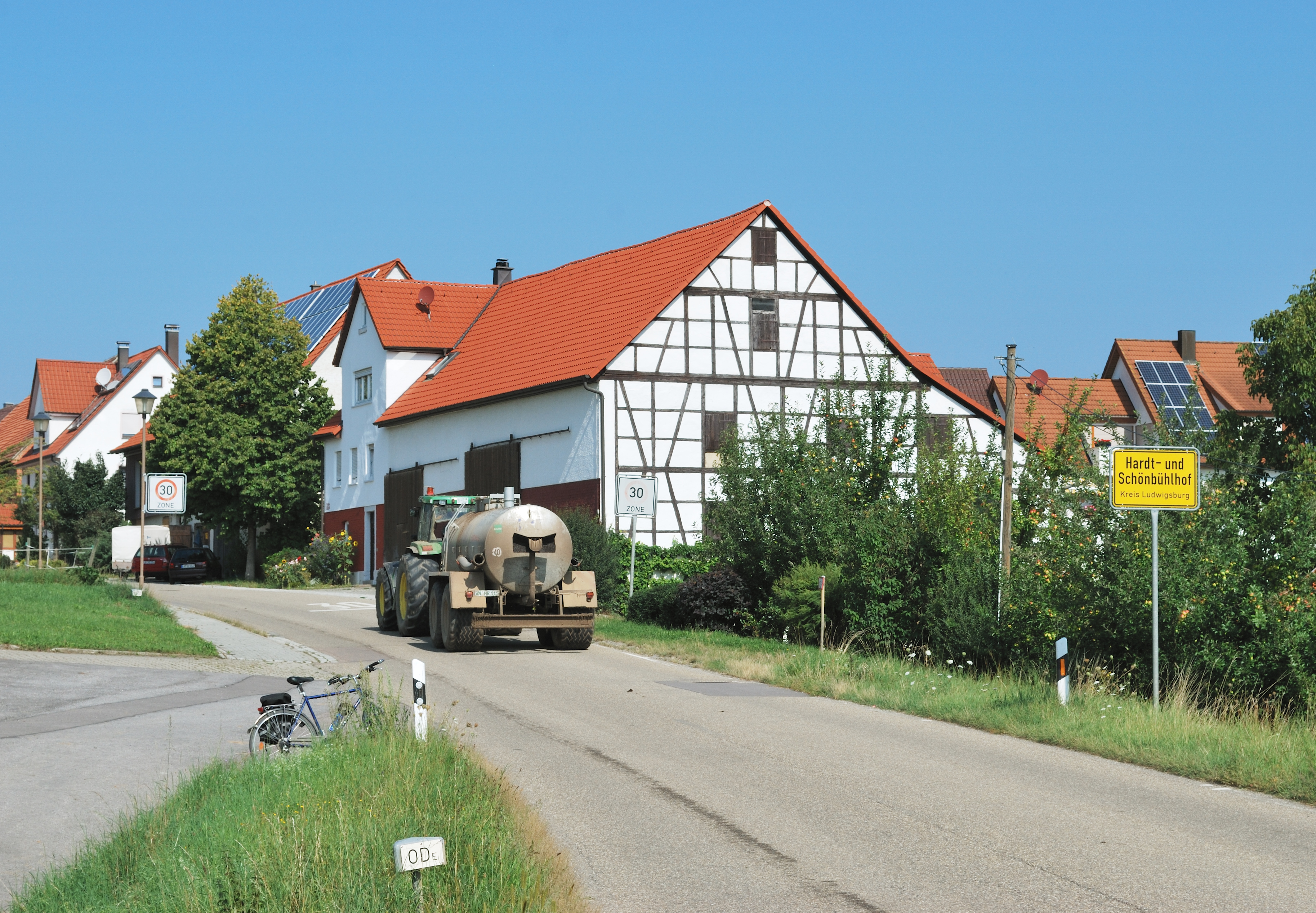
Hardt- und Schönbühlhof

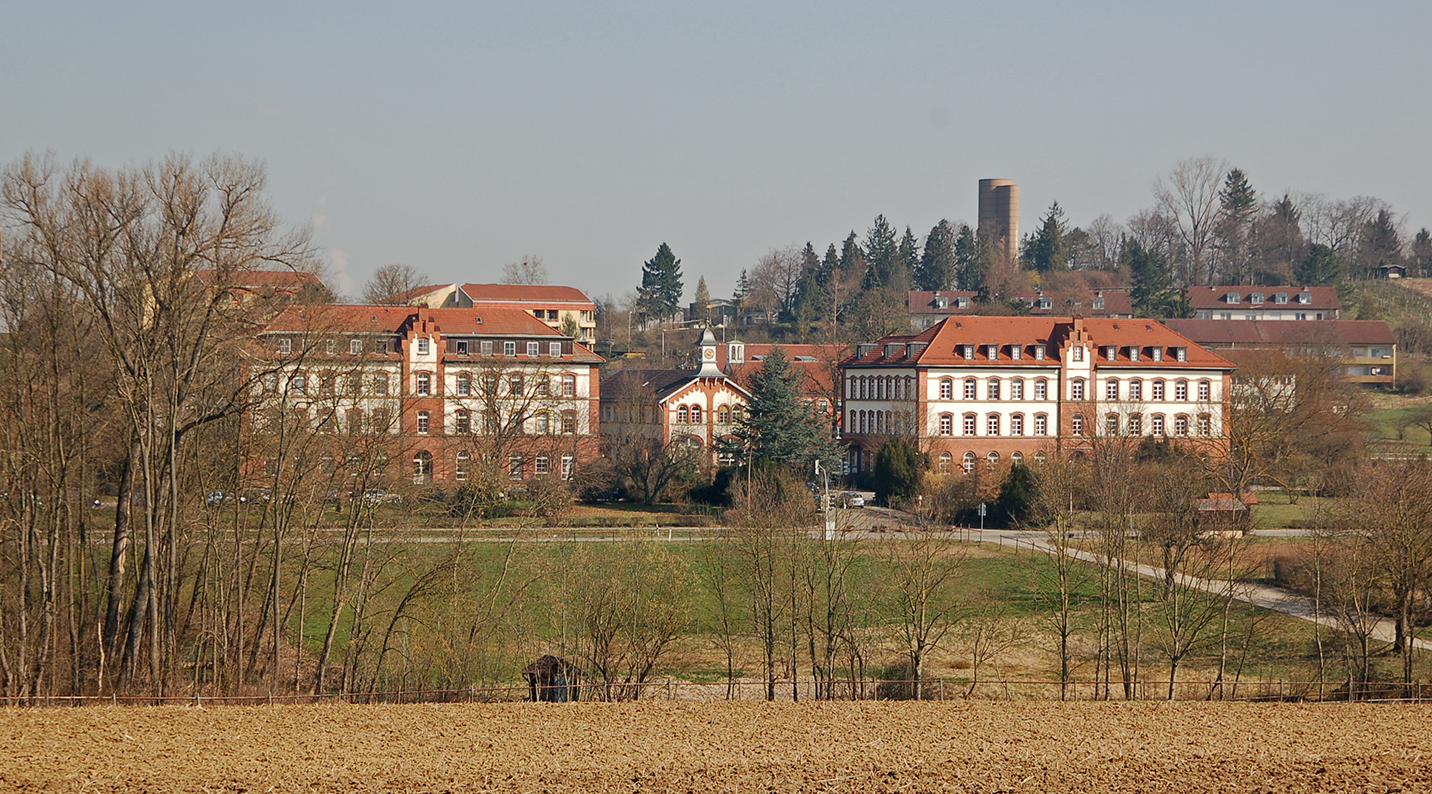
Die Landarmenanstalt war die Keimzelle der Siedlung auf der Hurst

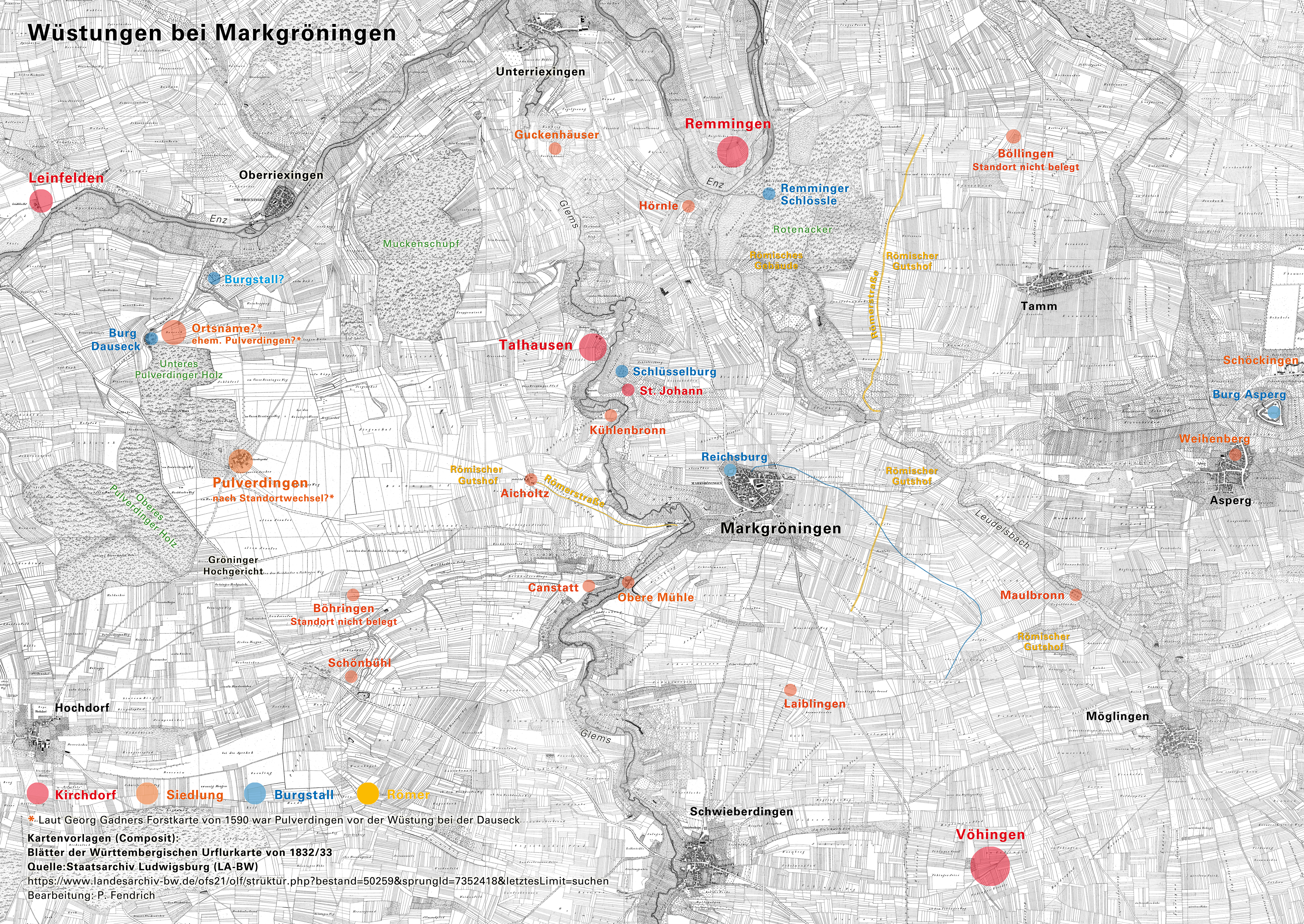
Wüstungen rund um Markgröningen

### Nachbargemeinden
Folgende Gemeinden grenzen an die Stadt Markgröningen. Sie werden im Uhrzeigersinn beginnend im Norden genannt und gehören alle zum Landkreis Ludwigsburg:
Sachsenheim, Bissingen (Bietigheim-Bissingen), Tamm, Asperg, Möglingen, Schwieberdingen, Hochdorf (Eberdingen), Enzweihingen (Vaihingen an der Enz) und Oberriexingen.

### Stadtgliederung
Markgröningen ist in vier Stadtteile gegliedert. Neben Markgröningen selbst sind dies:
- Unterriexingen
- Talhausen
- Hardt- und Schönbühlhof (zu Markgröningen gehört nur der Ortsteil Schönbühlhof, der Hardthof liegt auf Schwieberdinger Gemarkung)

#### Weitere Siedlungen
Zur Markung Markgröningen zählen außerdem:
- der große Gebäudekomplex auf der Hurst, einem Höhenzug westlich des Aspergs zwischen Andelbach und Riedbach, auf dem sich die Werner-Schule, die Orthopädische Klinik mit Reha-Zentrum, das Behindertenheim mit Personal-Wohnblocks und einer kleinen Kirche sowie ein landwirtschaftliches Anwesen und ein Wasserturm befinden,
- die ehemalige Domäne Aichholzhof und westlich davon ein Umspannwerk,
- die Aussiedlerhöfe Tammer See, Grasiger Weg, Hohe Anwande, Münchinger Weg, Schwieberdinger Weg, Eichholzer Klinge und Lettenbödle,
- die Häuser Rotenacker, Ölmühle, Obere Mühle (Steinbruch) und Raisershaus beim ehemaligen Konstatt, Bruckmühle und Unteres Schafhaus, Spitalmühle, Untere Mühle, Papiermühle und Hammerschmiede sowie
- die beiden Gruppenklärwerke im Glems- und im Leudelsbachtal.

#### Wüstungen im Umfeld der Stadt
Abgegangene Siedlungen sind (im Uhrzeigersinn von Nordost nach Nord) Hörnle, Maulbronn, Laiblingen, Konstatt (auch Kaunstett), Schönbühl, Böhringen, Aicholtz, Hinterstatt, Kühlenbronn, Sankt Johännser und die Schlüsselburg auf der Markgröninger Markung sowie die Orte Vöhingen auf Schwieberdinger, Guckenhäuser im Glemstal, Burg Dauseck und ein zugehöriger Weiler auf Unterriexinger und Remmingen auf Untermberger Markung.
Unweit vom abgegangenen Böhringen wurde 1763 am westlichen Markungsrand der Weiler Schönbühlhof gegründet und kurz danach der im Dreißigjährigen Krieg aufgegebene Weiler Talhausen im Glemstal wiederbesiedelt. Anstelle des ehemaligen Weilers Aicholtz entstand der Aichholzhof.

### Flächenaufteilung
Nach Daten des Statistischen Landesamtes, Stand 2014.

### Raumordnung
Markgröningen gehört zur Metropolregion Stuttgart sowie zum Nahbereich des Mittelzentrums Ludwigsburg/Kornwestheim der Region Stuttgart (VRS).
Für die umliegenden Gemeinden ist die einstige Oberamtsstadt nur noch als Schul- und Klinikstandort sowie für die Abwasserbehandlung von zentralörtlicher Bedeutung.

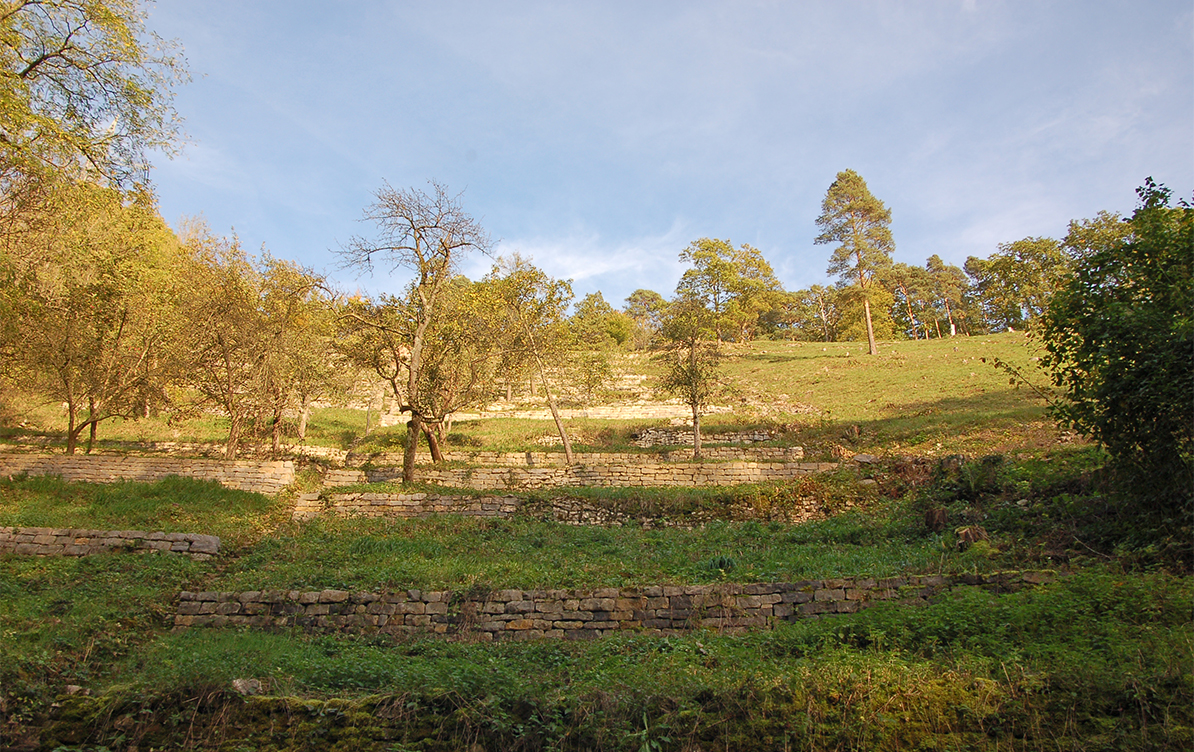
„Naturschutzwengert“ und Magerrasen im NSG Leudelsbachtal

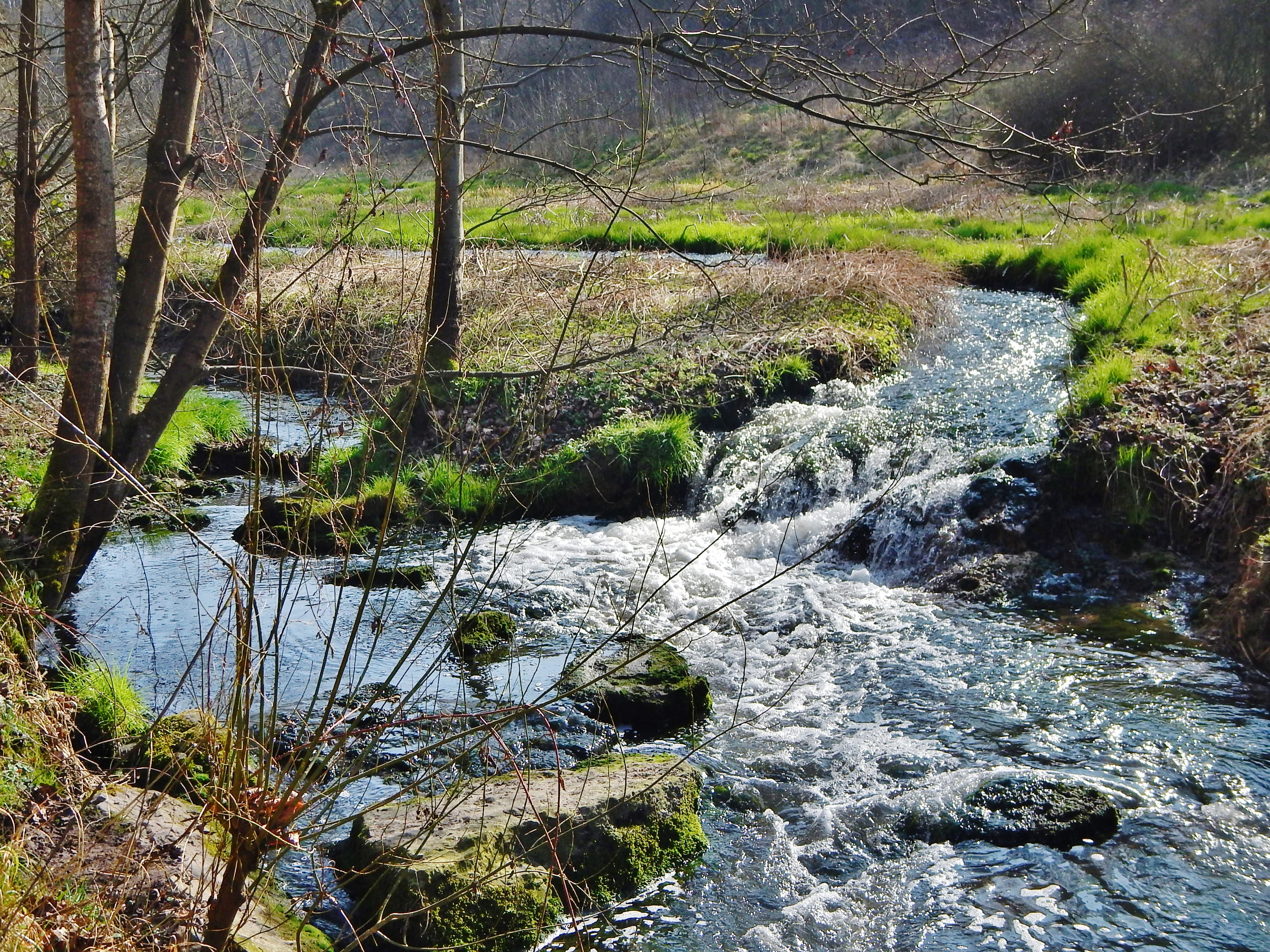
Mündung des Leudelsbach-Seitenarms im Remminger Tal

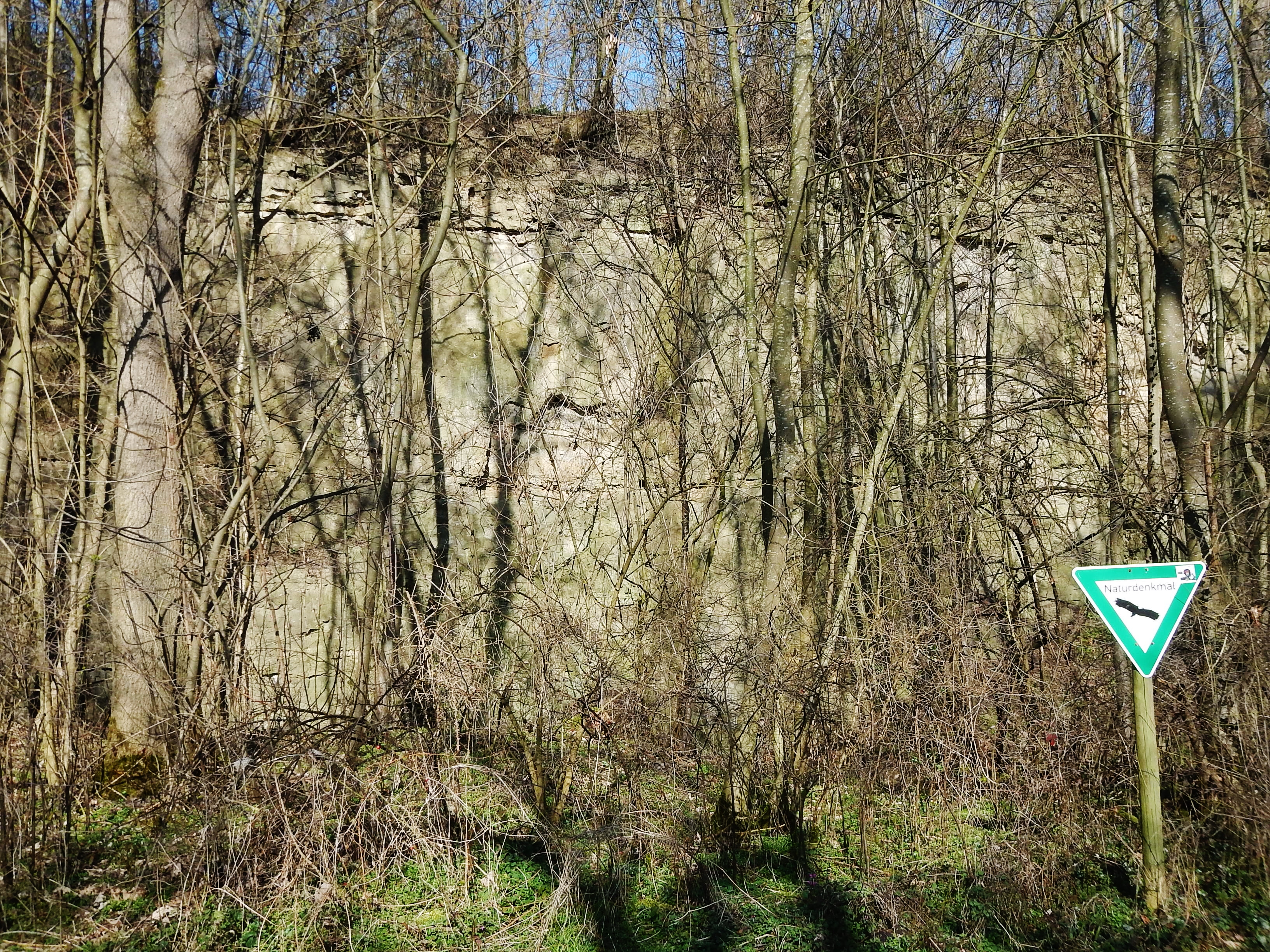
Ehemaliger Sandsteinbruch im Gewann Peterweinberge

### Flora, Fauna und Geotope
Insbesondere in den drei Tälern von Glems, Enz und Leudelsbach finden sich zahlreiche schutzwürdige Biotope, die weitgehend in das FFH-Gebiet Strohgäu und unteres Enztal integriert sind. Unter besonderem Schutz stehen das 117,9 Hektar große Naturschutzgebiet Leudelsbachtal, das zum Großteil (98,4 ha) zu Markgröningen gehört und den Bannwald Rotenacker einschließt, sowie über sechzig flächenhafte sowie 13 Einzelgebilde-Naturdenkmale (ND). Außerdem liegen größere Teile der Landschaftsschutzgebiete Oberes Leudelsbachtal, Hohenasperg-Hurst und weitere Umgebung, Glemstal zwischen Schwieberdingen und Markgröningen mit Randgebieten und Enztal zwischen dem Leinfelder Hof und Bietigheim-Bissingen auf Markgröninger Markung.
Um die Belange des Naturschutzes kümmern sich in Markgröningen neben den Naturschutzbehörden und der Stadtverwaltung lokale Gruppen von BUND, Nabu und SAV.
Das Geologische Landesamt (LGRB) hat auf der Markung acht Geotope erfasst: drei Dolinengruppen im Hinterholz, im Muckenschupf und im Rotenacker, ein Lössprofil bei der ehemaligen Ziegelei, drei aufgelassene Steinbrüche in der Eichholzer Klinge, im Leudelsbach- und im Glemstal sowie den rund hundert Meter langen Siegfriedsfelsen am rechten Prallhang der Glems. Darüber hinaus finden sich auf der Markung zahlreiche weitere Aufschlüsse, insbesondere entlang der Hangkante am Rotenacker und an den Prallhängen des Glemstals, zum Beispiel am Sonnenberg oder beim ehemaligen Eiskeller am Schäferweg.

### Klimadaten
|                       | Jan  | Feb  | Mär  | Apr  | Mai  | Jun  | Jul  | Aug  | Sep  | Okt  | Nov  | Dez  |   |       |
| Mittl. Tagesmax. (°C) | 2    | 4    | 9    | 14   | 18   | 21   | 23   | 23   | 20   | 13   | 7    | 3    | ⌀ | 13,1  |
| Mittl. Tagesmin. (°C) | −4   | −3   | 0    | 4    | 8    | 11   | 12   | 12   | 9    | 5    | 1    | −2   | ⌀ | 4,5   |
|                       |      |      |      |      |      |      |      |      |      |      |      |      |   |       |
| Niederschlag (mm)     | 44,8 | 43,6 | 47,5 | 56,6 | 77,1 | 91,0 | 69,0 | 81,3 | 54,2 | 45,0 | 58,4 | 48,8 | Σ | 717,3 |
|                       |      |      |      |      |      |      |      |      |      |      |      |      |   |       |
| Sonnenstunden (h/d)   | 2    | 3    | 5    | 6    | 7    | 7    | 8    | 7    | 6    | 4    | 2    | 2    | ⌀ | 4,9   |
|                       |      |      |      |      |      |      |      |      |      |      |      |      |   |       |
| Regentage (d)         | 16   | 13   | 12   | 14   | 14   | 15   | 15   | 14   | 14   | 12   | 15   | 13   | Σ | 167   |

| −4 |

| −3 |

| 0 |

| 4 |

| 8 |

| 11 |

| 12 |

| 12 |

| 9 |

| 5 |

| 1 |

| −2 |

| −4 |

| −3 |

| 0 |

| 4 |

| 8 |

| 11 |

| 12 |

| 12 |

| 9 |

| 5 |

| 1 |

| −2 |

## Geschichte
Die Stadtgeschichte von Grüningen wird vom Hochmittelalter bis zu der historischen Zäsur, die durch die Gründung Ludwigsburgs (1718) und die anschließende Umbenennung in Markgröningen erfolgte, in einem eigenständigen Wikipedia-Artikel abgehandelt.
Hier folgt deshalb nur ein kurzer Überblick zur Grüninger Periode. Auf die Neuere Geschichte Markgröningens (ab 1718) und die Zeitgeschichte (ab 1945) soll hingegen ausführlicher und exklusiv eingegangen werden.

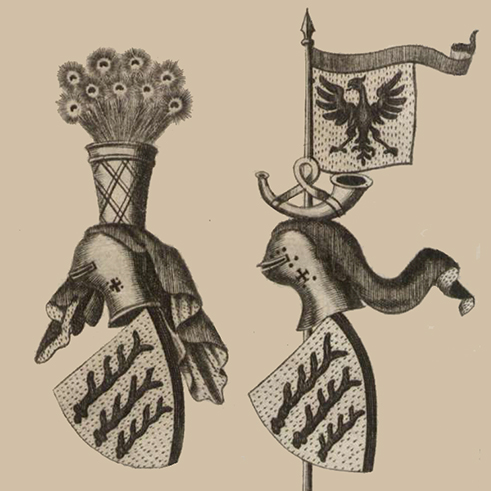
Wappen der Grafen von Grüningen und Ulrichs III. von Württemberg mit der 1336 zusammen mit Burg und Stadt Grüningen erworbenen Reichssturmfahne

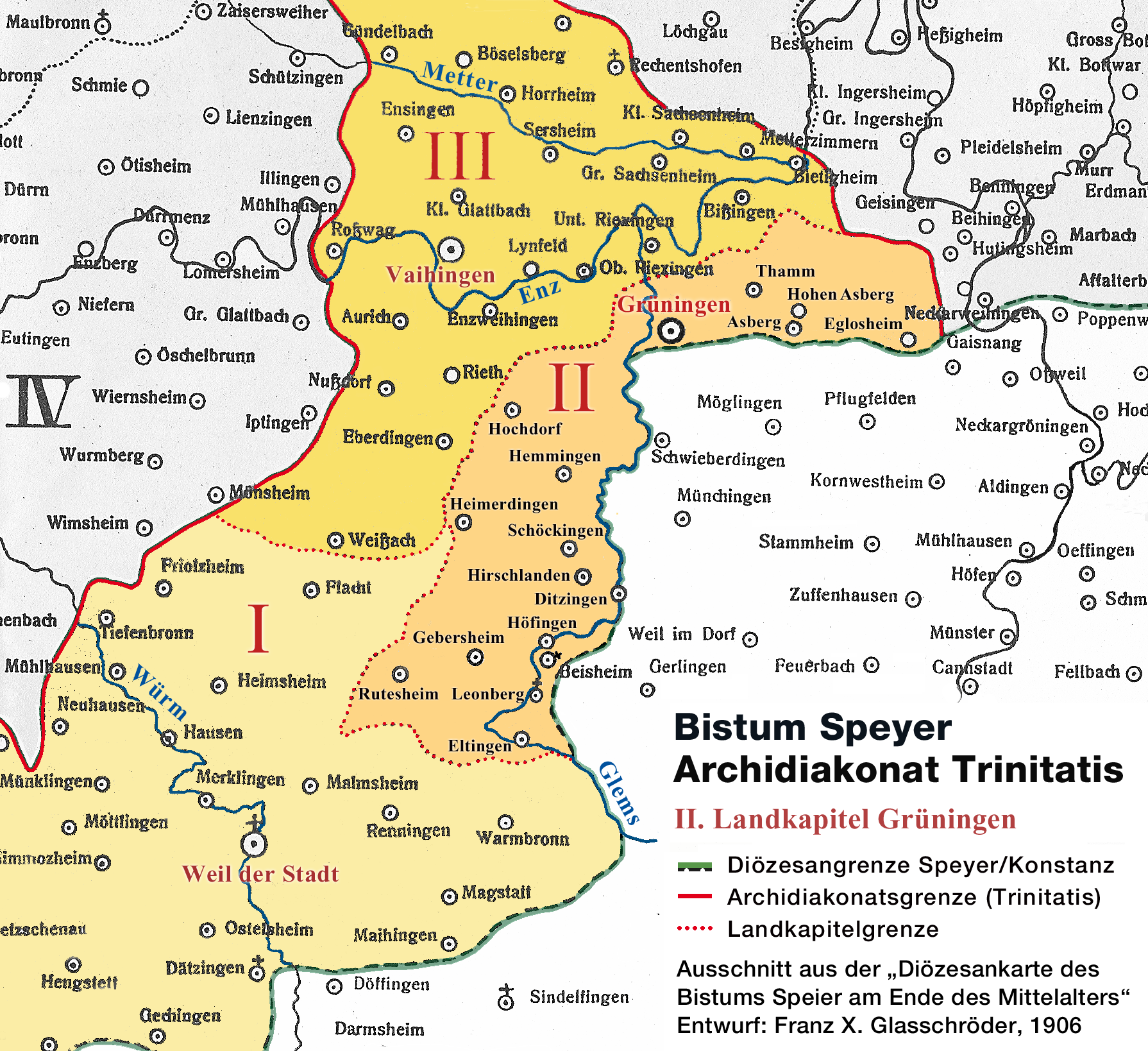
Bezirk des Grüninger Landkapitels im Archidiakonat Trinitatis an der Südostecke der Speyrer Diözese

### Geschichte Grüningens im Zeitraffer
Das zuvor alemannische Grüningen war in etwa zwischen 500 und 750 ein fränkisches Bollwerk an einem Eckpunkt der fränkisch-alemannischen Grenze und bis ins Hochmittelalter ein aus dem Glemsgau ausgemarktes Königsgut: Burg und Kommune haben die Könige dem vorzugsweise schwäbischen Träger der Reichssturmfahne als mit diesem „Grafenamt“ verbundenes Lehen übergeben.

#### Die Reichsstadt und die Württemberger
In den Brennpunkt der Geschichte geriet die Reichsstadt im 13. Jahrhundert, als ihr württembergischer Lehensträger und Reichssturmfähnrich, Graf Hartmann II. von Grüningen, und dessen Sohn Hartmann III. von Grüningen, sich gegen die Revindikationspolitik König Rudolfs von Habsburg stemmten. Nach jahrelangen kriegerischen Auseinandersetzungen wurde Hartmann III. 1280 gefangen genommen und starb auf dem Asperg. Seine Halbbrüder mussten darauf die zur Herzogsresidenz auserkorene und entsprechend ausgebaute Stadt an den König zurückgeben.
1336 gelangte die Reichssturmfahne mit Grafschaft, Burg und Stadt dennoch und endgültig in die Hand der württembergischen Grafen, die geradezu versessen darauf schienen und deren Besitz auch noch als Herzöge und Könige auf ihren Wappen herausstellten (siehe Bildleiste). Als deren Zweitresidenz und Amtsstadt erlebte Grüningen im ausgehenden Mittelalter einen Zweiten Frühling: Die kleine Handelsmetropole stellte die reichste Bürgerschaft Württembergs und mit der Volland-Sippe eines der einflussreichsten Patriziergeschlechter. Das beeindruckende Kauf- und Rathaus, die spätgotischen Chöre der beiden Kirchen, das Pfründhaus des Spitals und zahlreiche andere Gebäude halten die Erinnerung an diese Blütezeit ebenso wach wie der alljährlich im August stattfindende Schäferlauf.

#### Revoluzzer auf der Kanzel
Wo es Gewinner gibt, finden sich aber auch Verlierer. Und um deren Wohl kümmerte sich der Tübinger Theologe und Grüninger Stadtpfarrer Reinhard Gaißer: Dieser „erste Sozialrevolutionär auf einer württembergischen Kanzel“ rief 1514 den Gemeinen Mann in Grüningen und andernorts zum Aufstand gegen die ungerechte Steuerpolitik Herzog Ulrichs und die frühkapitalistisch agierende Ehrbarkeit auf. Dabei wurde Gaißer zum intellektuellen Kopf des Armen Konrads und als „Kirchherr“ des Landkapitels Grüningen zum ebenbürtigen Gegenspieler des hiesigen Vogts Philipp Volland.

#### Kriegsschäden und Bevölkerungsverluste
Im Dreißigjährigen Krieg (1618–1648) war Grüningen anfangs nicht direkt vom Kriegsgeschehen betroffen, verlor aber 1626 durch eine Pestwelle 466 Einwohner. Nach der von den Protestanten verlorenen Schlacht bei Nördlingen (1634) und der Flucht Herzogs Eberhard III. von Württemberg ins Straßburger Exil kam der Krieg zur Stadt: Während der Belagerung der Festung Hohenasperg hausten die auf „Selbstversorgung“ angewiesenen kaiserlichen Truppen schonungslos in den umliegenden Kommunen und quetschten die Bevölkerung bis aufs letzte Hemd aus. Wer Folter, Vergewaltigung und Brandschatzung überlebt hatte, sah sich danach mit Hungersnot und Seuchen konfrontiert. 1638 waren noch 40 Bürger in der Stadt, viele Häuser beschädigt oder zerstört.
Nach Kriegsende (1648) konnte die Stadt diesen Tiefschlag durch Zuwanderer insbesondere aus der Schweiz noch leidlich kompensieren. Doch mussten die Grüninger Bürger im Zuge der Franzoseneinfälle während des Pfälzischen und des Spanischen Erbfolgekriegs weitere Zerstörungen, zahllose Plünderungen und Flurschäden durch Besatzungstruppen hinnehmen. Eine 1693 ausgebrochene Hungersnot soll 177 Grüningern das Leben gekostet haben. Um die Bevölkerungsverluste seit 1634 auszugleichen, brauchte die Stadt hundert Jahre.

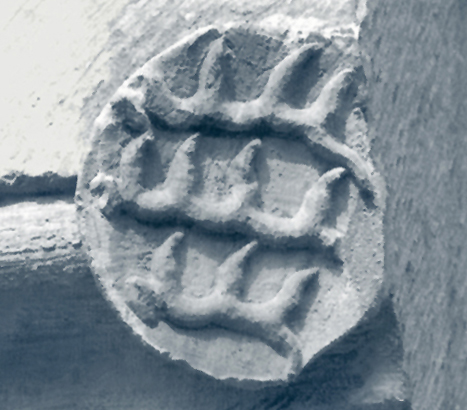
Am Untergeschoss des Pfarrhauses findet sich das vermutlich älteste in Stein gemeißelte Württemberger Wappen
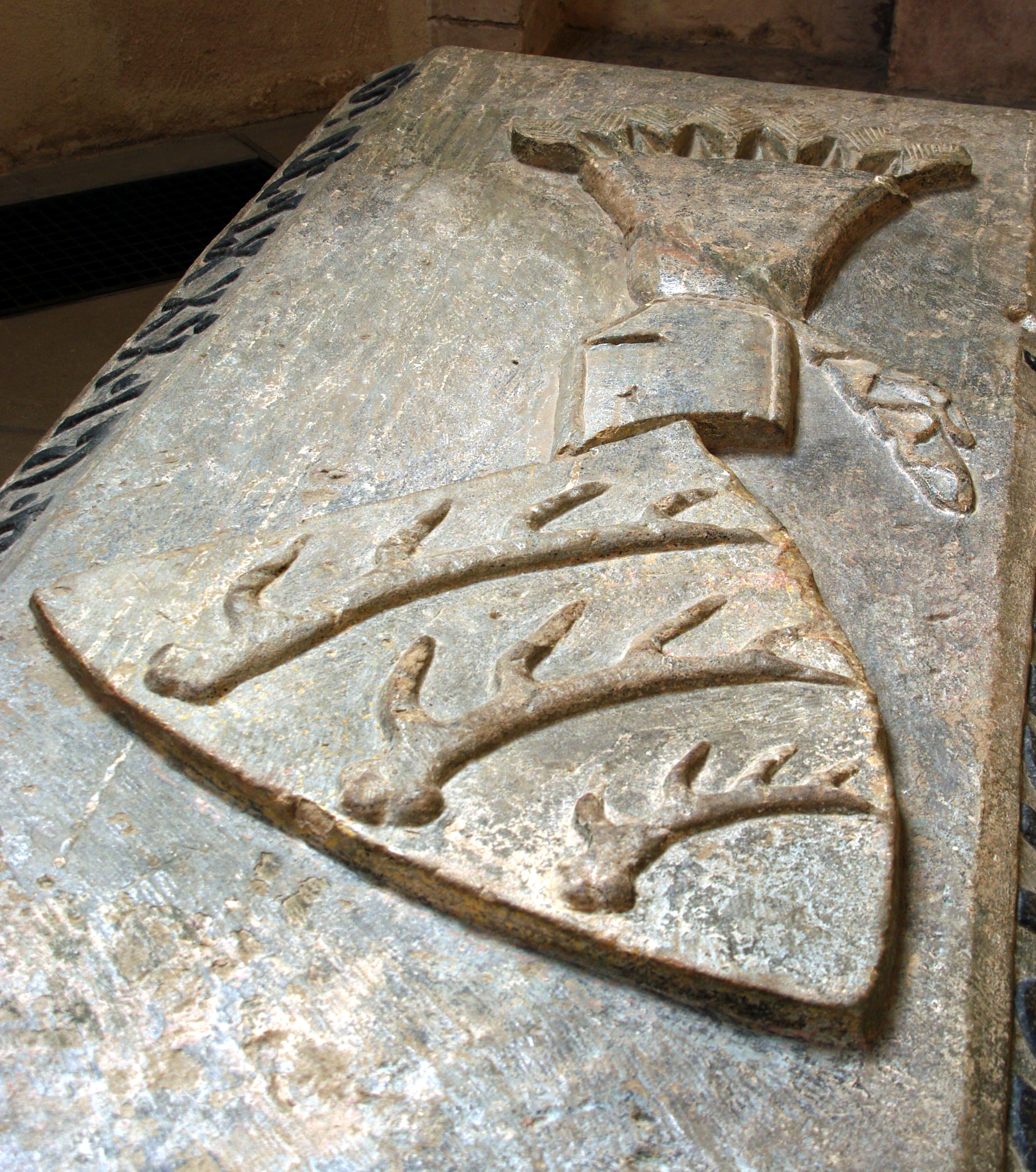
Die Grabplatte des Grafen Hartmann III. von Grüningen († 1280) gilt als älteste Grabplatte eines Württembergers
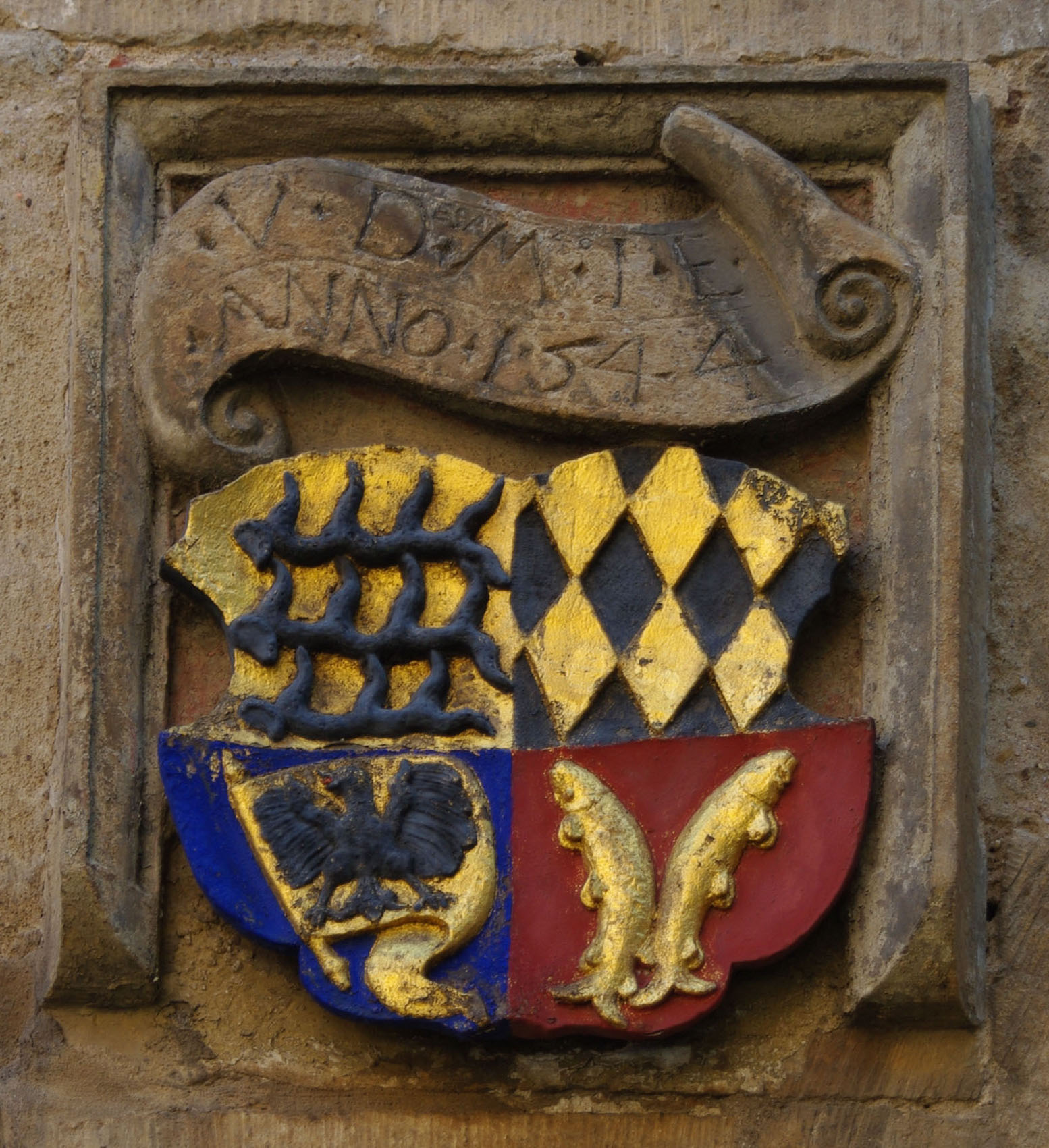
Seit 1495 vierteiliges Herzogswappen (Württemberg, Teck, Grüningen und Mömpelgard) am evang. Pfarrhaus (1544)
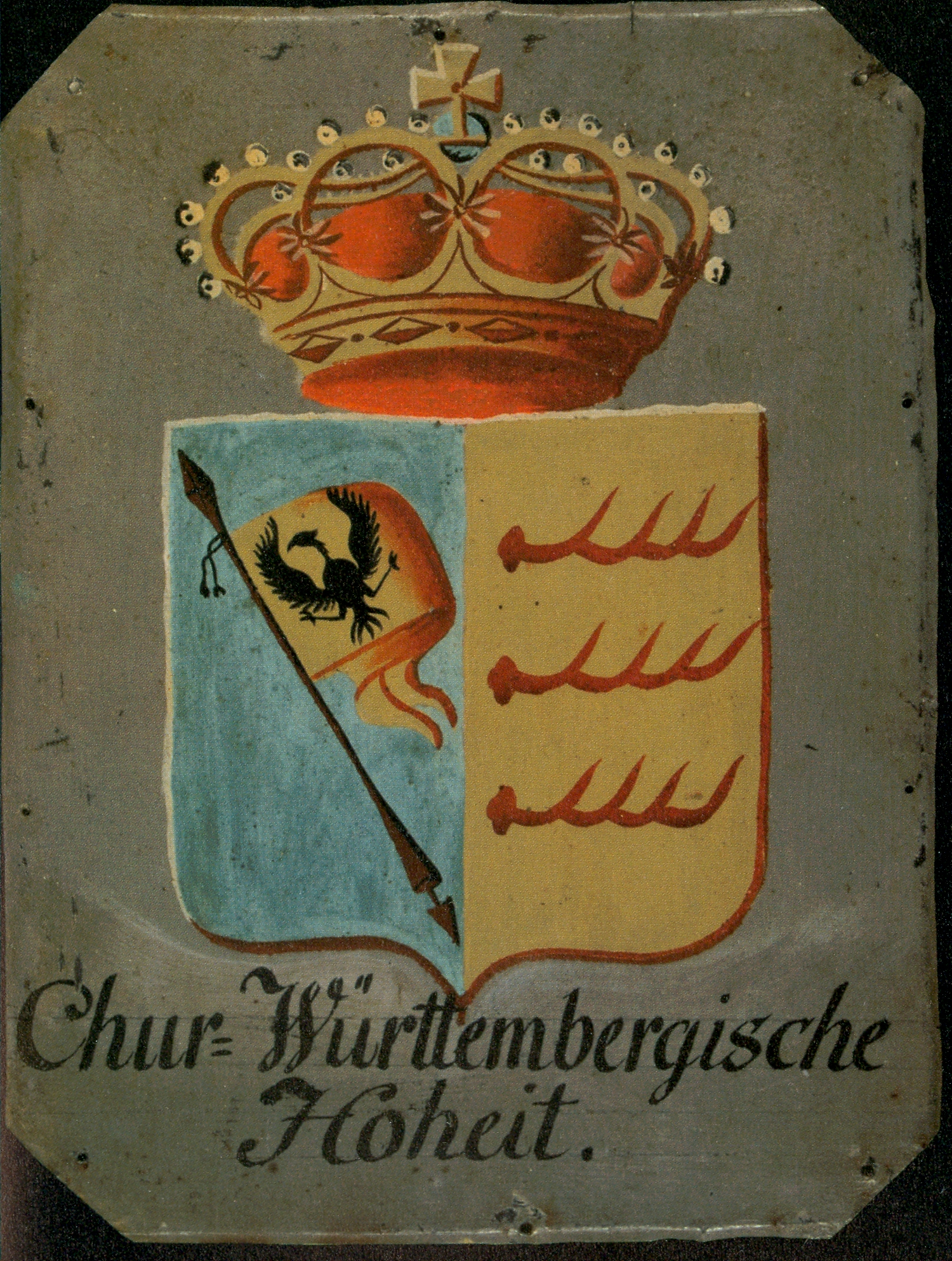
Kurfürstlicher Herzschild von 1805, der die Hirschstangen und die Reichssturmfahne hervorhebt
Wappen des Landkreises Ludwigsburg mit Grüninger Reichsadler und Württemberger Hirschstange darüber
Wappen der 1718 gegründeten Residenz- und Oberamtsstadt Ludwigsburg mit der Reichssturmfahne

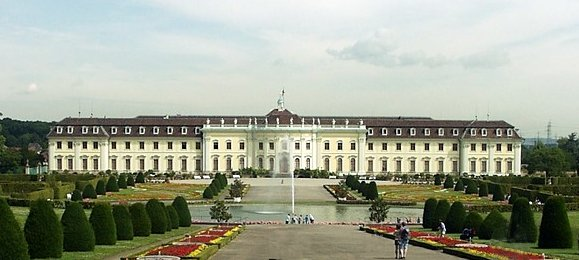
Schloss Ludwigsburg – erbaut ab 1704 für Herzog Eberhard Ludwig

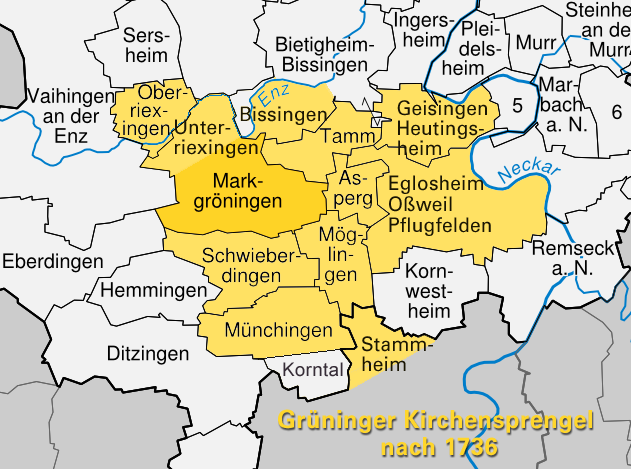
Der 1736 wiederhergestellte Kirchensprengel des Grüninger Superintendenten. Asperg, Eglosheim, Oßweil, Pflugfelden und Möglingen wurden 1762 Ludwigsburg zugeteilt, 1812 die übrigen Gemeinden.

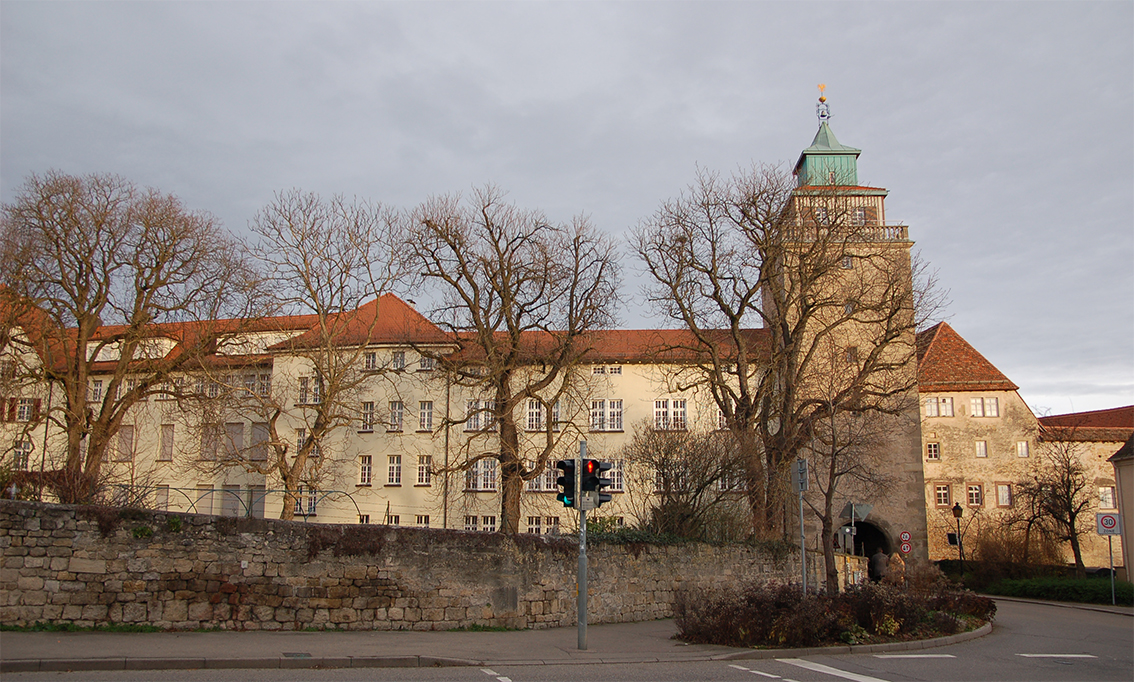
Von Burg und Schloss blieben nur Relikte im Helene-Lange-Gymnasium.

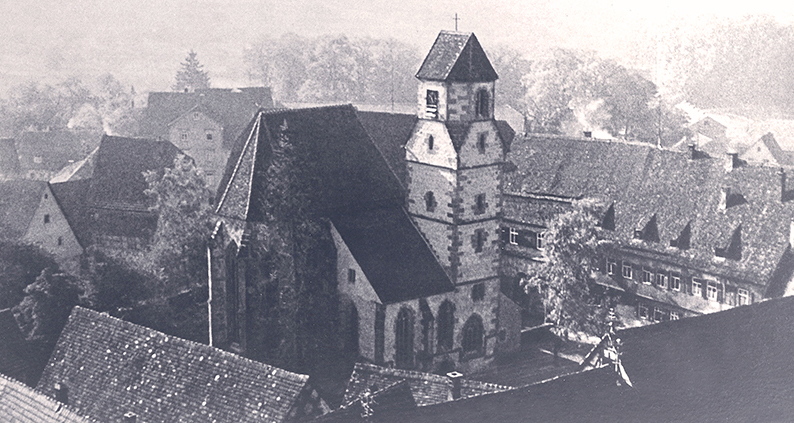
Das Kirchenschiff des Heilig-Geist-Spitals wurde um 1800 abgebrochen, die Wirtschaftsgebäude 1963.

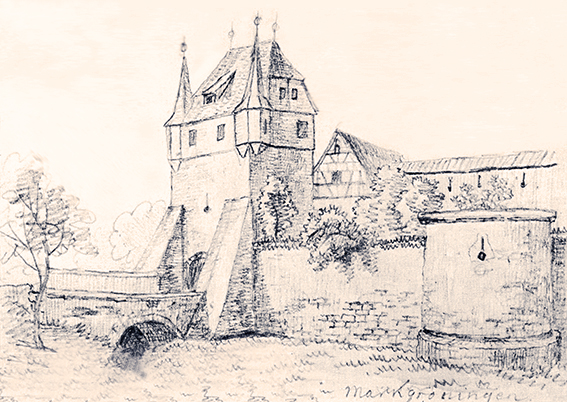
Esslinger Tor: erbaut im 13. Jh., abgerissen im 19. Jh. (Bild: Keller)

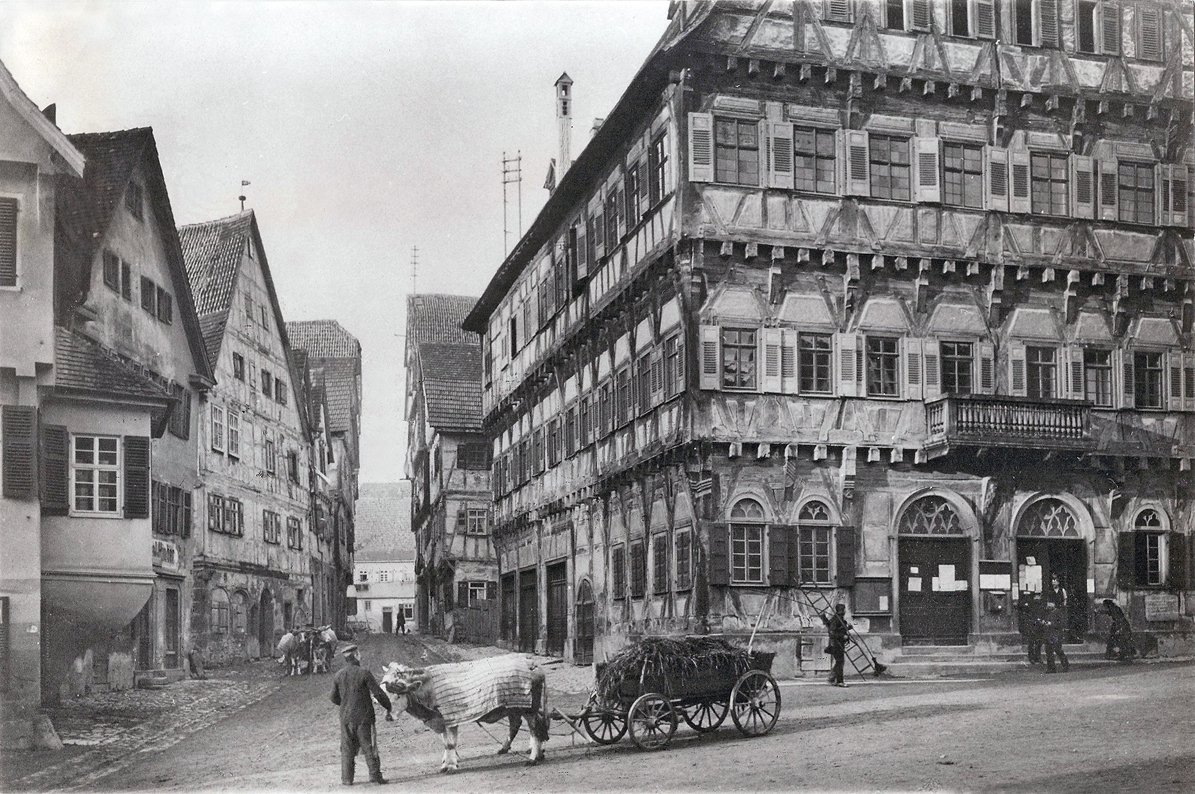
Marktplatz 1916 mit Strommasten

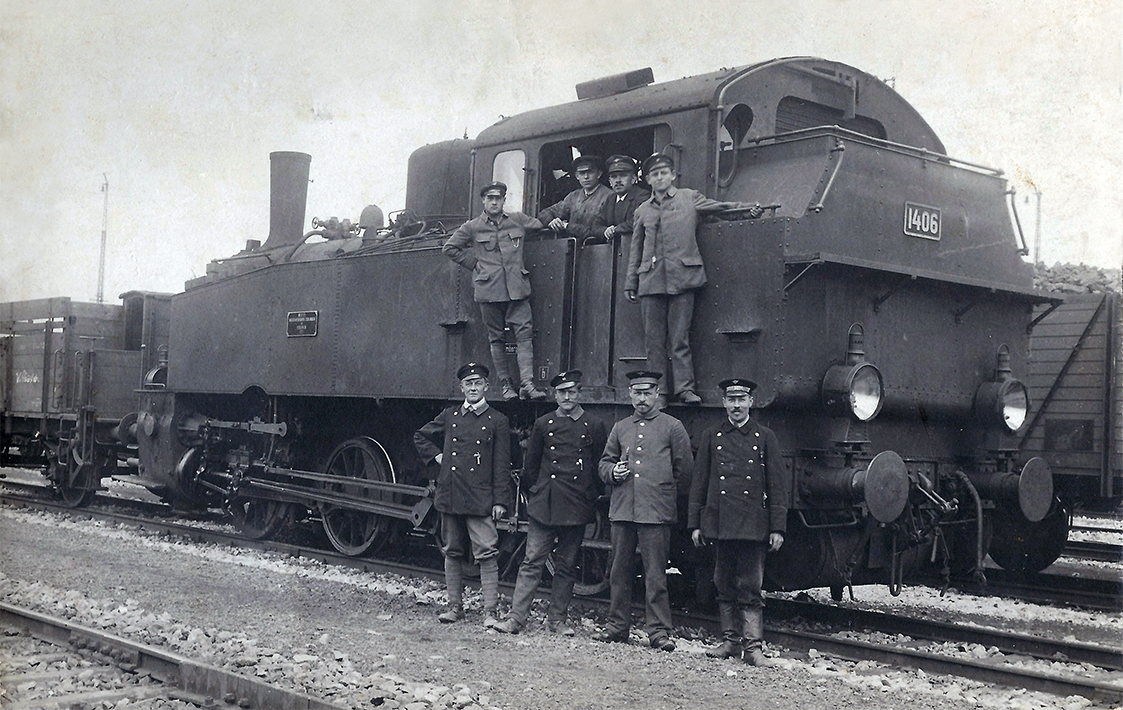
Während des Ersten Weltkriegs wurde Markgröningen ans Eisenbahnnetz angebunden

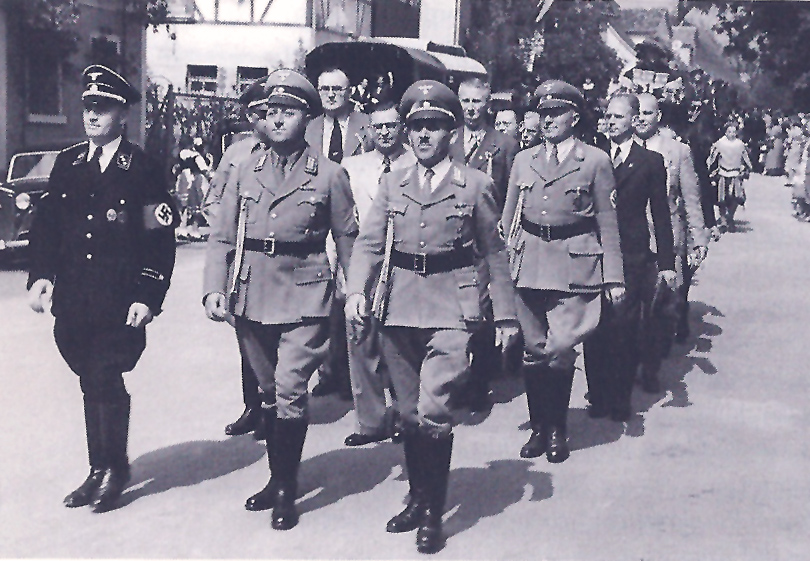
Ortsgruppenleiter Schmückle und NS-Parteigenossen im Festzug

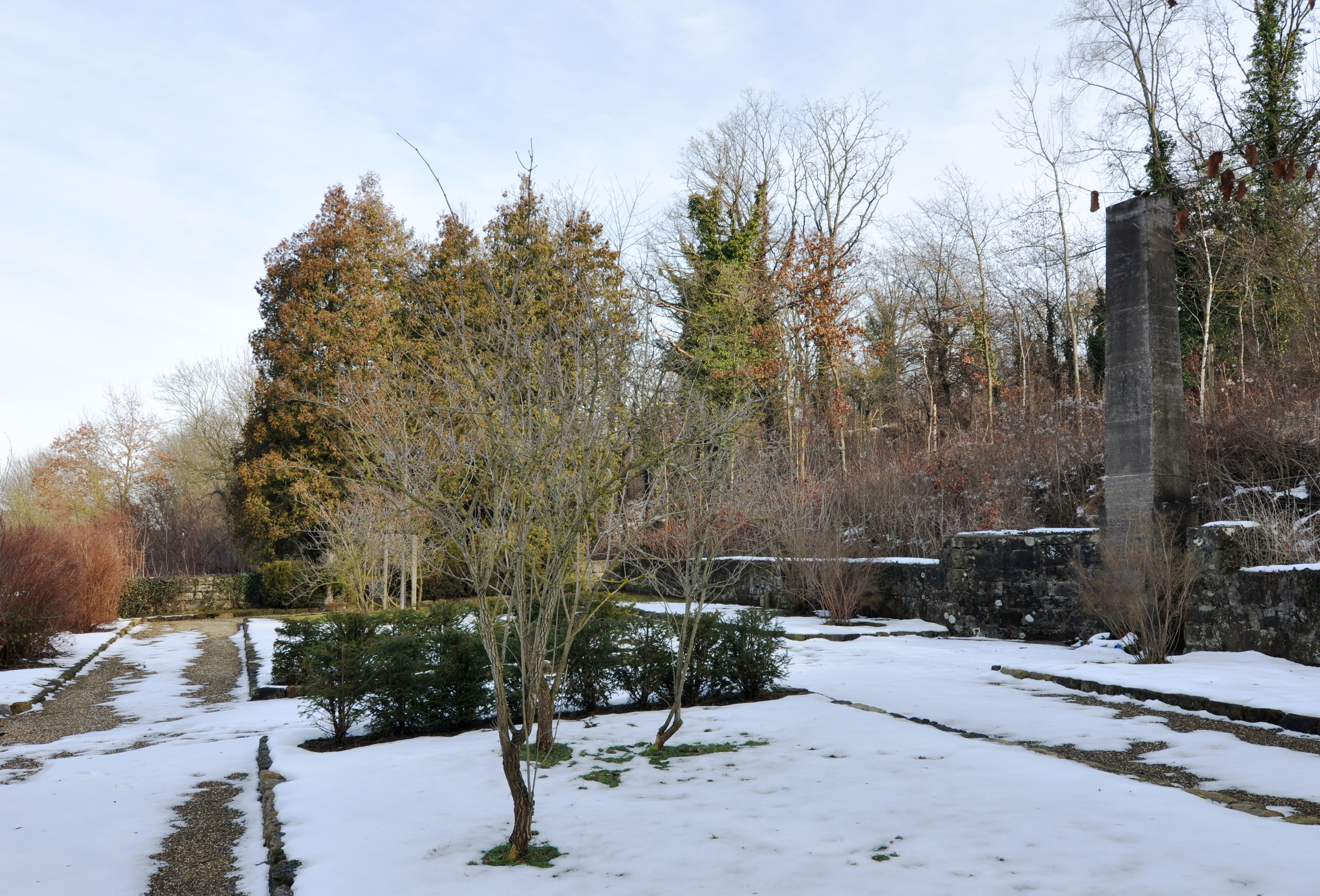
Friedhof für die Opfer des KZ-Außenlagers in Unterriexingen

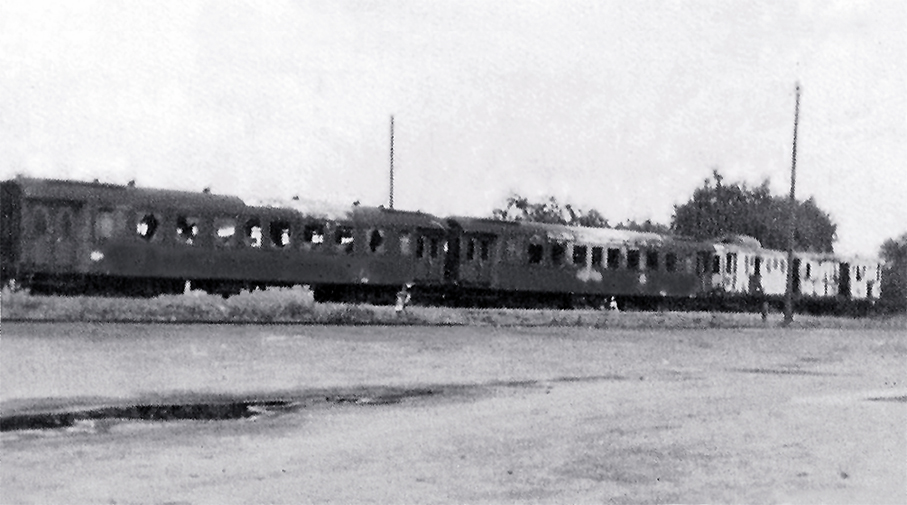
Von Tieffliegern attackierte Waggons – abgestellt im Bahnhof

### Neuere Geschichte Markgröningens

#### Bedeutungsverlust durch die Gründung Ludwigsburgs
Einen unwiederbringlichen und geradezu existenzbedrohenden Bedeutungsverlust leitete schließlich der absolutistische Herzog Eberhard Ludwig von Württemberg ein: durch den Bau des Ludwigsburger Residenzschlosses (ab 1704), für den die Grüninger Bürger massiv eingespannt wurden, und insbesondere die Gründung der Stadt Ludwigsburg (1718) im Grüninger Amtsgebiet, das bis an den Neckar reichte. Im Mai 1718 wurden der Grüninger Vogt Georg Christoph Andler, der Stadtschreiber und ein Mitglied des Stadtgerichts nach Stuttgart zitiert und dort so lange festgehalten, bis sie den vorgesehenen Eingriffen ins Grüninger Statut und Amt zustimmten.
Damit verlor die alsbald auch offiziell Markgröningen genannte Stadt erst die Funktion als herzogliche Zweitresidenz und Hort der Reichssturmfahne ans Schloss und nach verbissener, bis ins 19. Jahrhundert währender Gegenwehr auch die Funktionen als Obervogtei, Oberamtsstadt, Hochgericht, Dekanat und Kameralamt ans Oberamt bzw. die Stadt Ludwigsburg. Aus diesem Grund führt der Landkreis Ludwigsburg als Nachfolgekörperschaft des Oberamts Gröningen heute den Grüninger Adler im Wappen, und die Kreisstadt Ludwigsburg schmückt sich mit der Reichssturmfahne (siehe Abb.).
Zum Verdruss der Grüninger hatte Herzog Eberhard Ludwig zudem den Schäferlauf, ihr identitätsstiftendes „ältestes Volksfest Württembergs“, viergeteilt: Ab 1723 fanden auch in Heidenheim, Urach und Wildberg Zunfttreffen und Schäferläufe statt.
1724 wurde ein erster Teil des Markgröninger Schlosses abgerissen. Die Steine mussten zur Wiederverwendung nach Ludwigsburg gekarrt werden. Im Rotenacker war zudem ein Sandsteinbruch für den Bau von Schloss und Stadt Ludwigsburg angelegt worden.

#### Vom 18. Jahrhundert bis zur Machtergreifung (1933)
Der Ausbau Ludwigsburgs führte dazu, dass in Markgröningen kein nennenswerter Bevölkerungszuwachs mehr zu verzeichnen war und die einst so rege Bautätigkeit fast ganz zum Erliegen kam. Bei der Neugliederung des jungen Königreichs Württemberg verlor die Stadt 1807 die Funktion des zuvor bereits zurechtgestutzten Oberamts endgültig und wurde dem Oberamt Ludwigsburg zugeordnet. In Markgröningen sah man sich ob der Schuldenlast und der Verarmung der Bevölkerung dem Untergang nahe: 150 Familien mussten bereits durch das Spital unterstützt werden. Deshalb setzte man alle Hoffnung in den Nachfolger König Friedrichs: Der „alleruntertänigst treugehorsamste Magistrat der Stadt Gröningen“ setzte am 20. November 1816 eine Petition an den neuen König Wilhelm auf, in der er die Not der Stadt eindrücklich darlegte und die Einrichtung eines neu zugeschnittenen Oberamts um die „2700 Seelen“ zählende, „dem … Regentenhaus seit dem grauesten Altertum verbundene Stadt Gröningen“ geradezu erflehte. In dem konstruktiven Vorschlag waren nur die Gemeinden in unmittelbarer Umgebung inbegriffen: Asperg, Tamm, Bissingen, Unterriexingen, Hochdorf, Hemmingen, Schwieberdingen und Möglingen. Der „allerdurchlauchtigste“ Regent ging jedoch nicht darauf ein. 1819 wurde zudem das 1807 in Markgröningen eingerichtete und 1813 um das Amt auf dem Hohenasperg erweiterte Kameralamt im Haus der heutigen Bartholomäus-Apotheke dichtgemacht. Hochdorf, Oberriexingen, Unterriexingen und Pulverdingen wurden dem Kameralamt Vaihingen an der Enz, Hemmingen dem Kameralamt Leonberg zugeteilt. Markgröningen, Asperg und die übrigen Umland-Gemeinden kamen zu Ludwigsburg.
Infolge der Herabstufung zur Amtsgemeinde geriet Markgröningen auch mehr und mehr in den Verkehrsschatten Ludwigsburgs. Im Wettbewerb mit Bietigheim um die Trassierung der „Westbahn“ genannten Bahnlinie von Ludwigsburg nach Mühlacker zog man um 1850 trotz günstigerer geographischer Voraussetzungen den Kürzeren. Die Trassierung durch das Leudelsbachtal wäre nicht nur kürzer gewesen, sondern hätte auch einen bahngerechten sanften Abstieg ins Enztal ermöglicht und keinen teuren Viadukt wie in Bietigheim erfordert. Kein Wunder, dass die übergangenen Markgröninger Korruption im Spiel sahen. Ohne Bahnanschluss konnte man nur wenig Industrie und Gewerbe anlocken, sah auch Bietigheim an sich vorbeiziehen und verharrte bis zum Ersten Weltkrieg, der die Stadt exakt 100 Einwohner kostete, in Stagnation. Während des Krieges wurde Markgröningen 1915 ans Stromnetz und 1916 doch noch ans Bahnnetz angeschlossen. Allerdings nur über einen Nebenbahnanschluss von Ludwigsburg über Möglingen nach Markgröningen, dessen vorgesehene Durchbindung nach Enzweihingen trotz teilweise erfolgten Grunderwerbs nie realisiert werden sollte. In den Notzeiten nach dem Krieg hat die klamme Stadt erst das „Kinderschüle“ und 1922 sogar die 1354 erstmals erwähnte Lateinschule geschlossen. 1923 wurde schließlich die Stelle des Spitalverwalters abgeschafft.
Geradezu verzweifelt anmutende Versuche, ihrem „Dornröschenschlaf“ zu entkommen, kosteten die Stadt im 19. Jahrhundert beträchtliche Teile ihrer mittelalterlichen Stadtbefestigung und ihrer außergewöhnlichen historischen Bausubstanz, die bedingt durch die Stagnation noch ihr spätmittelalterliches Erscheinungsbild bewahrt hatten. Der Blick auf das oben stehende Panorama (um 1800) und Skizzen von Carl Urban Keller lassen erahnen, dass die Stadt sich damit selbst ein großes touristisches Potenzial à la Rothenburg ob der Tauber genommen hat.
Um 1870 verzeichnete die Stadt einen vorläufigen Höchststand von rund 3400 Einwohnern. Bis 1900 sank die Einwohnerzahl allerdings wieder um etwa 300 Köpfe, obwohl das Land 1897 an der Straße nach Asperg eine im Volksmund „Asyl“ genannte Armenanstalt für den Neckarkreis eingerichtet hatte. Zahlreiche Markgröninger waren mangels Perspektive nach Amerika oder Osteuropa ausgewandert. Einen Aufschwung verhieß die erste Industrieansiedlung: Um 1900 ging an der Tammer Straße die „Seidenstoffweberei Kollmer – Müller“ in Betrieb, die zum Start mindestens 70 Frauen-Arbeitsplätze zugesagt hatte. 1914 zählte man 3223 und 1939 schließlich 3778 Einwohner.

#### Zeit des Nationalsozialismus und Zweiter Weltkrieg
Am 6. April 1933 wurde per Gleichschaltungs-Dekret des Innenministeriums der Gemeinderat aufgelöst und die kommunale Selbstverwaltung zurechtgestutzt. Bei der am 27. April erfolgten „Neuwahl“ von zehn statt 16 Stadträten stand das Ergebnis von vornherein fest. Sechs der künftigen Gemeinderäte erschienen zur Amtseinsetzung in SA-Uniform. KPD und SPD waren nicht mehr vertreten. Im Zuge einer vom NSDAP-Ortsgruppenleiter Wilhelm Schmückle einberufenen Gemeinderatssitzung wurde Bürgermeister Heinrich Zillhardt am 20. Juli 1933 mit fadenscheiniger Begründung abgesetzt. Obwohl der ehemalige Spitalverwalter vor der „Machtergreifung“ 88 Prozent der Stimmen erhalten hatte, lehnte sich die Bevölkerung nicht offen gegen diesen Putsch seitens der NSDAP auf. Drei Gemeinderäte und zwei Nachrücker reagierten allerdings durch Amtsverzicht. Ihre vakanten Sitze wurden darauf nicht wiederbesetzt. Im Gremium saßen fortan nur noch Parteimitglieder. Nachdem 1935 die Kommunalwahlen abgeschafft waren, hatten selbst diese nur noch beratende Funktion und wurden gegebenenfalls von der örtlichen Parteileitung berufen. Die Bahnhofstraße wurde in „Adolf-Hitler-Straße“ umbenannt. Der Schäferlauf bekam einen „völkischen“ Charakter. Dem sozialistischen „Touristenverein Die Naturfreunde“ wurde sein 1913 bis 1919 erbautes Naturfreundehaus über dem Leudelsbachtal abgenommen und zum Müttergenesungsheim umgewandelt.
Im Zweiten Weltkrieg wurde in der damals noch selbständigen Gemeinde Unterriexingen ein Außenlager des KZ Natzweiler-Struthof errichtet, in dem von Oktober 1944 bis April 1945 etwa 1000 zumeist jüdische Häftlinge zur Zwangsarbeit auf dem Fliegerhorst Großsachsenheim, beim Stollenbau und Aufräumarbeiten nach Luftangriffen eingesetzt wurden. Unter den elendigsten Bedingungen gingen viele von ihnen zugrunde, etwa 250 der Toten wurden auf dem KZ-Friedhof am Berghang oberhalb der Straße nach Oberriexingen begraben. Ein Obelisk und eine Gedenktafel erinnern an diese Opfer des NS-Gewaltregimes.
→ siehe KZ-Außenkommando Unterriexingen
Im Zuge des „Euthanasie-Programms“ wurden von 1940 bis 1941 120 Insassen des „Landesheims“ für Behinderte nach Grafeneck verfrachtet und ermordet.
Vom Luftkrieg blieb die Stadt weitgehend verschont und verzeichnete nur wenige Bombentreffer. Am 13. März 1945 stoppten französische Jagdflieger jedoch den ausfahrenden Feierabend-Zug mittels eines Bombenabwurfs vor die Lok und beschossen mehrfach die vollbesetzten Waggons mit ihren Bordkanonen. Es gab 24 Tote, darunter das vierköpfige Zugpersonal, und rund 50 Verletzte: vor allem Beschäftigte der nach Markgröningen ausgelagerten Produktionsstätten von Krone und Porsche sowie einige russische Kriegsgefangene. Der Artilleriebeschuss der Stadt durch heranrückende französische Bodentruppen hielt sich dagegen in Grenzen, weil sie kurz hinter der Neckar-Enz-Stellung nicht zur „Festung“ erklärt war und der „Volkssturm“ sich alsbald in Luft aufgelöst hatte bzw. nach Osten beordert worden war. Bei Kriegseinsätzen oder in Gefangenschaft hatte Markgröningen insgesamt 204 „Söhne der Stadt“ verloren.
Der eigenwillige Umgang der damals noch zahlreichen Bauern mit den Vorschriften des vom „Reichsnährstand“ zumeist begrüßten NS-Regimes sollte sich zum Kriegsende für die Stadt auszahlen: Weil sie die ihnen zugeteilten französischen Kriegsgefangenen weit mehr als erlaubt ins Familienleben integriert hatten, setzten sich diese im Gegenzug dafür ein, dass die am 21. April 1945 in Markgröningen einrückenden französischen Truppen vergleichsweise schonungsvoll mit der Bevölkerung umgingen. Am 15. Juli 1945 lösten „Amis“ die „feierfreudigen“ Franzosen ab und verhinderten Plünderungen zu deren Abschied.
Noch nicht heimgekehrte Zwangsarbeiter aus Polen und Russland unternahmen nach dem Zweiten Weltkrieg Raubzüge in der Umgebung Markgröningens und suchten auch Talhausen, den Aichholzhof, das Landhaus Frank und die Spitalmühle heim. In der Nacht zum 10. November 1945 überfielen sie die Spitalmühle, trieben alle Bewohner in den Keller und töteten sie dort durch Kopfschuss. Die Bande wurde 1946 von der amerikanischen Militärpolizei gefasst und inhaftiert. Die beiden mutmaßlichen Todesschützen wurden hingerichtet.

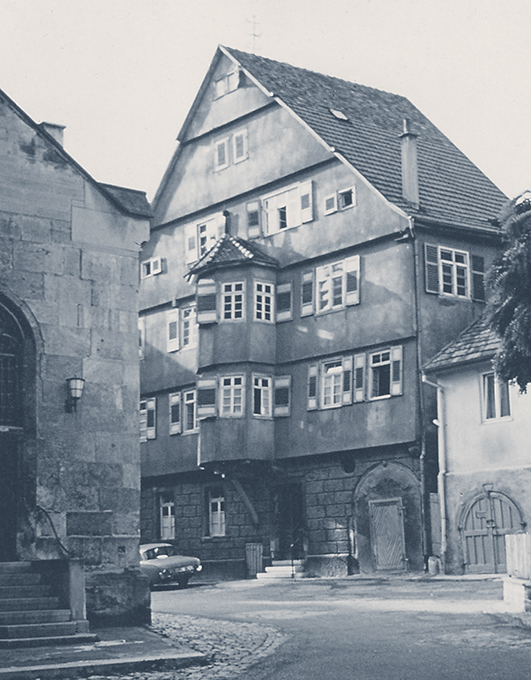
Um 1970 hat man solche Prachtexemplare ohne großes Federlesen abgerissen

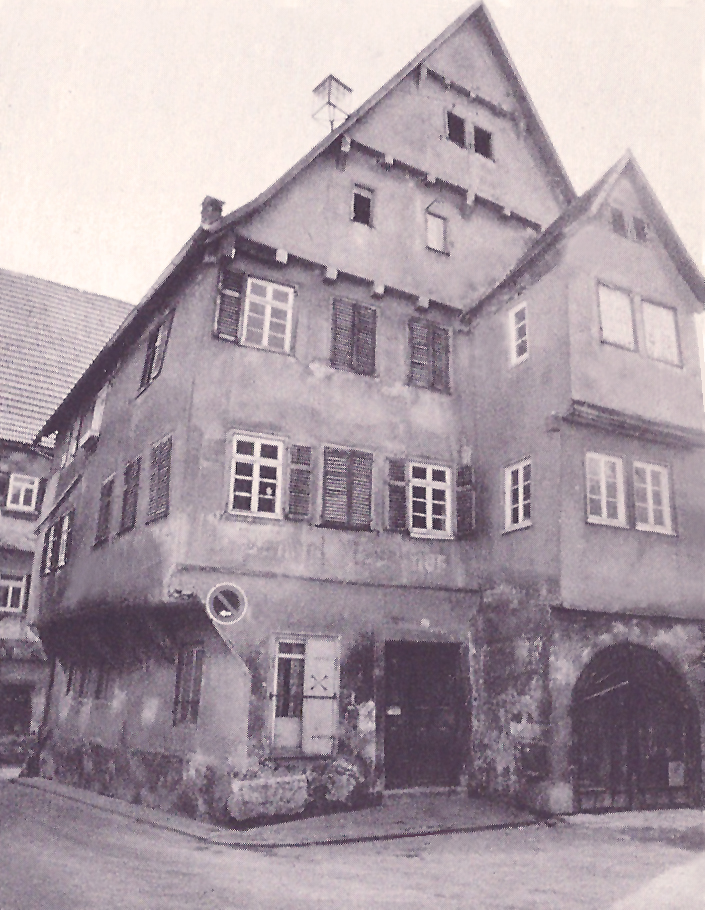
Der Abriss dieses um 1400 erstellten Kaufhauses in der Kirchgasse hat 1973 eine „offene Wunde“ im Stadtbild hinterlassen. Der zugesagte Wiederaufbau steht aus

### Zeitgeschichte ab 1945
Da die Stadt nach dem Zweiten Weltkrieg Teil der Amerikanischen Besatzungszone geworden war, gehörte sie somit seit 1945 zum neu gegründeten Land Württemberg-Baden, das 1952 im jetzigen Bundesland Baden-Württemberg aufging.
In der Nachkriegszeit hatte die vom Bombardement der Alliierten relativ gering betroffene Stadt zahlreiche „Ausgebombte“, Flüchtlinge und Vertriebene aufzunehmen. Dieser Bevölkerungszuwachs von 3927 (1943) auf 4602 Einwohner (1946) war anfangs nur durch Einquartierung zu bewältigen. Letztlich führte er nicht nur zur Ausweisung neuer Baugebiete, sondern auch zu einer konfessionellen Durchmischung, da die meisten Neubürger katholischen Glaubens waren. Ihrer jungen Kirchengemeinde schenkte die Stadt 1954 die Spitalkirche, deren fehlendes Hauptschiff man durch einen Anbau ersetzte. Von 1980 bis 1982 wurde der Anbau durch einen Kirchenneubau mit Zeltdach ersetzt.
Im Jahre 1950 wurde das 1873 im ehemaligen Schloss eingerichtete Lehrerinnen-Seminar geschlossen und dafür ein Mädchen-Internat als „Staatliches Aufbaugymnasium“ installiert, das auch zu Hause wohnende Schülerinnen aus Markgröningen besuchen durften. Inzwischen haben Kreis und Stadt das „Helene-Lange-Gymnasium“ vom Land übernommen, das Internat aufgelöst und in eine Schule für beide Geschlechter mit musischem Schwerpunkt umgewandelt.
Seit 1963 ist der Haupttag des Schäferlaufs nicht mehr auf den 24. August fixiert, sondern auf den Samstag des letzten Augustwochenendes. Eine Woche zuvor findet seit den sechziger Jahren das Internationale Musikfest statt.
In den 1960er und frühen 1970er Jahren nahm die Stadt wenig Rücksicht auf ihren historischen Markenkern: Im Zuge einer heute undenkbaren Modernisierungswelle fielen zahlreiche wertvolle Bauwerke in der Altstadt dem Bagger zum Opfer, um Platz für „Betonkästen“ oder Parkplätze zu machen.
Ein Umdenken fand erst im Hinblick auf das 1979 mit einem großen Fest begangene 1200-jährige Jubiläum der ersten urkundlichen Erwähnung (779) statt. Seit den achtziger Jahren wurden viele Häuser vorbildlich renoviert und gegebenenfalls mit dem Denkmalpreis ausgezeichnet. So reichte die verbliebene Bausubstanz noch zur Einbindung in die Deutsche Fachwerkstraße.
Im Jahre 1968 begann die Stadt mit dem Bau des Bildungszentrums am Benzberg. Nach der Fertigstellung des Hans-Grüninger-Gymnasiums folgten die Realschule und zwei Sporthallen mit Sportgelände. Schüler an weiterführenden Schulen mussten nun nicht mehr auspendeln. Stattdessen gingen fortan viele Schüler aus Möglingen, Schwieberdingen und Hemmingen in Markgröningen in die Schule.
Trotz des stetigen Bevölkerungszuwachses stellte die DB 1975 den Personenverkehr auf der Stichbahn Ludwigsburg-Markgröningen ein. Reaktivierungsbemühungen blieben erfolglos. Stattdessen wurde inzwischen auch der Güterverkehr eingestellt. Die neue Ostumfahrung hat die noch liegenden Gleise durchstochen.
Im Zuge der Gemeindereform wurde Unterriexingen am 1. Januar 1973 eingemeindet. Markgröningen hatte zum Stichtag 9902 und Unterriexingen 1889 Einwohner.
Im Jahre 1989 ging Markgröningen seine bislang einzige Städtepartnerschaft mit Saint-Martin-de-Crau ein, das inmitten der Crau zwischen Arles und Marseille liegt.

## Politik

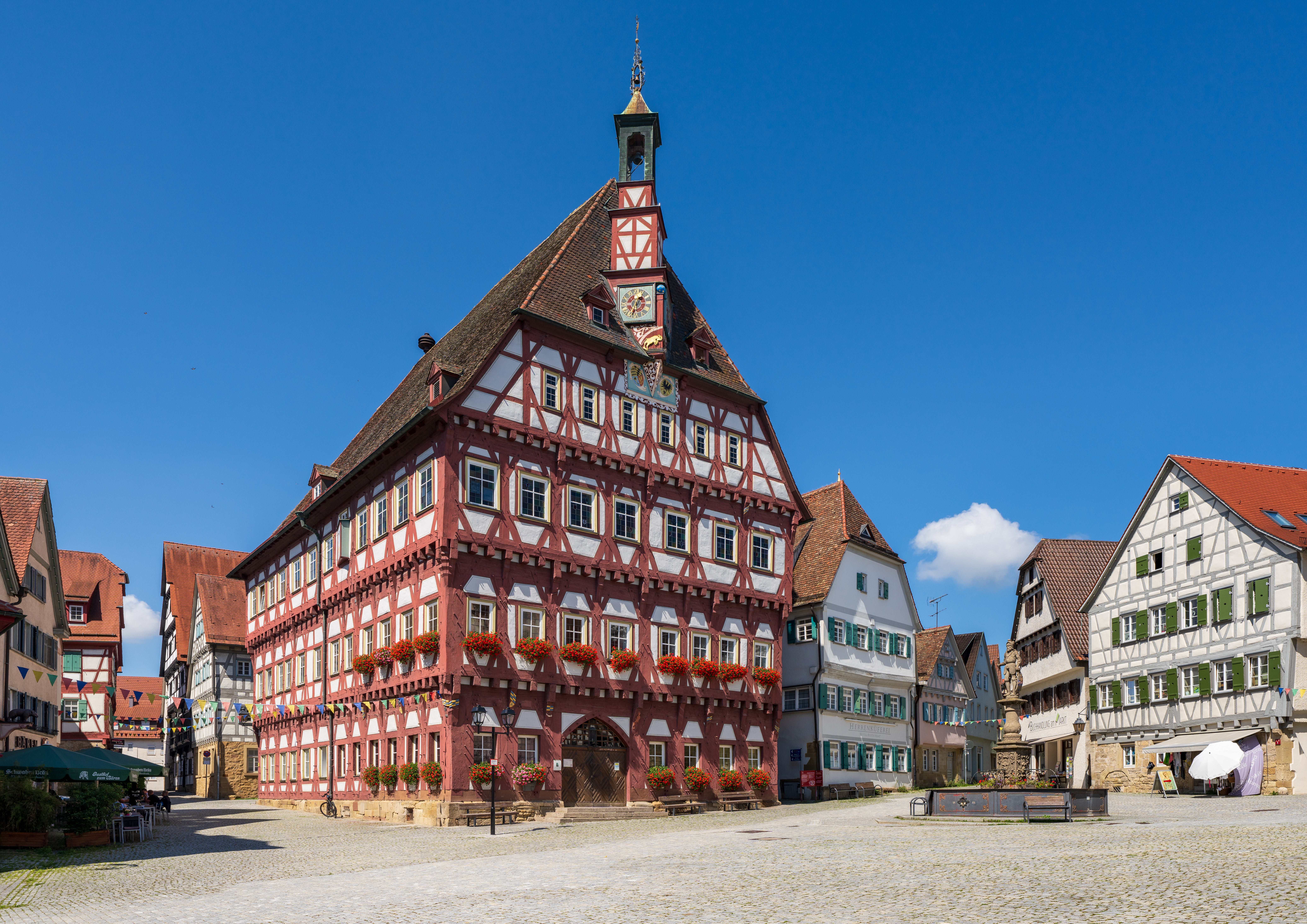
„Ein Rathaus …, des gleichen wohl nicht gefunden wird“ (Grüninger, 1527)

### Gemeinderat
Der Gemeinderat besteht aus den gewählten ehrenamtlichen Gemeinderäten und dem Bürgermeister als Vorsitzendem, der im Gemeinderat stimmberechtigt ist. Von 1946 bis 1953 hatte der Gemeinderat zwölf und bis 1972 sechzehn Mitglieder. Mit der Eingliederung Unterriexingens zum 1. Januar 1973 erhöhte sich deren Anzahl anfangs auf 26 Köpfe, weil alle Unterriexinger Räte übernommen wurden, und pendelte sich dann auf 22 plus mögliche Ausgleichsmandate ein. Seit der Wahl 2024 hat der für fünf Jahre gewählte Gemeinderat 24 Mitglieder. 
Die Kommunalwahl am 9. Juni 2024 führte zu folgendem Ergebnis (nit Vergleichszahlen voriger Wahlen): 

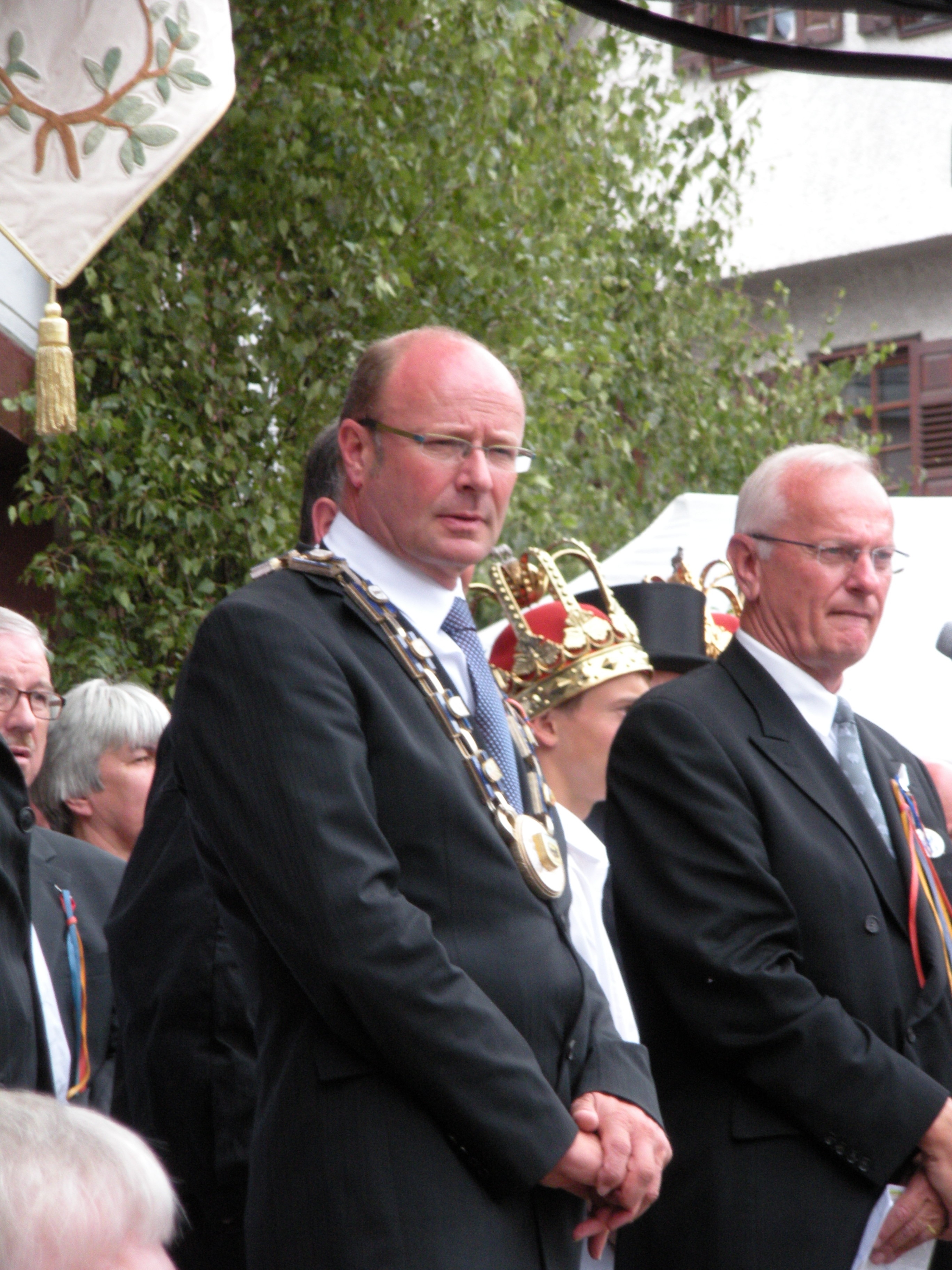
Bürgermeister Rudolf Kürner beim Schäferlauf 2008

| Parteien und Wählergemeinschaften | Parteien und Wählergemeinschaften           | % 2024 | Sitze 2024 |         | % 2019  | Sitze 2019 | % 2014 | Sitze 2014 | Gemeinderatswahl 2024 %403020100 37,7926,3719,647,464,634,11 FWCDUSPDGALFDPAfDGewinne und Verlusteim Vergleich zu 2019 %p 6 4 2 0 −2 −4 −6 −8−10−12+0,76+3,45+0,05−10,06+1,69+4,11FWCDUSPDGALFDPAfD |
| FW                                | Freie Wähler Markgröningen-Unterriexingen   | 37,79  | 9          | 37,03   | 8       | 35,0       | 8      |            | Gemeinderatswahl 2024 %403020100 37,7926,3719,647,464,634,11 FWCDUSPDGALFDPAfDGewinne und Verlusteim Vergleich zu 2019 %p 6 4 2 0 −2 −4 −6 −8−10−12+0,76+3,45+0,05−10,06+1,69+4,11FWCDUSPDGALFDPAfD |
| SPD                               | Sozialdemokratische Partei Deutschlands     | 19,64  | 5          | 19,59   | 4       | 23,8       | 5      |            | Gemeinderatswahl 2024 %403020100 37,7926,3719,647,464,634,11 FWCDUSPDGALFDPAfDGewinne und Verlusteim Vergleich zu 2019 %p 6 4 2 0 −2 −4 −6 −8−10−12+0,76+3,45+0,05−10,06+1,69+4,11FWCDUSPDGALFDPAfD |
| CDU                               | Christlich Demokratische Union Deutschlands | 26,37  | 6          | 22,92   | 5       | 27,2       | 6      |            | Gemeinderatswahl 2024 %403020100 37,7926,3719,647,464,634,11 FWCDUSPDGALFDPAfDGewinne und Verlusteim Vergleich zu 2019 %p 6 4 2 0 −2 −4 −6 −8−10−12+0,76+3,45+0,05−10,06+1,69+4,11FWCDUSPDGALFDPAfD |
| GAL                               | Grün-Alternative Liste Markgröningen        | 7,46   | 2          | 17,52   | 4       | 14,0       | 3      |            | Gemeinderatswahl 2024 %403020100 37,7926,3719,647,464,634,11 FWCDUSPDGALFDPAfDGewinne und Verlusteim Vergleich zu 2019 %p 6 4 2 0 −2 −4 −6 −8−10−12+0,76+3,45+0,05−10,06+1,69+4,11FWCDUSPDGALFDPAfD |
| FDP                               | Freie Demokratische Partei                  | 4,63   | 1          | 2,94    | 1       | —          | —      |            | Gemeinderatswahl 2024 %403020100 37,7926,3719,647,464,634,11 FWCDUSPDGALFDPAfDGewinne und Verlusteim Vergleich zu 2019 %p 6 4 2 0 −2 −4 −6 −8−10−12+0,76+3,45+0,05−10,06+1,69+4,11FWCDUSPDGALFDPAfD |
| AfD                               | Alternative für Deutschland                 | 4,11   | 1          | —       | —       | —          | —      |            | Gemeinderatswahl 2024 %403020100 37,7926,3719,647,464,634,11 FWCDUSPDGALFDPAfDGewinne und Verlusteim Vergleich zu 2019 %p 6 4 2 0 −2 −4 −6 −8−10−12+0,76+3,45+0,05−10,06+1,69+4,11FWCDUSPDGALFDPAfD |
| Gesamt                            | Gesamt                                      | 100 %  | 24         | 100     | 22      | 100        | 22     |            | Gemeinderatswahl 2024 %403020100 37,7926,3719,647,464,634,11 FWCDUSPDGALFDPAfDGewinne und Verlusteim Vergleich zu 2019 %p 6 4 2 0 −2 −4 −6 −8−10−12+0,76+3,45+0,05−10,06+1,69+4,11FWCDUSPDGALFDPAfD |
| Wahlbeteiligung                   | Wahlbeteiligung                             | 59,8 % | 59,8 %     | 57,57 % | 57,57 % | 45,9 %     | 45,9 % |            | Gemeinderatswahl 2024 %403020100 37,7926,3719,647,464,634,11 FWCDUSPDGALFDPAfDGewinne und Verlusteim Vergleich zu 2019 %p 6 4 2 0 −2 −4 −6 −8−10−12+0,76+3,45+0,05−10,06+1,69+4,11FWCDUSPDGALFDPAfD |

### Bürgermeister
Nach der Übernahme der Stadt setzten die französischen Besatzungstruppen den Französisch sprechenden Arzt Karl Umbach als Übergangsbürgermeister ein. 1946 wählte der junge Gemeinderat Karl Graf zum Bürgermeister, der nach seiner Wiederwahl durch die Bevölkerung bis 1954 im Amt blieb. Danach folgten Emil Steng bis 1974 und Heinrich Vogel, der nach zwei achtjährigen Amtsperioden 1990 in die Wirtschaft wechselte. Von 1990 bis 2022 war Rudolf Kürner im Amt, der 1998, 2006 und 2014 wiedergewählt wurde. Am 20. Februar 2022 wurde Jens Hübner (SPD), zuvor Kämmerer von Oberriexingen, im ersten Wahlgang mit 79,4 Prozent der Stimmen zum Bürgermeister gewählt. Amtsinhaber Kürner kandidierte nicht erneut. Hübner trat sein Amt am 13. Mai 2022 an.

### Unechte Teilortswahl
In Markgröningen gibt es die Unechte Teilortswahl. Mit ihr werden den Unterriexingern vier Sitze im Gemeinderat garantiert. Zur Landtagswahl in Baden-Württemberg 2016 fand in Markgröninger Wahllokalen ein Bürgerentscheid über die Frage statt, ob die Unechte Teilortswahl beibehalten oder abgeschafft werden soll. Mit deutlicher Mehrheit wurde gegen eine Abschaffung votiert. Von 11.428 Wahlberechtigten nahmen 6925 beim Bürgerentscheid teil (Wahlbeteiligung: 60,6 %). 4788 Bürger stimmten gegen eine Abschaffung (41,9 %), 1921 stimmten für eine Abschaffung (16,8 %). Damit war das für Gültigkeit sorgende Zustimmungsquorum von 20 Prozent aller Wahlberechtigten erreicht.

### Stadtwappen und Reichssturmfahne
|  | Die Blasonierung des Markgröninger Stadtwappens lautet: Unter blauem Schildhaupt, darin fünf sechsstrahlige goldene Sterne, in Gold der rotbezungte schwarze Reichsadler. Der Adler weist auf den Status der ehemals freien Reichsstadt Grüningen hin, der 1336 verloren ging, als Burg und Stadt den württembergischen Grafen mit der Reichssturmfahne als Erblehen überlassen wurden. Das bis ins 19. Jahrhundert ohne Schildhaupt geführte Stadtwappen ist seit 1299 in den Stadtsiegeln nachweisbar und wurde auch unter württembergischer Herrschaft weiter genutzt. Das bisweilen grüne und schließlich blaue Schildhaupt mit Sternen wurde vom ehemaligen Amtswappen übernommen. Die Stadtflagge ist seit dem 17. Jahrhundert blau-gelb (siehe Wappen von 1591). |

|  | Die zusammen mit Vorstreitrecht, Burg und Stadt Grüningen verlehnte Reichssturmfahne wurde traditionell in der Grüninger Reichsburg bzw. ab 1555 im nachfolgenden Residenzschloss aufbewahrt. Als quadratische Standarte zeigte sie wie das Reichsbanner den schwarzen Reichsadler in goldenem Feld und war zudem mit einem oben angebrachten, langen roten Schwenkel versehen. Nach dem Bau des Ludwigsburger Schlosses wurde die prestigeträchtige Reiterfahne nach Ludwigsburg verbracht und ziert seither das Ludwigsburger Stadtwappen. Die Fahne ist verschollen. |

### Partnerschaften

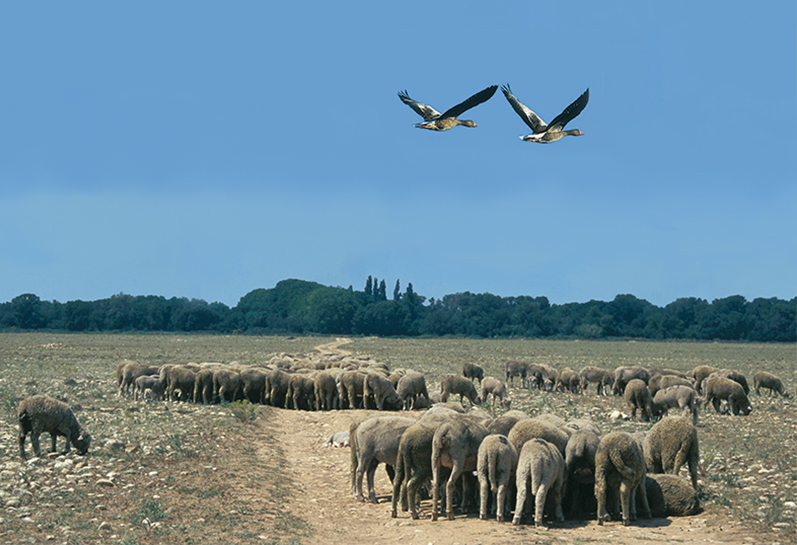
Schafe in der europaweit einzigartigen Steinsteppe der Crau

|  | Den auf ihrer Markungsgrenze liegenden Weiler Hardt- und Schönbühlhof verwalten die Kommunen Markgröningen und Schwieberdingen partnerschaftlich. Die Interessen der rund 330 Einwohner vertritt gegenüber den beiden Muttergemeinden traditionell ein von ihnen gewählter Anwalt, auch wenn diese Funktion in der heutigen Gemeindeordnung nicht mehr vorgesehen ist. |

|  | Markgröningen unterhält seit 1989 eine Städtepartnerschaft mit Saint-Martin-de-Crau im Süden Frankreichs, die von international aktiven Naturschützern vermittelt wurde und als umweltorientiert bezeichnet wird. Die Stadtverwaltung hat für Besuche in der Partnerstadt einen „NatUrlaub“-Reiseführer herausgegeben. Der Verein Städtepartnerschaften und der Club de Jumelage koordinieren die Kontakte zwischen den Kultur- und Sportvereinen beider Kommunen. Wie Markgröningen war Saint-Martin-de-Crau einst ein Mekka der regionalen Schäfer. |

## Wirtschaft und Infrastruktur

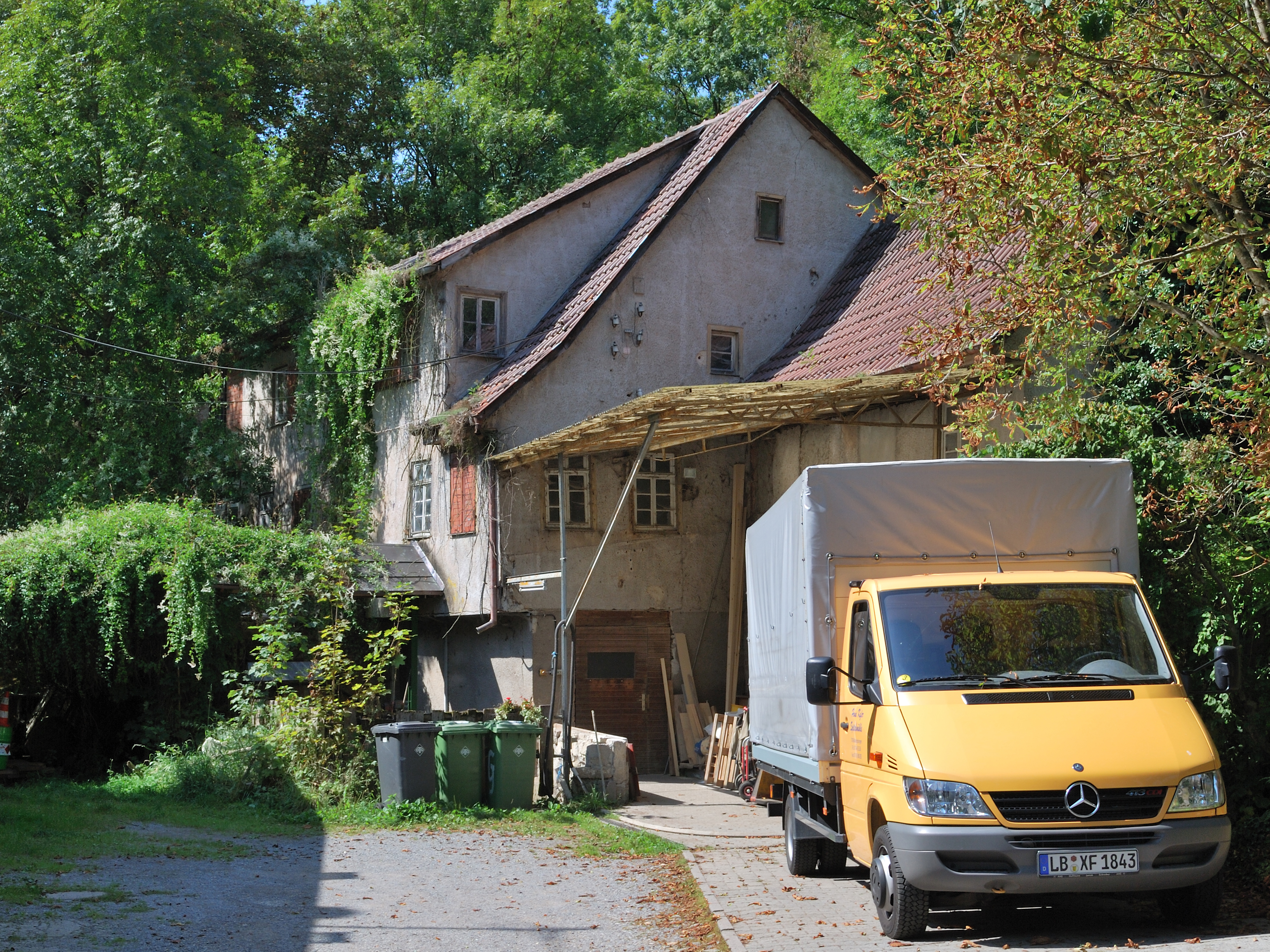
Die Spitalmühle mahlte bis vor kurzem noch Getreide. Nach dem Krieg war sie Schauplatz einer Hinrichtung

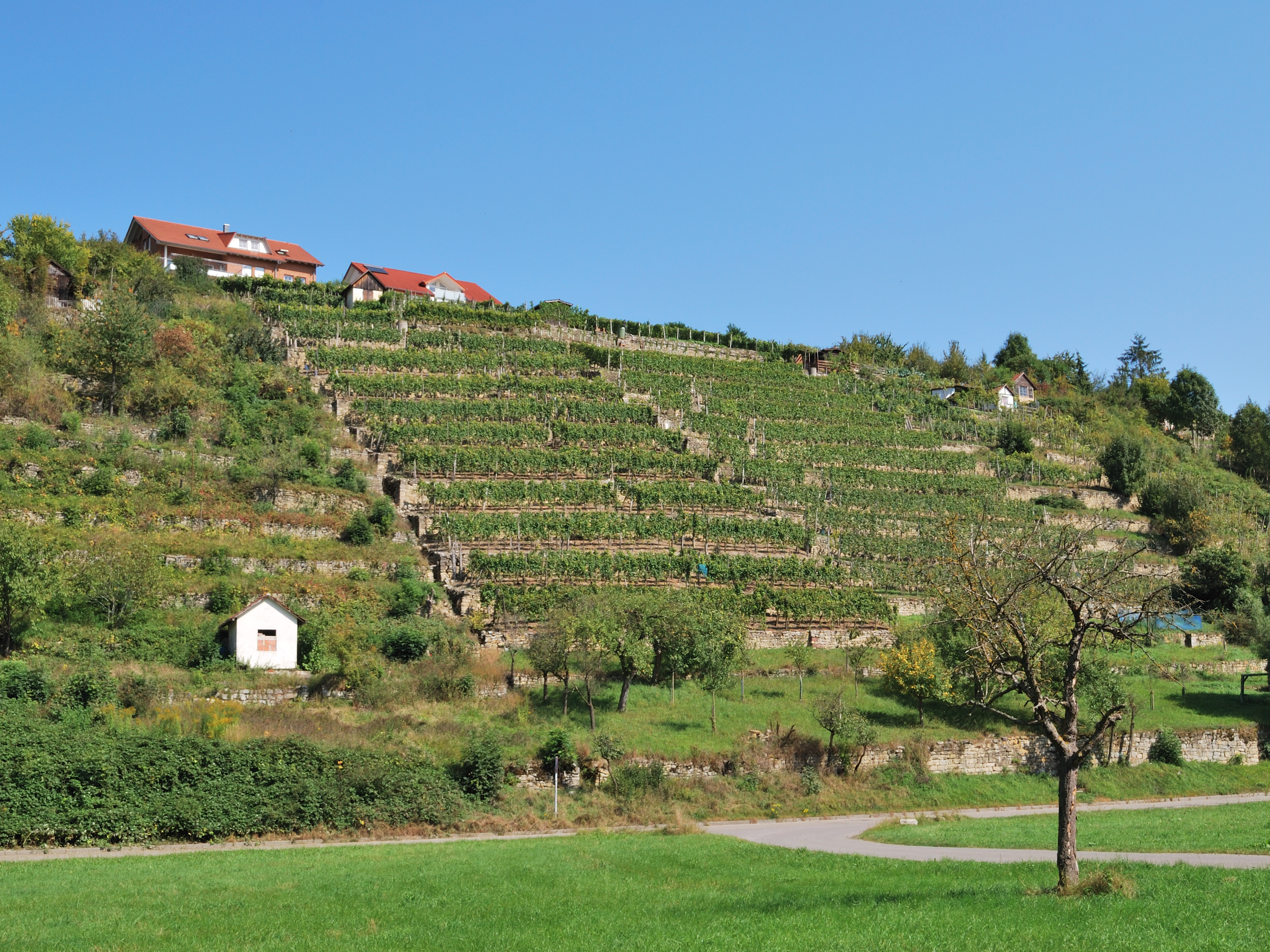
Aufgegebene und intakte Weinberge am Mühlberg (Glemstal)

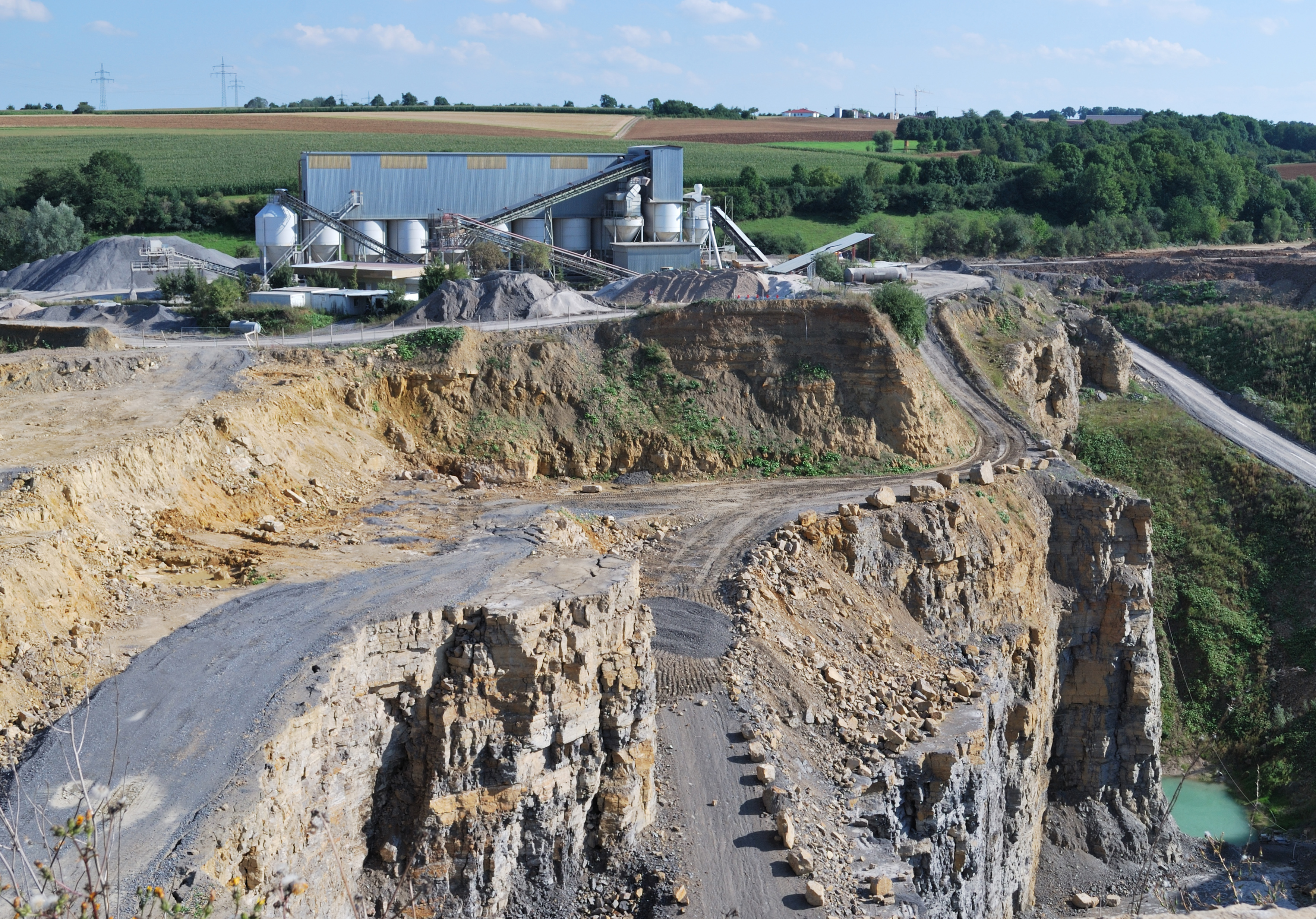
Muschelkalk-Steinbruch für das Schotterwerk im Glemstal

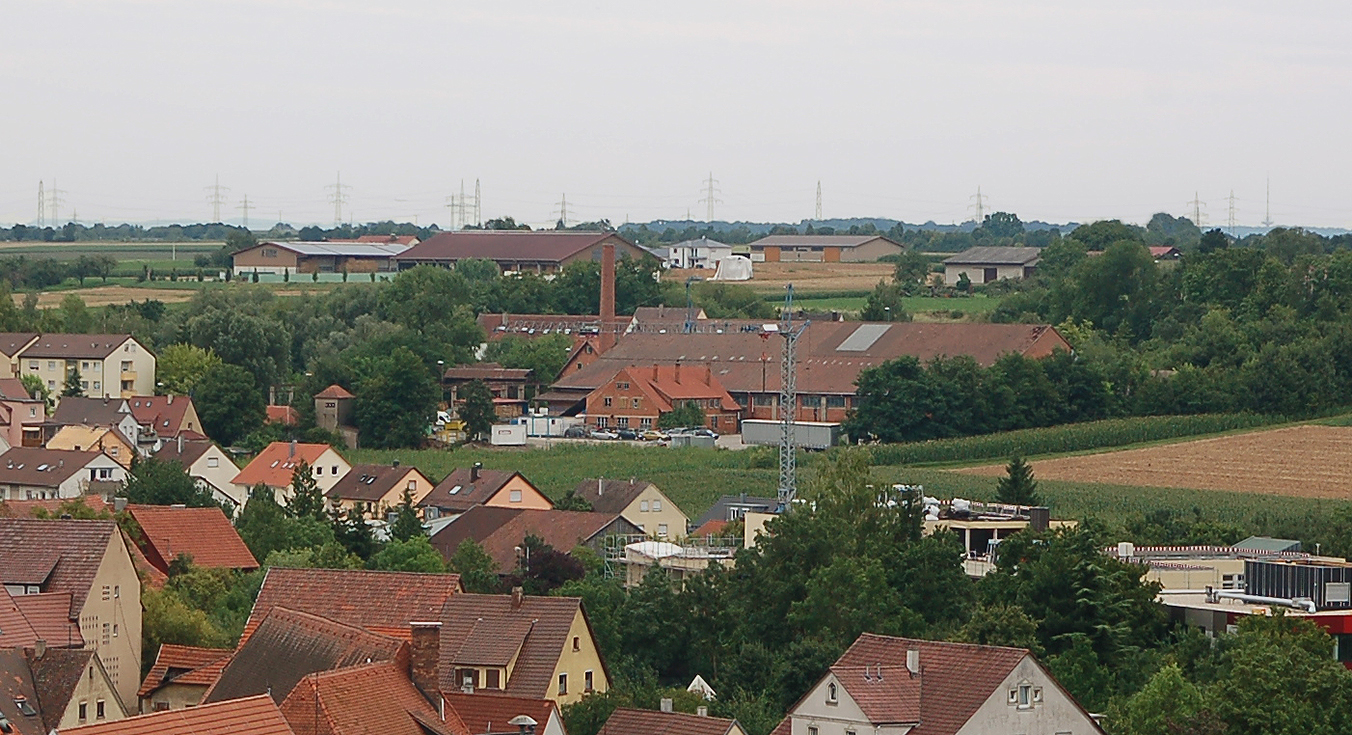
Alte Ziegelei und Aussiedlerhöfe

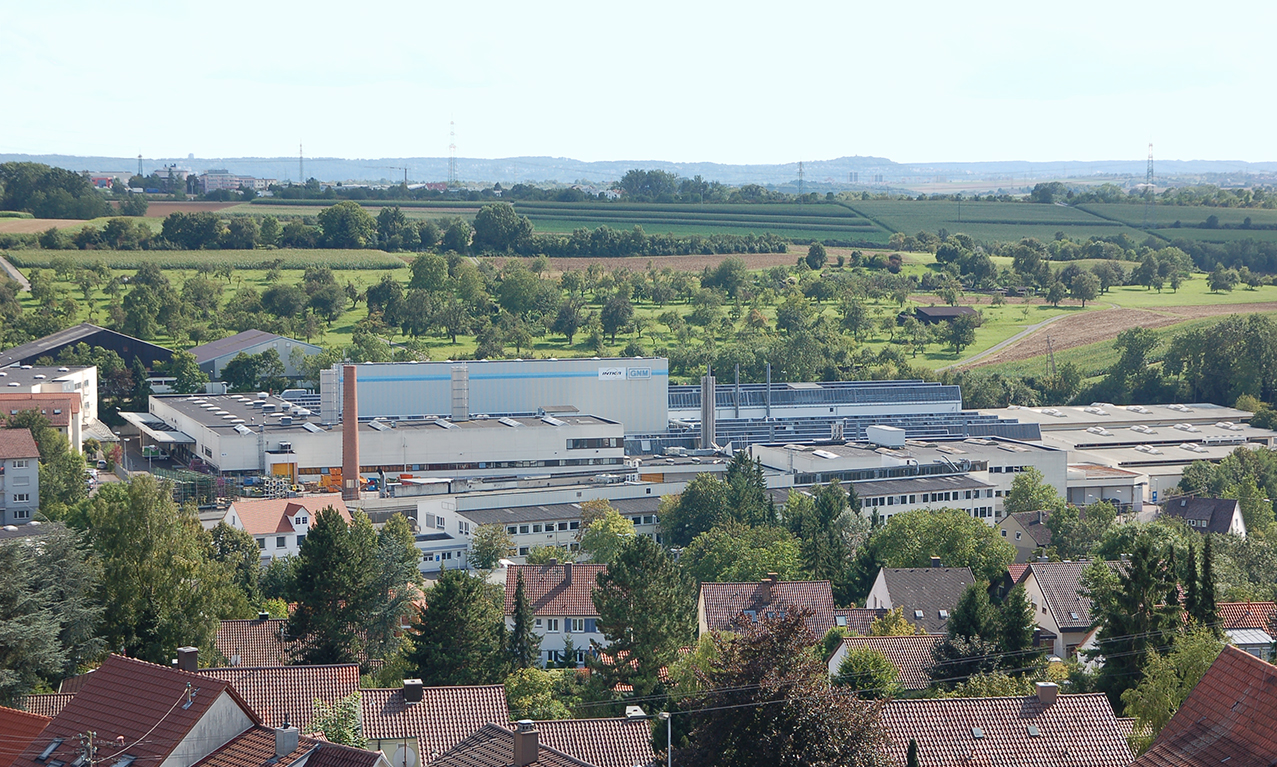
Werksgelände von Magna Näher

### Landwirtschaft und Weinbau

#### Weniger Betriebe, Abbau der Infrastruktur
Die Markung weist herausragende Ackerböden auf und wurde im Mittelalter deshalb mit dem Paradies verglichen. Die Intensivierung der Landwirtschaft und mehrere Flurbereinigungen haben den Charakter der durch Realteilung und Dreifelderwirtschaft geprägten Kulturlandschaft verändert.
Die Zahl der landwirtschaftlichen Betriebe ist seit den fünfziger Jahren stark geschrumpft. 2010 gab es in Markgröningen noch 38 Betriebe. Davon arbeiteten 22 Landwirte im Haupt- und zwölf im Nebenerwerb.
Die Zuckerrübenverladung am Bahnhof wurde Anfang der neunziger Jahre eingestellt. Die beim Bahnhof gelegene Raiffeisen-Niederlassung der WLZ wurde nach der Übernahme durch die Baywa geschlossen und abgerissen. Die Landwirte müssen deshalb weitere Wege in Kauf nehmen, um ihre Produkte abzuliefern oder Produktionsmittel zu erwerben.
Von den vielen Mühlen war zuletzt nur noch die Spitalmühle an der Glems in Betrieb, die Getreide mit drei doppelten Walzenstühlen und einem Steinmahlgang zum Schroten verarbeitete. Sie ist seit 1817 im Besitz derselben Familie, die zwar noch Mehl verkauft, aber inzwischen nicht mehr selber mahlt.

#### Weinbau
Im ausgehenden Mittelalter war der Weinbau ein bedeutender Wirtschaftsfaktor und der Grüninger Wein ein lukratives Handelsgut. Das lassen die ursprünglich großen Rebflächen, die beiden großen Keltern und die zahlreichen Weinkeller in der Altstadt heute noch erkennen. Seit den fünfziger Jahren wurden allerdings viele schwer zu bearbeitende Steillagen aufgegeben und die Keltern stillgelegt. Niemand betreibt mehr Weinbau im Haupterwerb. Die meisten verbliebenen Nebenerwerbswinzer kooperieren mit der Genossenschaftskellerei Roßwag-Mühlhausen. Einige betreiben noch Besenwirtschaften.
Die Markgröninger Weinlagen an den Hängen von Glems- und Leudelsbachtal, im Sankt Johännser und auf der Hurst zählen zur Großlage Schalkstein im Bereich „Württembergisch Unterland“ des Weinbaugebietes Württemberg.

### Wirtschaftsförderung
Die Stadtverwaltung hat einen Wirtschaftsförderer, der sich um die Belange der ortsansässigen Betriebe und von Existenzgründern kümmert. Darüber hinaus ist er für das Standort-Marketing zuständig und bestrebt, weitere Betriebe für die Ansiedelung auf neu erschlossenen Gewerbeflächen (rund 7 ha) oder als Nachfolger aufgegebener Betriebe und Läden zu gewinnen. In der Altstadt stehen immer wieder Ladenlokale leer.
Die in den siebziger Jahren stark zunehmende Motorisierung der Bevölkerung und der Bau eines großen Einkaufszentrums bei Ludwigsburg haben zu einer Reduktion des einst umfassenden Einzelhandelsangebots geführt.
Die durch den Orkan Lothar beschädigte Ziegelei wurde darauf stillgelegt und soll demnächst einem Wohngebiet Platz machen.

#### Größere ortsansässige Unternehmen
- Benseler Firmengruppe mit mehreren Standorten für Oberflächentechnik, Beschichtung und Entgratung vor allem für die Automobilindustrie und ihre Zulieferer.
- Bosal Oris Fahrzeugteile Hans Riehle GmbH, Hersteller von Anhängerkupplungen, Windschotts und anderem Fahrzeugzubehör mit deutschlandweit ca. 550 Mitarbeitern.
- Kumpf, Fruchtsaft GmbH & Co.KG mit Firmensitz in Unterriexingen, 2009 mit Hassia Mineralquellen GmbH & Co. KG fusioniert.
- Mahle GmbH, Kolbenhersteller mit zwei ortsansässigen Tochterunternehmen: Mahle Kleinmotoren-Komponenten GmbH & Co. KG und MAHLE Industriemotoren-Komponenten GmbH.
- Trans-Logo-Tech GmbH (TLT) in Unterriexingen, die zum 1. Juni 2014 den Markgröninger Standort des abgewickelten Nadelfilzherstellers Magna Näher übernommen hat.

#### Arbeitsplätze
In Markgröningen gibt es über 500 Betriebsstätten mit durchschnittlich zehn Beschäftigten und einem Gewerbesteueraufkommen, das 2012 mit 7,8 Millionen Euro auf Rekordhöhe kletterte. Größter Arbeitgeber ist die Mahle GmbH, gefolgt von der Orthopädischen Klinik Markgröningen gGmbH, die nach ihrem Ausbau rund 1000 Stellen bieten soll. Durch die Abwicklung von Magna Näher gingen 380 von einst über 700 und zuletzt 540 Arbeitsplätzen verloren. Der Nachfolger Trans-Logo-Tech Automotive GmbH hofft, diesen Verlust mit der Zeit kompensieren zu können.

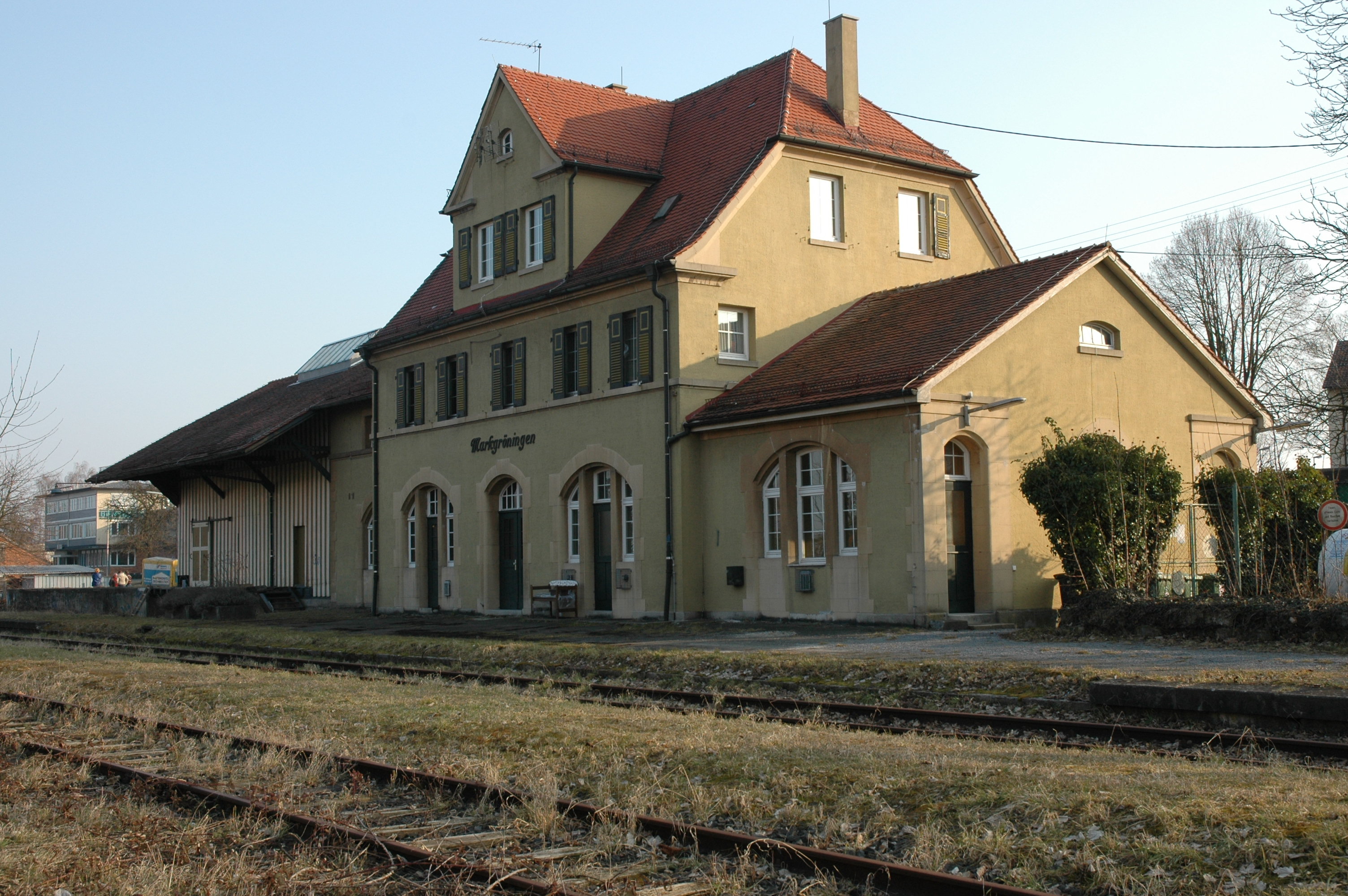
Stillgelegter Bahnhof der Strecke nach Ludwigsburg

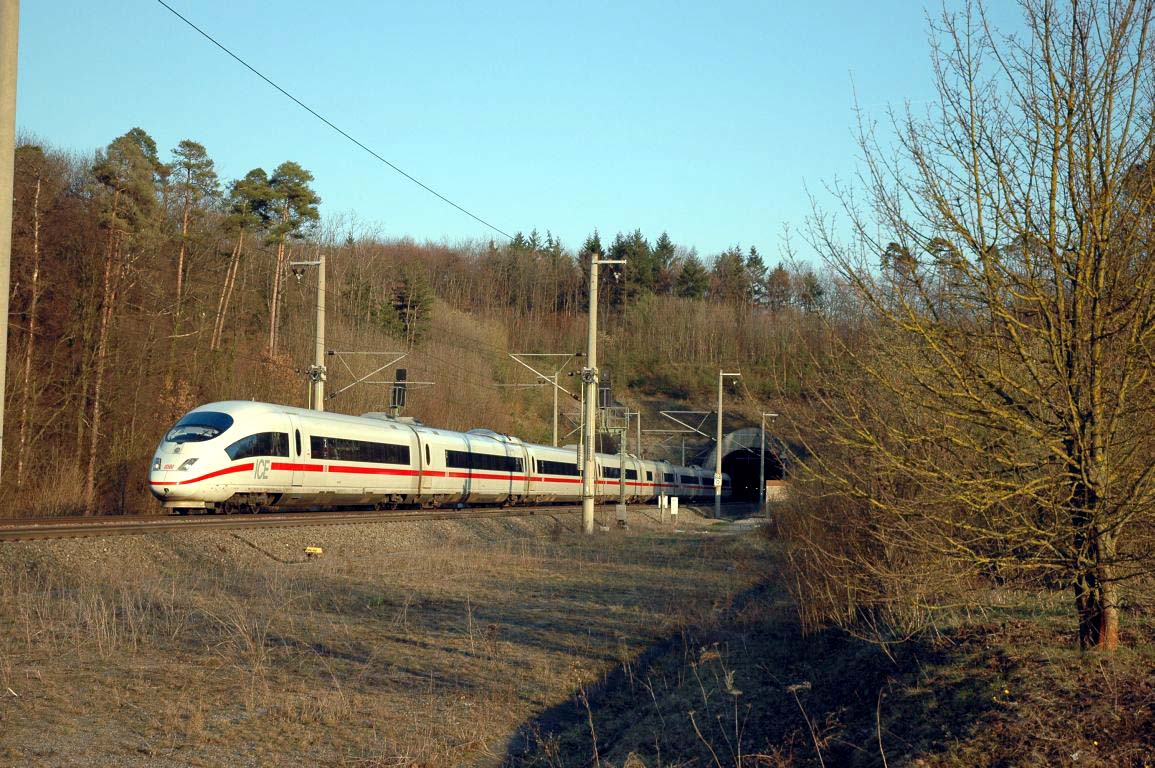
ICE beim Pulverdinger Tunnel. Die Schnellbahntrasse quert die Markung südlich der Kernstadt

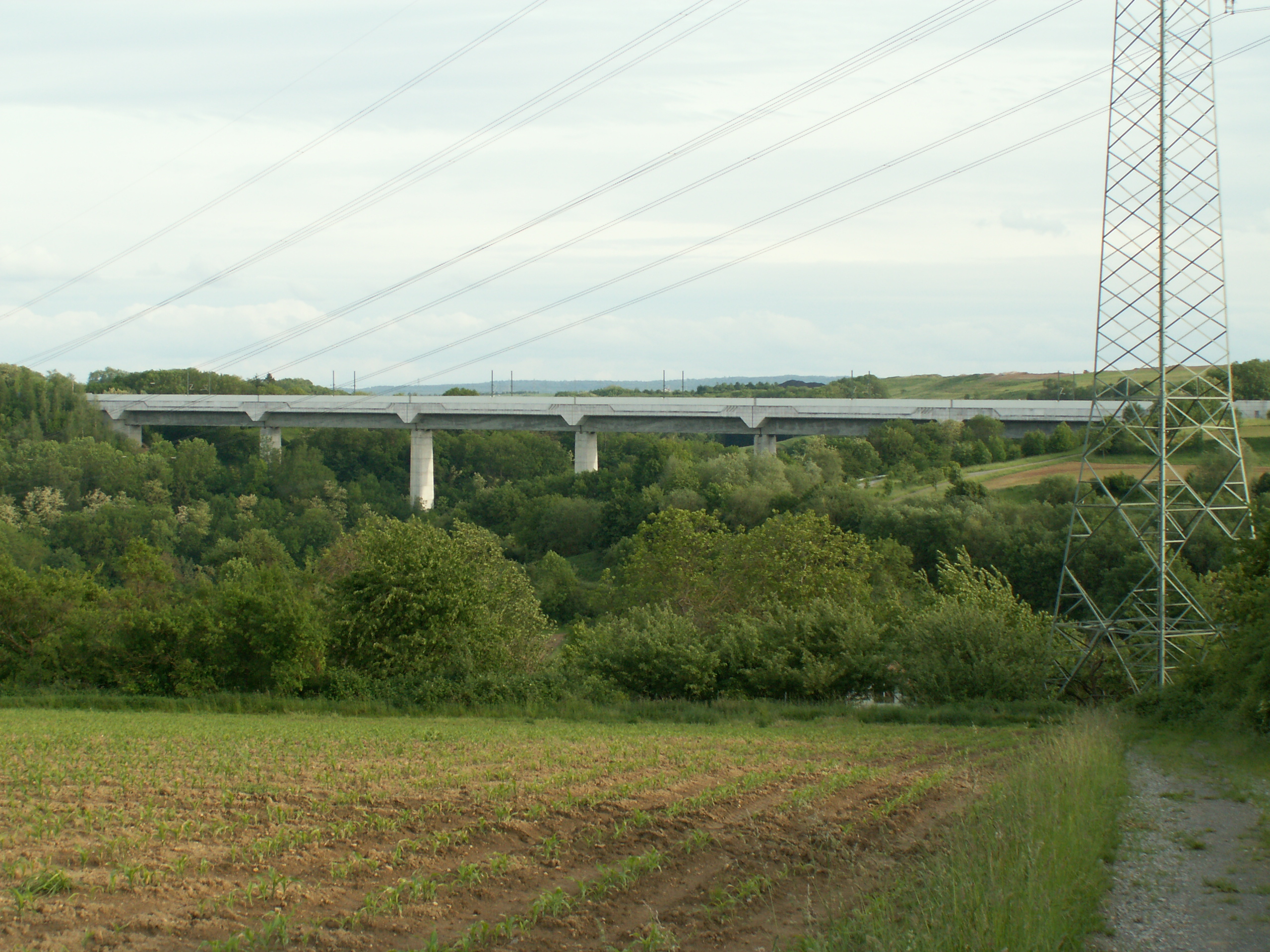
Wegen des Umspannwerks gibt es zahlreiche Hochspannungsleitungen. Im Hintergrund das Glemstalviadukt

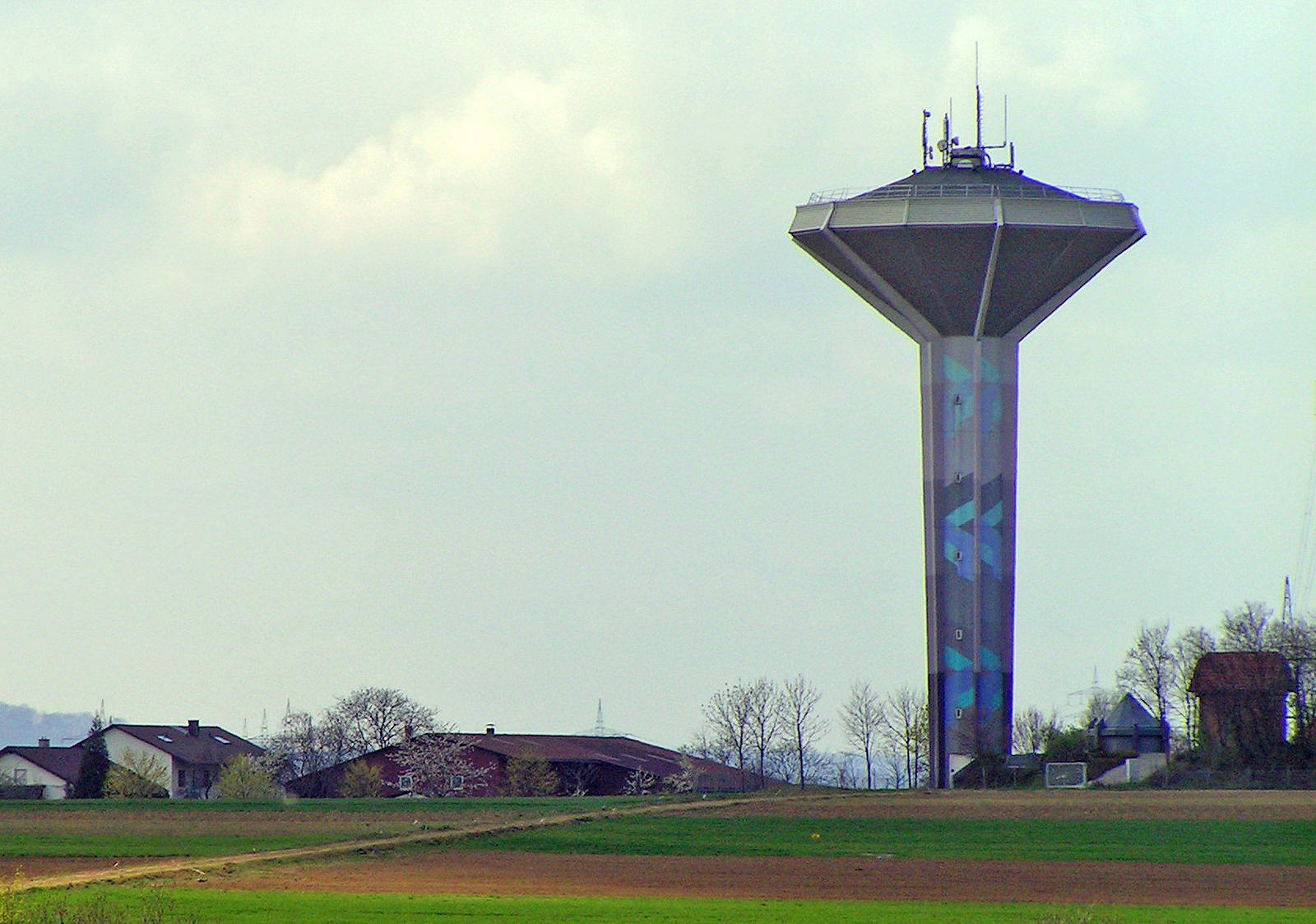
Der Wasserturm Markgröningen nördlich der Stadt ist 45 Meter hoch

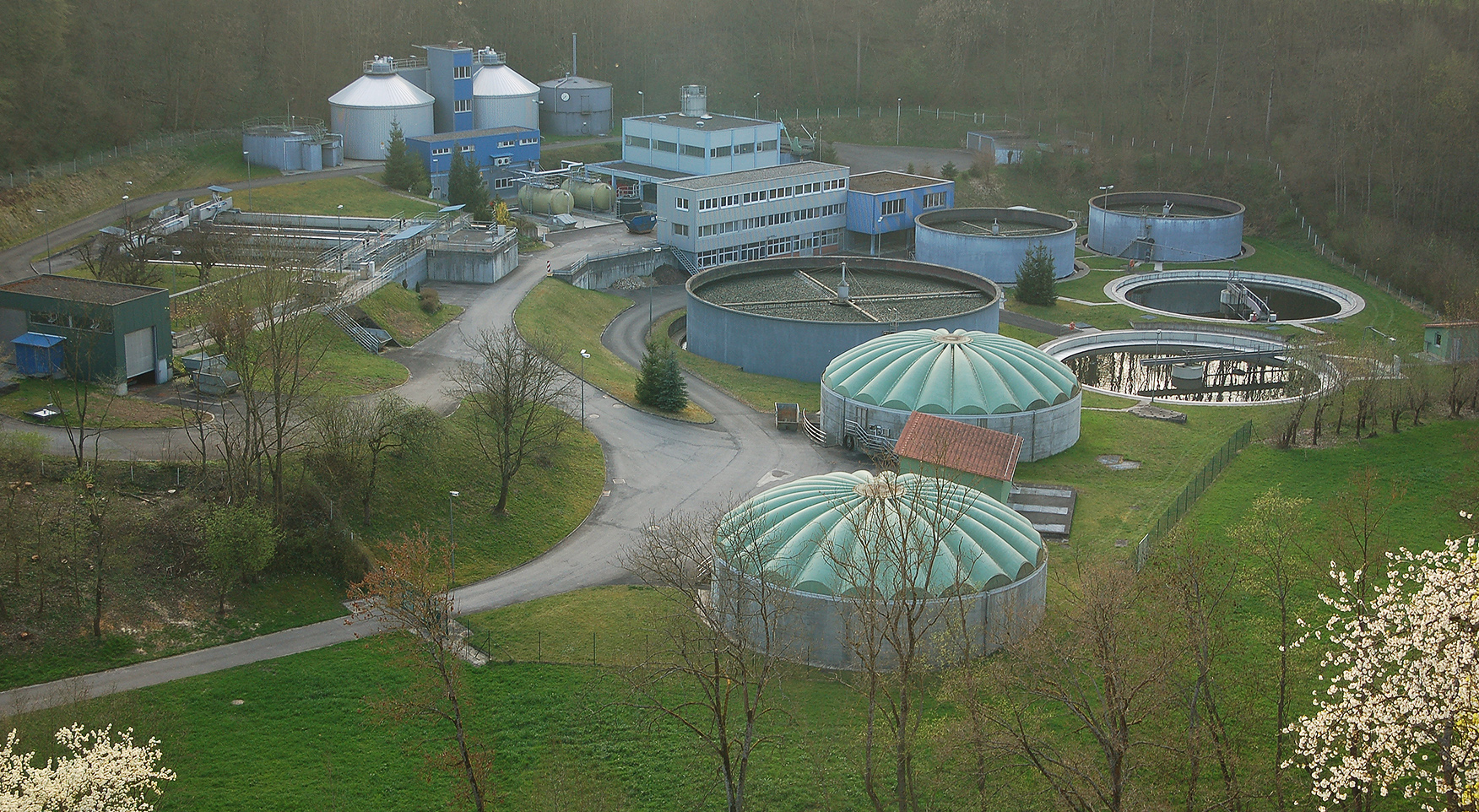
Gruppenklärwerk am Leudelsbach

### Verkehr

#### Bahn- und Busverkehr
Die Bahnstrecke Ludwigsburg–Markgröningen wurde nach kriegsbedingten Verzögerungen 1916 eröffnet, eine vorgesehene Weiterführung über Unter- und Oberriexingen nach Enzweihingen aber nicht realisiert. So blieb die Strecke regional unbedeutend. Gegen den Widerstand der Stadt stellte die DB den Personenverkehr 1975 ein. 2002 wurde der Güterverkehr nach Markgröningen eingestellt. Seither wird nur noch der Abschnitt bis zum Stadtrand von Ludwigsburg einmal werktäglich mit Kesselwagen befahren. Seit 1991 bemühen sich Stadt und BUND-Ortsverband um die Reaktivierung der Bahnstrecke. Diese geriet durch die Einbeziehung in die vorgeschlagene Stadtbahn Ludwigsburg jedoch auf die lange Bank. Seit 2017 setzt sich auch die Stadt Ludwigsburg im Rahmen einer im Landesverkehrsministerium abgestimmten „Doppelstrategie“ für eine umgehende Reaktivierung und die Verlängerung der Strecke nach Kornwestheim ein, die später im Mischbetrieb von Eisenbahn und Niederflur-Stadtbahn genutzt werden soll.
Mehrere Buslinien verbinden Markgröningen mit den S-Bahnhöfen in Asperg und Ludwigsburg sowie mit dem Regionalbahnhalt in Schwieberdingen. Nach Unterriexingen verkehrt die WBG-Buslinie 532.
Die Eisenbahn-Schnellfahrstrecke Mannheim–Stuttgart quert die Markung und das Glemstal südlich des Stadtgebiets. Beim geplanten interkommunalen Gewerbegebiet nördlich vom Schwieberdinger Bosch-Gelände wird ein Haltepunkt für einen regionalen Metropolexpress angestrebt. Davon verspricht man sich eine Verlagerung des Pendlerstroms von der Bundesstraße 10 auf die Schiene und schnelleren Zugang zu den Schienenverkehrsknoten in Stuttgart und Vaihingen/Enz.

#### Straßenverkehr
Die Bundesstraße 10 Pforzheim-Stuttgart tangiert die Markgröninger Markung im Westen und sorgt für eine schnelle Anbindung an die Landeshauptstadt. Durch die Bundesautobahn 81 Heilbronn-Stuttgart, die wenige Kilometer östlich an Markgröningen vorbeiführt, besteht eine Verbindung an das Fernstraßennetz. Über die Anschlussstellen Stuttgart-Zuffenhausen (ca. 7 km entfernt), Ludwigsburg-Süd (ca. 6 km entfernt) und Ludwigsburg-Nord (ca. 7 km entfernt) ist die Stadt gut zu erreichen. Die Verbindung an die umliegenden Städte und Gemeinden sowie an die Kreisstadt Ludwigsburg ist durch Kreis- und Landstraßen gewährleistet.

#### Umgehungsstraße und Umweltzone
Im November 2007 wurde der 2. Bauabschnitt der Markgröninger Ostumfahrung fertiggestellt, wodurch die Verkehrsinfrastruktur teilweise verbessert werden konnte. Eine umfassende Entlastung der Innenstadt vom Durchgangsverkehr (insbesondere auch Schwerlastverkehr) und eine damit verbundene innerstädtische Verbesserung der Luftqualität lässt sich nach Auffassung der Stadtverwaltung nur durch den geplanten Ringschluss der Ostumfahrung von der Tammer bis zur Unterriexinger Straße (3. Bauabschnitt) erreichen. Diese Erweiterung der Ostumfahrung ist auch eine von einem Verkehrsgutachter vorgeschlagene Maßnahme im Rahmen des Lärmaktionplans.
|  | 2006 wurden an der Grabenstraße in Markgröningen die drittschlechtesten Luftwerte und die höchsten Abgaswerte in Baden-Württemberg gemessen. Deshalb wurde dieser Durchgangsstraßenabschnitt ausnahmsweise auf Tempo 30 beschränkt. Ab 1. Juli 2011 führte die Stadt eine Umweltzone ein. Inzwischen ist sie beschränkt auf Fahrzeuge mit Grüner Plakette. |

### Ver- und Entsorgung

#### Strom- und Gasversorgung
Elektrisches Licht gibt es seit 1906. Den Strom lieferte das Elektrizitätswerk Glemsmühle GmbH. 1915 erfolgte der Anschluss ans regionale Stromnetz. Heute wird das städtische Netz von der EnBW Regional AG betrieben. Auf der Gemarkung von Markgröningen befindet sich auch das 380/220/110-kV-Umspannwerk Pulverdingen, das vom Übertragungsnetzbetreiber TransnetBW betrieben wird.
Eine Erdgasversorgung besteht bislang nur in der Kernstadt. Das Gasnetz wird von der Stadtwerke Ludwigsburg-Kornwestheim GmbH betrieben. Im Stadtteil Unterriexingen wird derzeit eine Erdgasversorgung durch die EnBW Regional AG aufgebaut.

#### Trinkwasserversorgung
Bis 1900, als die Stadt begann, Leitungen in die Häuser zu verlegen, musste sich die Bevölkerung das Wasser an den zahlreichen öffentlichen Brunnen holen. Das Bevölkerungswachstum nach dem Zweiten Weltkrieg und der zunehmende individuelle Wasserverbrauch machten den Fremdbezug von Bodensee-Wasser erforderlich, das für die Kernstadt mit Eigenwasser gemischt wird. Für den Wasserdruck sorgt ein 1990 im Norden der Stadt erstellter Wasserturm, dessen weit auskragender Hochbehälter ein Fassungsvermögen von 1000 Kubikmetern hat.
Der Stadtteil Unterriexingen erhält sein Trinkwasser von der Besigheimer Wasserversorgungsgruppe, die ein Wasserwerk in Unterriexingen betreibt. Der Hardt- und Schönbühlhof bezieht sein Wasser von der Strohgäu-Wasserversorgung.

#### Abwasser- und Abfallentsorgung
Die Abwasserkanalisation existiert erst seit 1928. Der nördliche Teil der Kernstadt entwässert in die Kläranlage im Leudelsbachtal, die vom Zweckverband Gruppenklärwerk Leudelsbach betrieben wird. Die Abwasserreinigung für den südlichen Teil der Kernstadt sowie für die Stadtteile Unterriexingen und Hardt- und Schönbühlhof erfolgt durch die Kläranlage im Glemstal, die vom Zweckverband Gruppenklärwerk Talhausen betrieben wird.
Die Abfallentsorgung wird von der Abfallverwertungsgesellschaft des Landkreises Ludwigsburg mbH (AVL) übernommen, einer hundertprozentigen Tochtergesellschaft des Landkreises Ludwigsburg. Die AVL ist beauftragt, die Aufgaben zur Vermeidung, Verwertung und Beseitigung von Abfällen im Auftrag des Landkreises Ludwigsburg zu erfüllen.

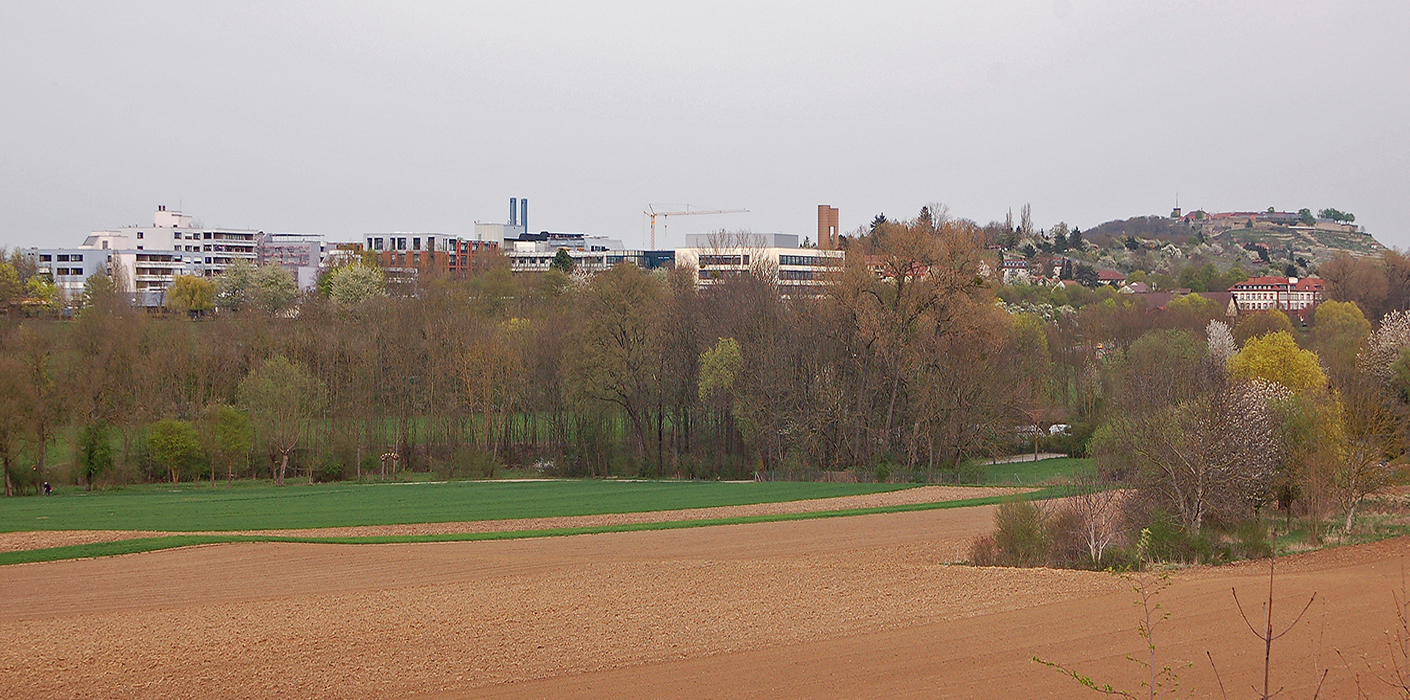
Werner-Schule mit Internat und Klinik mit Rehazentrum auf der Hurst

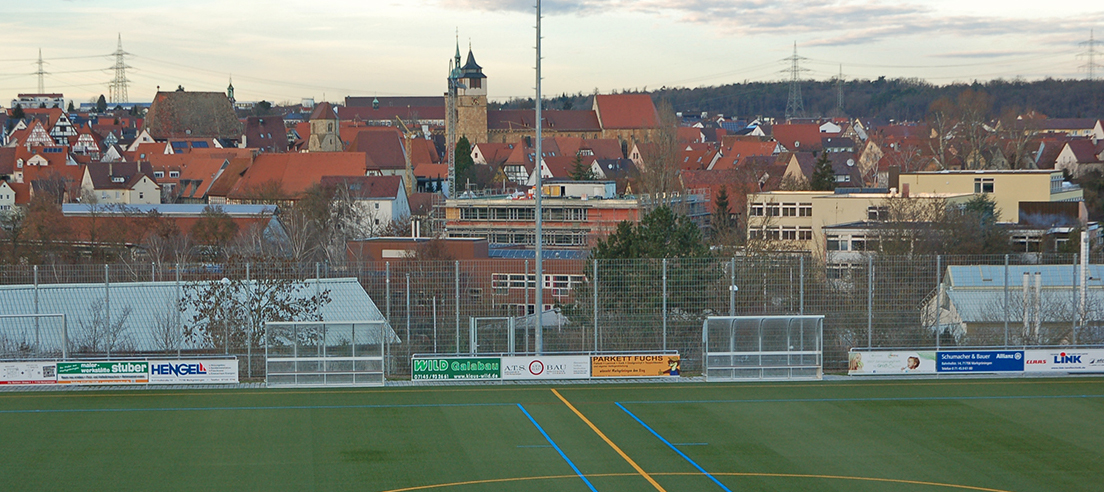
Bildungszentrum am Benzberg: Realschule und Gymnasium mit Mensa und Jugendhaus, Sporthallen, Sportplätzen, Beach- und BTX-Gelände

### Gesundheit und Pflege
In Markgröningen gibt es eine Orthopädische Klinik (OKM) mit Reha-Zentrum und ein Behindertenheim der Habila GmbH auf der Hurst, mehrere Haus-, Fach- und Zahnärzte, niedergelassene Hebammen (für Hausgeburten), zwei Apotheken sowie einige Reha-Betriebe und Pflegeeinrichtungen: zum Beispiel die Alten- und Pflegeheime des kreisspezifischen Kleeblatt-Zweckverbands und des ASB sowie eine städtische Begegnungsstätte für Senioren.

### Bildung
In Markgröningen sind alle Schularten des Primär- und Sekundärbereichs vorhanden. Zum Abitur führende Schulen sind das Hans-Grüninger-Gymnasium sowie das Helene-Lange-Gymnasium, das als musisch-künstlerisches Aufbaugymnasium gemeinsam von der Stadt Markgröningen und dem Landkreis Ludwigsburg getragen wird.

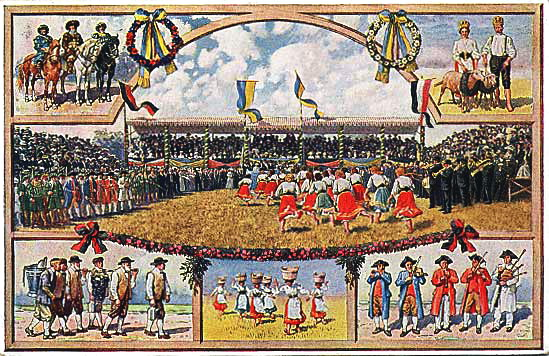
Schäferlauf um 1900

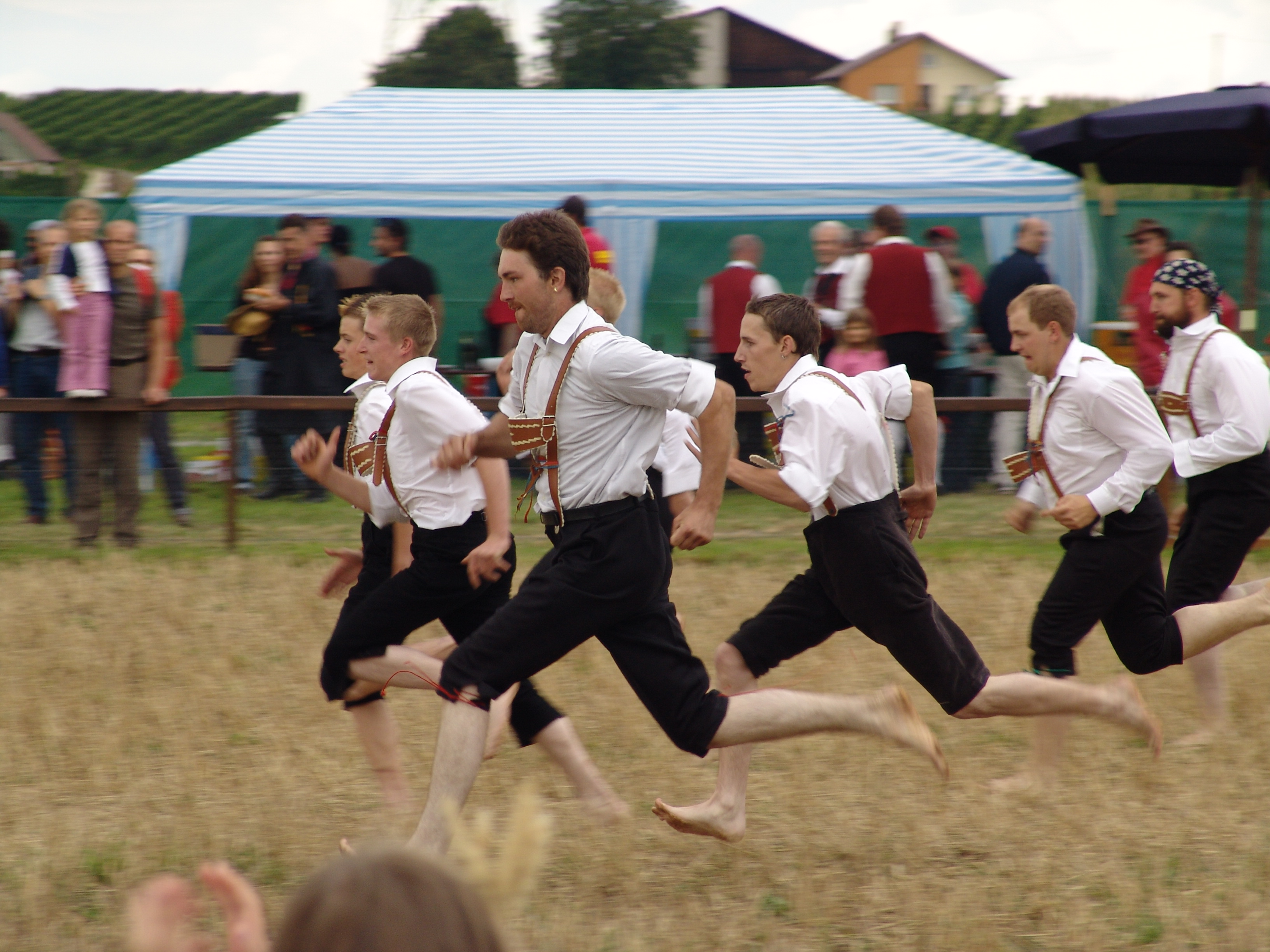
Barfuß übers Stoppelfeld – Markgröninger Schäferlauf 2006

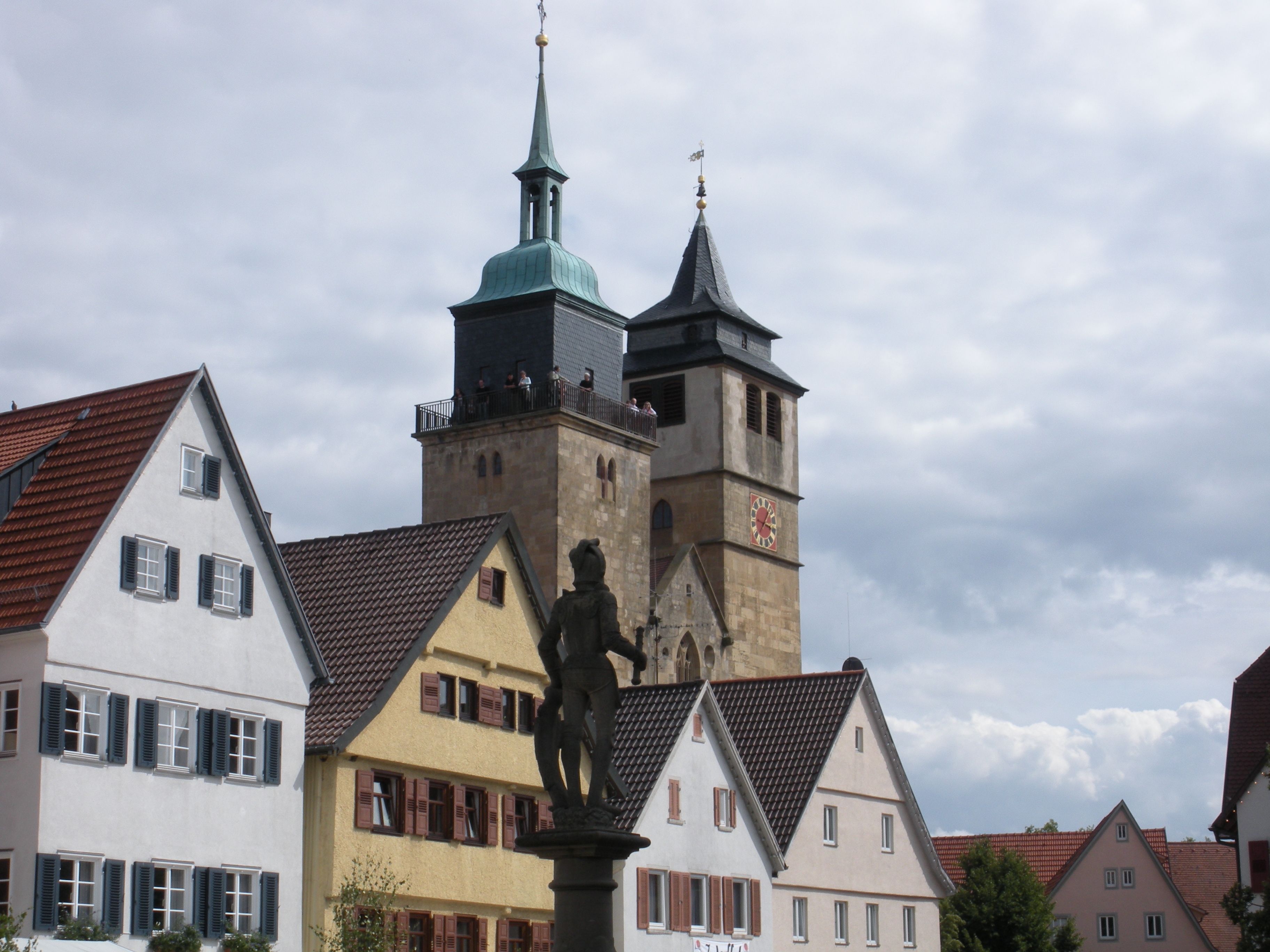
Evang. Bartholomäuskirche – ihre Kirchweih ist die Keimzelle von Bartholomäusmarkt und Schäferlauf

Das Angebot an weiterführenden Schulen in Markgröningen runden die Realschule Markgröningen sowie die Ludwig-Heyd-Schule als Hauptschule mit Werkrealschule ab.
Letztgenannte dient wie die Landern-Grundschule und die Glemstal-Grundschule im Stadtteil Unterriexingen außerdem als Grundschule.
Darüber hinaus gibt es noch die August-Hermann-Werner-Schule, eine staatliche Schule für Körperbehinderte.
Hans-Grüninger-Gymnasium und Realschule wurden 2009 durch eine Mensa ergänzt. Derzeit wird das Bildungszentrum am Benzberg im Zuge einer Generalsanierung neu aufgestellt. Die Sanierung der beiden Schulen wurde 2017 fertiggestellt. Im April 2022 begann die Sanierung der älteren Sporthalle.

## Kultur und Sehenswürdigkeiten

### Kulturangebot und regelmäßige Veranstaltungen
Zahlreiche Kultur und Traditionen pflegende Vereine gestalten zusammen mit der Stadtverwaltung ein breites kulturelles Angebot. Die Stadt führt auf ihrer Homepage einen aktuellen Veranstaltungskalender.
Im Frühsommer findet das Internationale Fest der Kulturen im ehemaligen Schlosshof statt.
Eine Woche vor dem Schäferlauf findet seit 1967 das Internationale Musikfest statt.

#### Schäferlauf
Jährlich findet am letzten Augustwochenende das traditionelle Markgröninger Heimatfest statt: Der „Historische Schäferlauf“ geht auf die Kirchweih (24. August) der Bartholomäuskirche mit großem Jahrmarkt und auf den alljährlichen Zunfttag der württembergischen Schäfer zurück, deren Schutzheiliger ebenfalls Bartholomäus ist. Urkundlich erstmals erwähnt wurde der auch andernorts abgehaltene „Bartholomäus-Markt“ 1445. Die im Festspiel gepflegte Legende führt den Ursprung gar bis zu den Grafen von Grüningen (13. Jahrhundert) zurück.
Das viertägige Programm ist vielfältig: Freitags geht’s los mit dem Leistungshüten. Samstag ist der Haupttag, an dem junge Schäfer und (unverheiratete) Schäfertöchter ihren legendären Wettlauf barfuß über das 300 Schritt lange Stoppelfeld austragen und der Schäfertanz dem Königspaar huldigt. Sonntags wird das Programm mit Markgröninger Kindern gestemmt. Am Montag klingt das bunte Straßenfest in der Altstadt und auf dem Rummelplatz am Schlossgarten mit einem Feuerwerk aus.
Seit dem 1. Januar 2022 führt Markgröningen die offizielle Zusatzbezeichnung „Schäferlaufstadt“.

#### Ausstellungen und Führungen
Sonntags ist das Museum im Wimpelinhof mit Zugang zum Oberen Tor geöffnet. Hin und wieder gibt es Sonderausstellungen im Oberen Torturm. Außerdem werden zahlreiche Stadtführungen zu verschiedenen historischen Themen und Kirchenführungen angeboten. Im Jubiläumsjahr 2014 insbesondere zur Rebellion des Armen Konrads und zum Dekan Reinhard Gaißer, der als intellektueller Kopf der Widerstandsbewegung gilt.

### Bauwerke
Markgröningen liegt an der Deutschen Fachwerkstraße. Die Stadt bietet ein eindrucksvolles spätmittelalterliches Stadtensemble mit der gotischen Bartholomäuskirche aus dem 13. bis 15. Jahrhundert, die innen wertvolle Wand- und Deckenmalereien besitzt, dem monumentalen Fachwerk-Rathaus, „des gleichen wohl nicht gefunden wird“ und dem stimmungsvollen Marktplatz. Daneben finden sich noch Teile der mittelalterlichen Stadtbefestigung mit einem jüngeren Torturm (1555). Bei genauerem Hinsehen lassen sich auch Relikte der ehemals von der Stadt getrennten Reichsburg und des an ihrer Stelle in den Mauerring integrierten Schlosses aufspüren, das erst in ein Arbeitshaus umgebaut und zwischendurch als Lehrerinnen-Seminar genutzt wurde. Heute beherbergt das Gebäudeensemble das von Kreis und Stadt gemeinsam getragene Helene-Lange-Gymnasium (mit musischem Schwerpunkt).

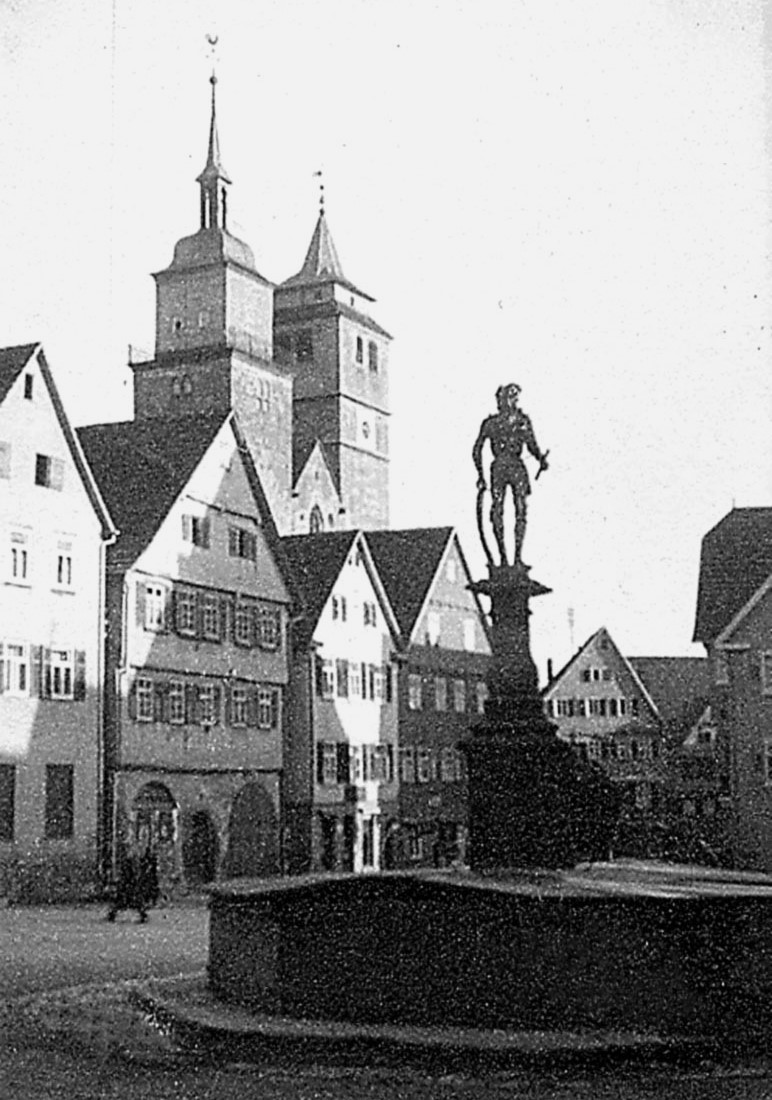
Marktplatz mit Brunnen und Evang. Bartholomäuskirche. Foto vom 6. März 1927

Darüber hinaus gibt es noch viele weitere historische Gebäude zu betrachten: die Heilig-Geist-Kirche samt den Relikten des Heilig-Geist-Spitals (13. bis 16. Jahrhundert), zwei Keltern, den Landesfruchtkasten und die Zehntscheuer sowie zahlreiche stolze Bürgerhäuser aus dem 15. und 16. Jahrhundert. Zum Beispiel der renovierte Wimpelinhof, in dem sich seit 2005 das städtische Museum befindet.

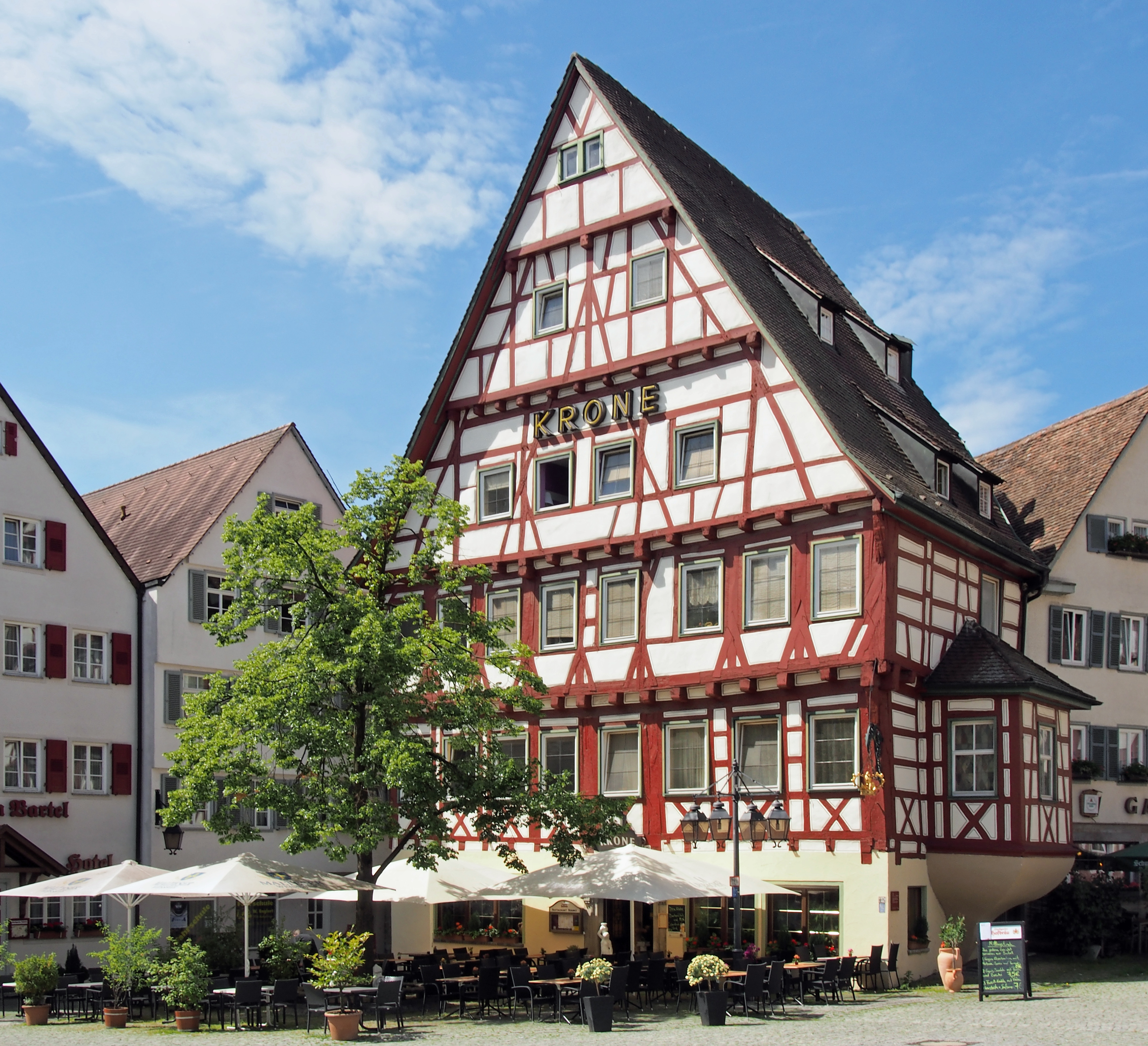
Gasthaus Krone am Marktplatz – aus dem 15. Jahrhundert
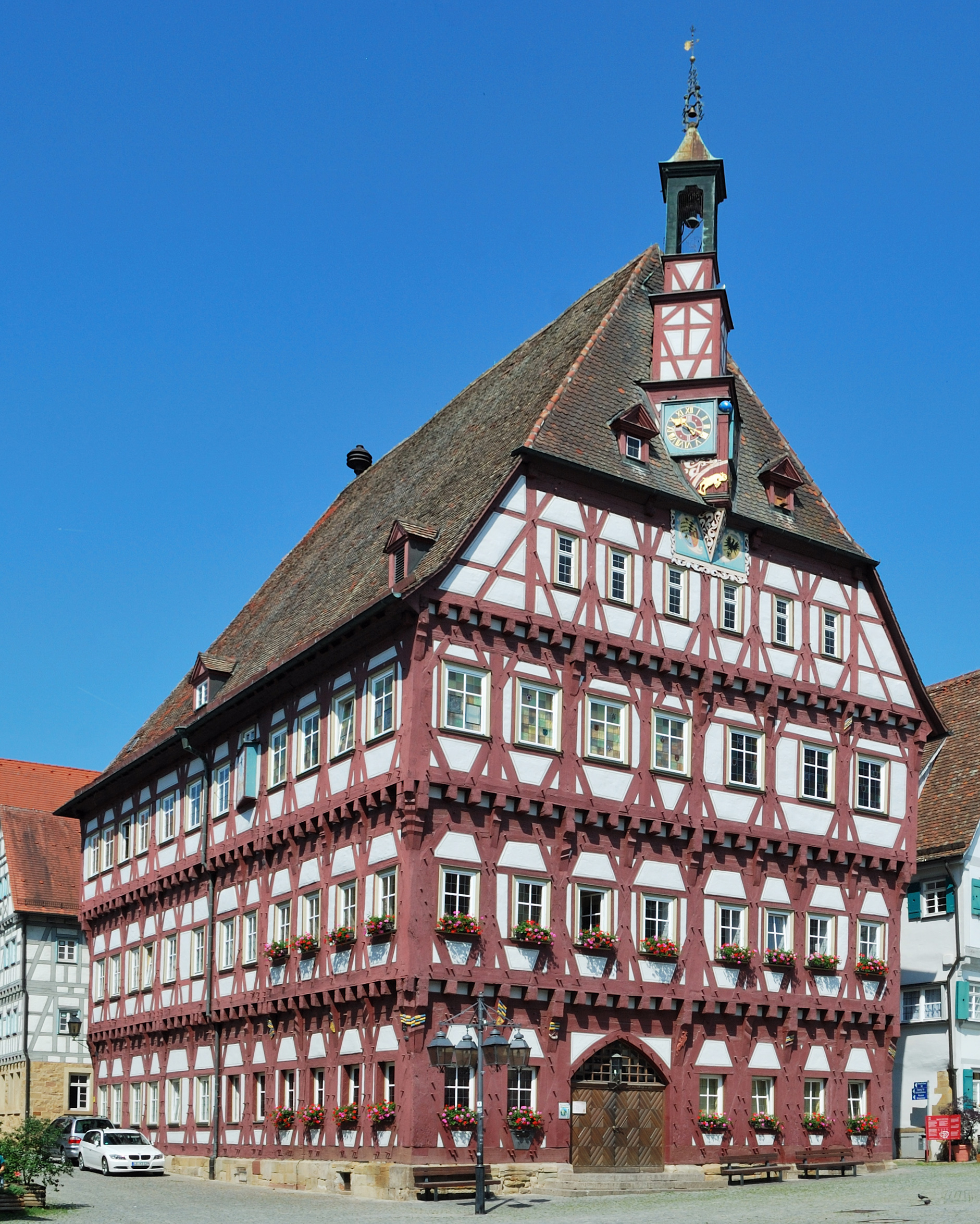
Beleg für bürgerschaft-lichen Wohlstand: das stattliche Rathaus (1441)
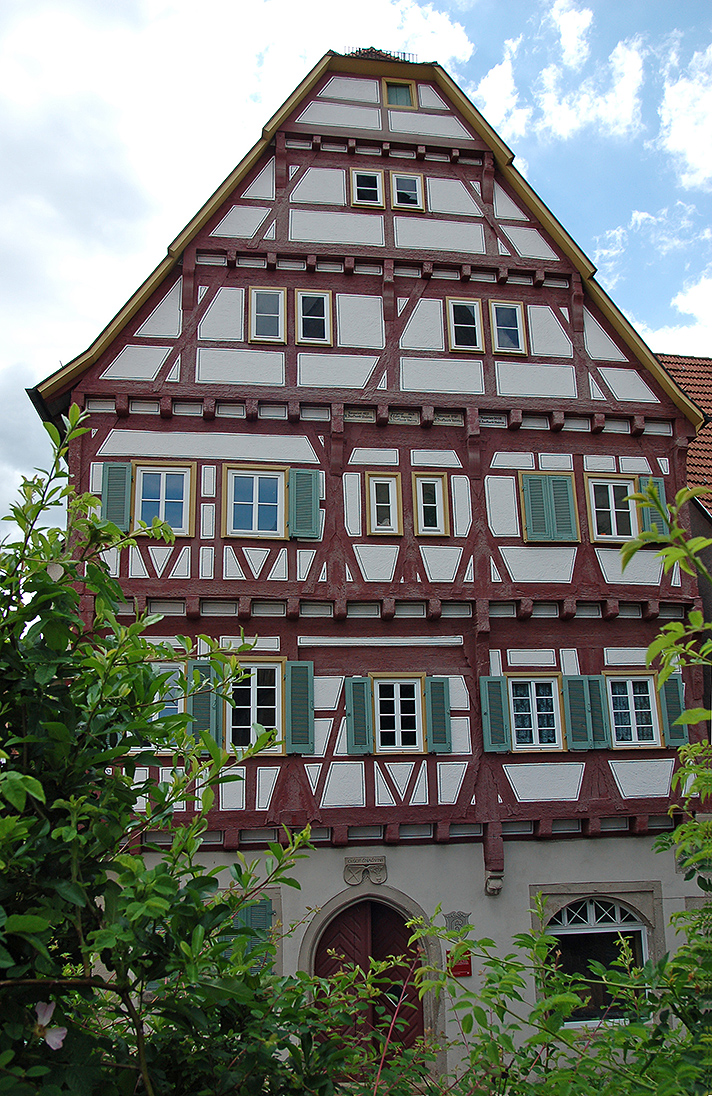
Sogenanntes Vogteigebäude in der Kirchgasse
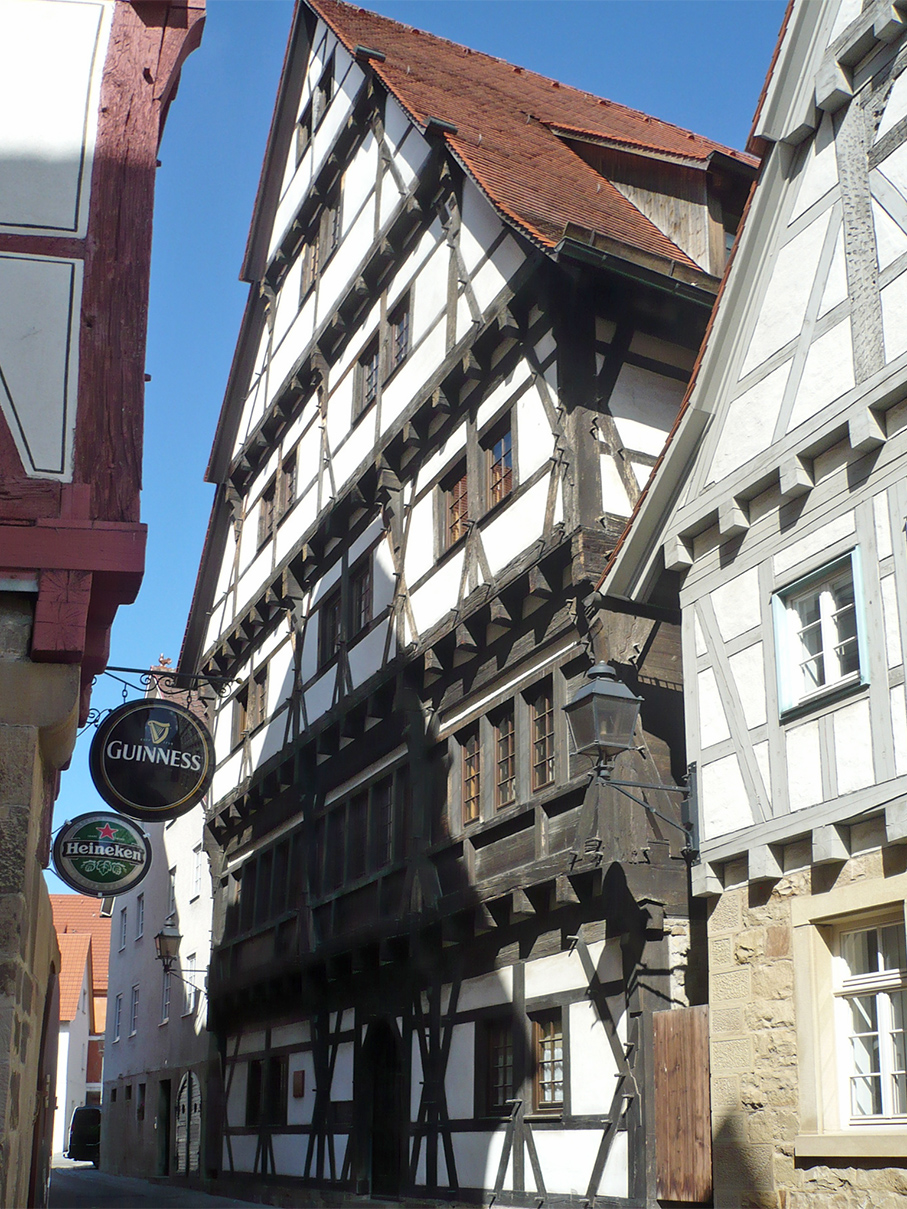
Ackerbürgerhaus mit Bohlenstube in der Finsteren Gasse
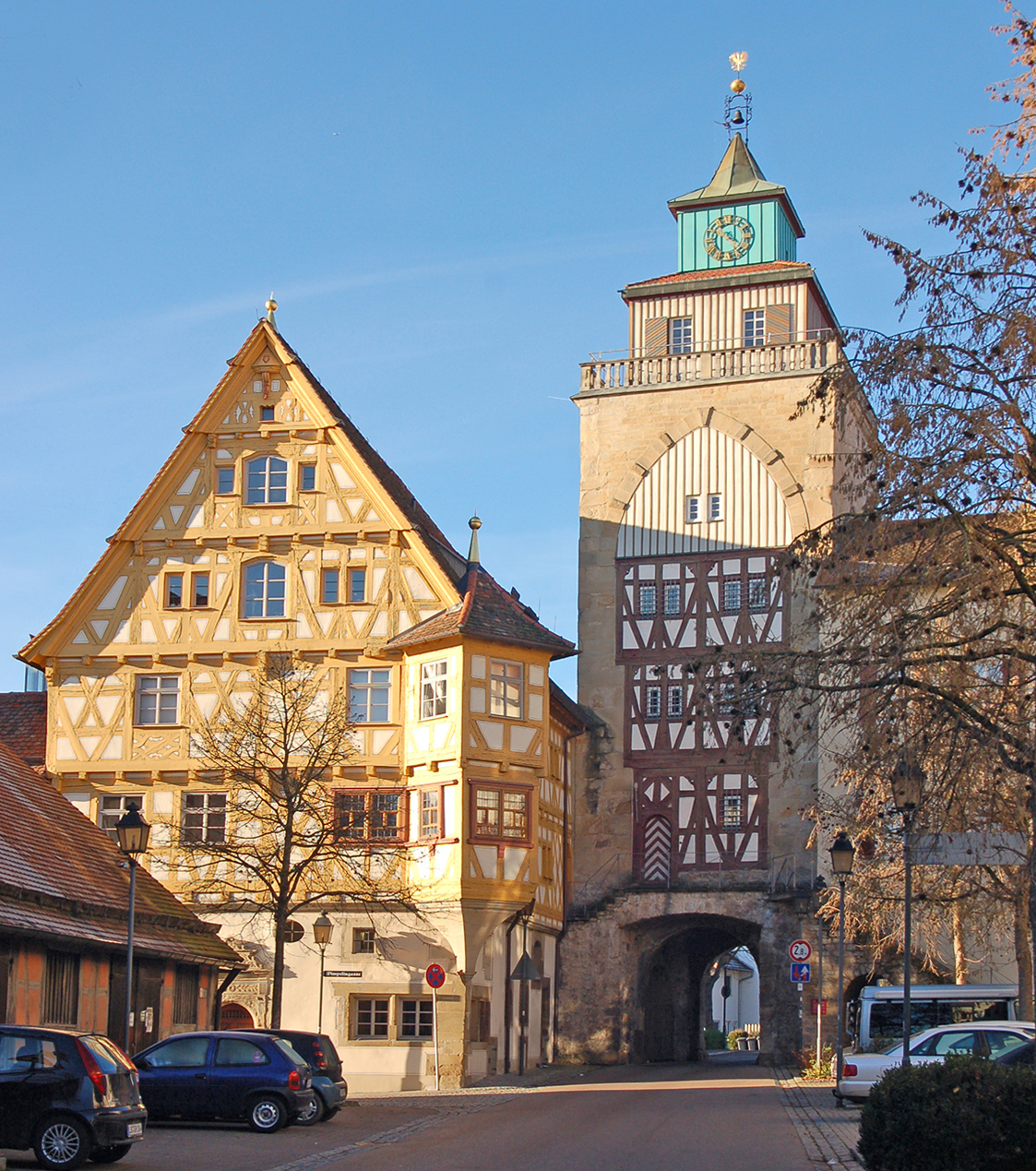
Wimpelinhaus mit dem einzigen erhaltenen Stadttor (1555)
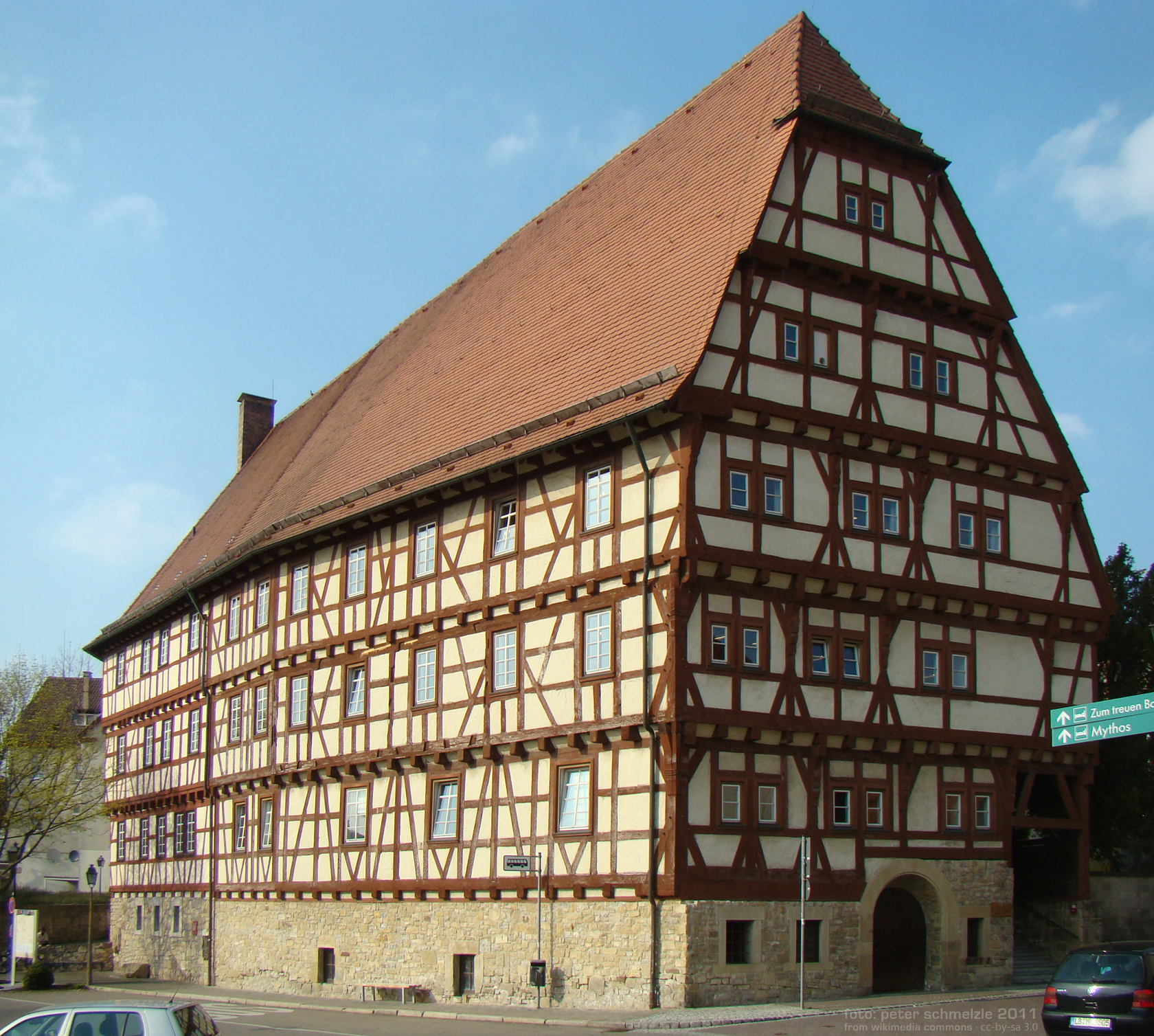
Ehemaliges Pfründhaus des im 13. Jh. gegründeten Spitals
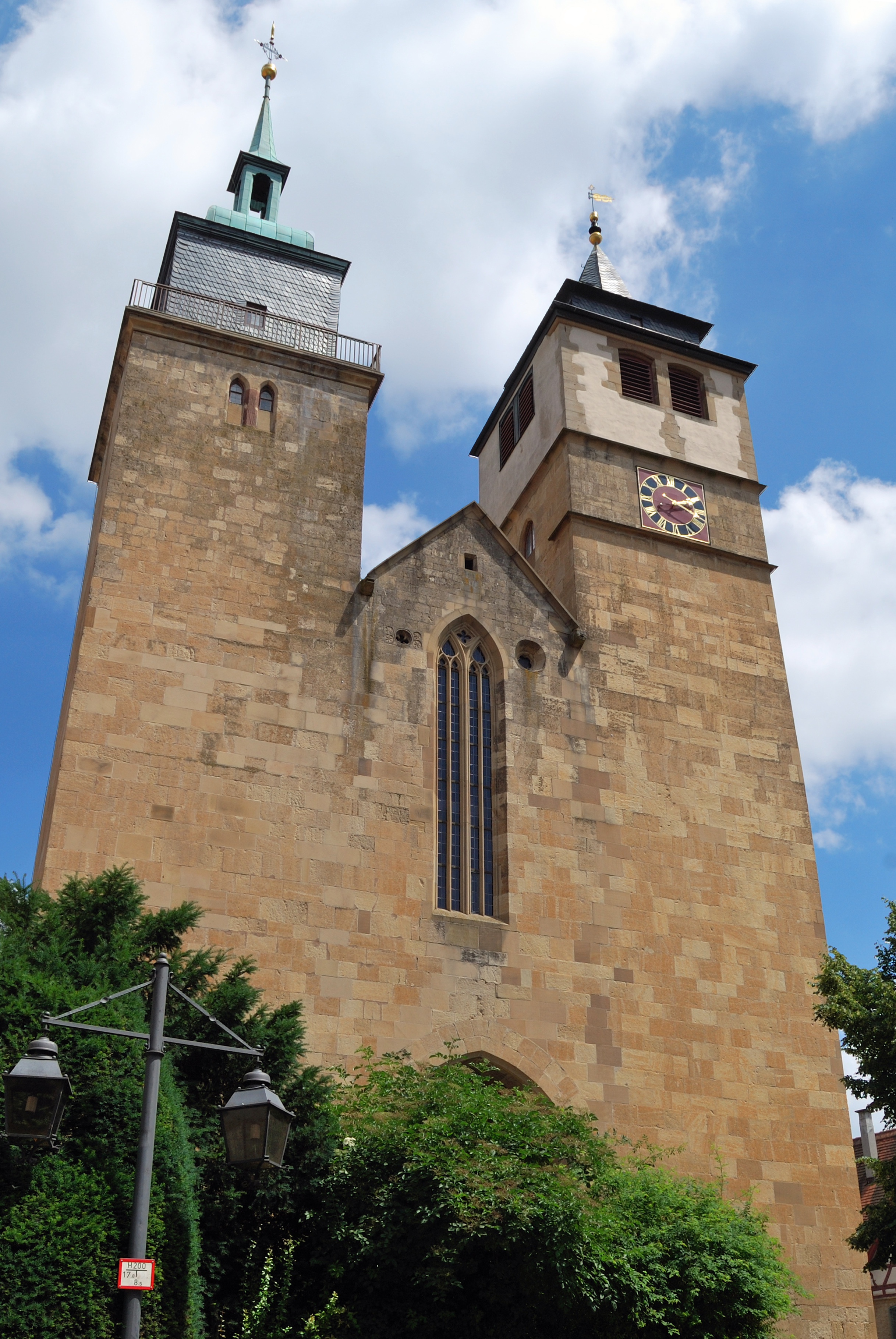
Bartholomäuskirche mit Hochwacht- und Glockenturm
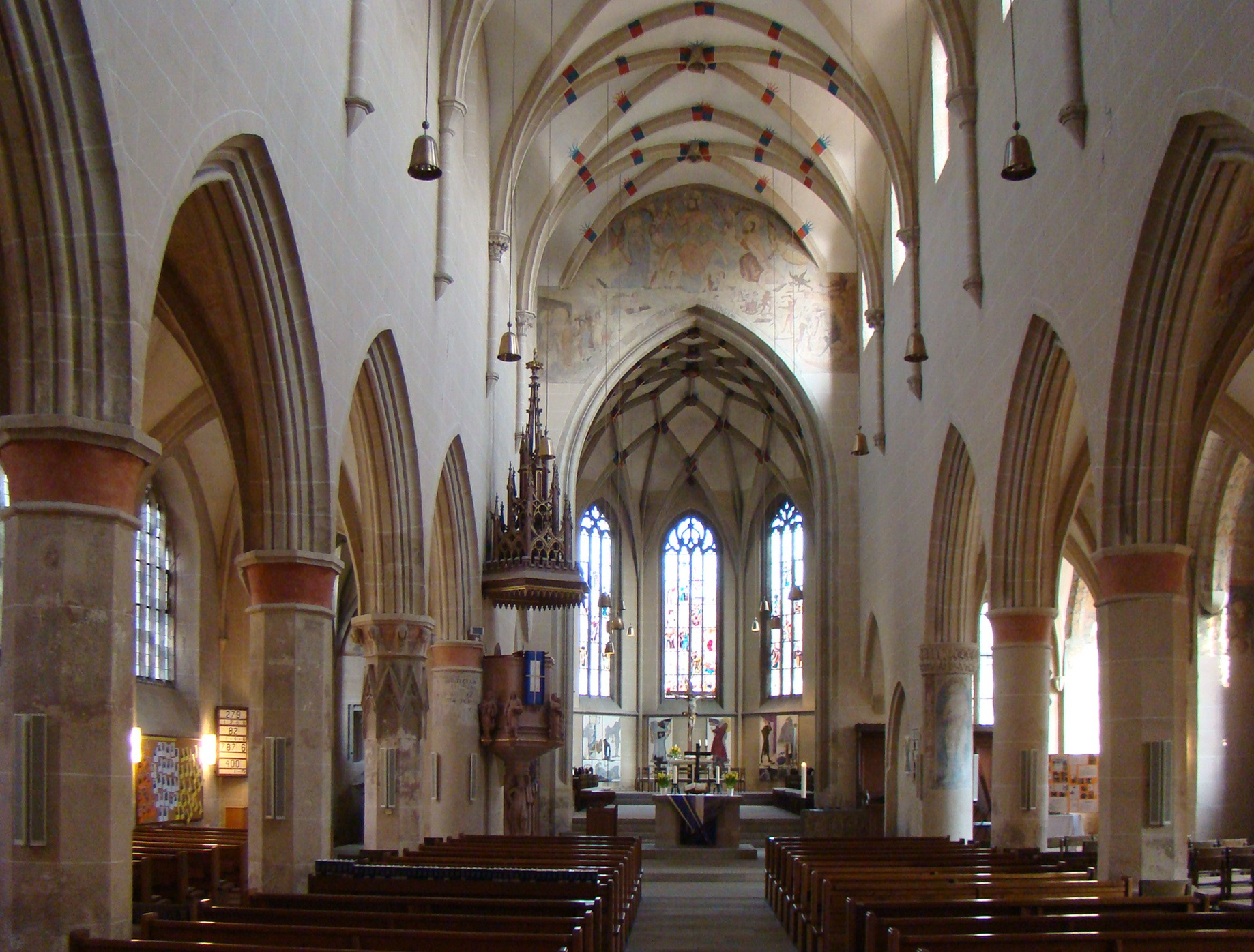
Blick durchs gotische Mittelschiff in den Chor der Stadtkirche
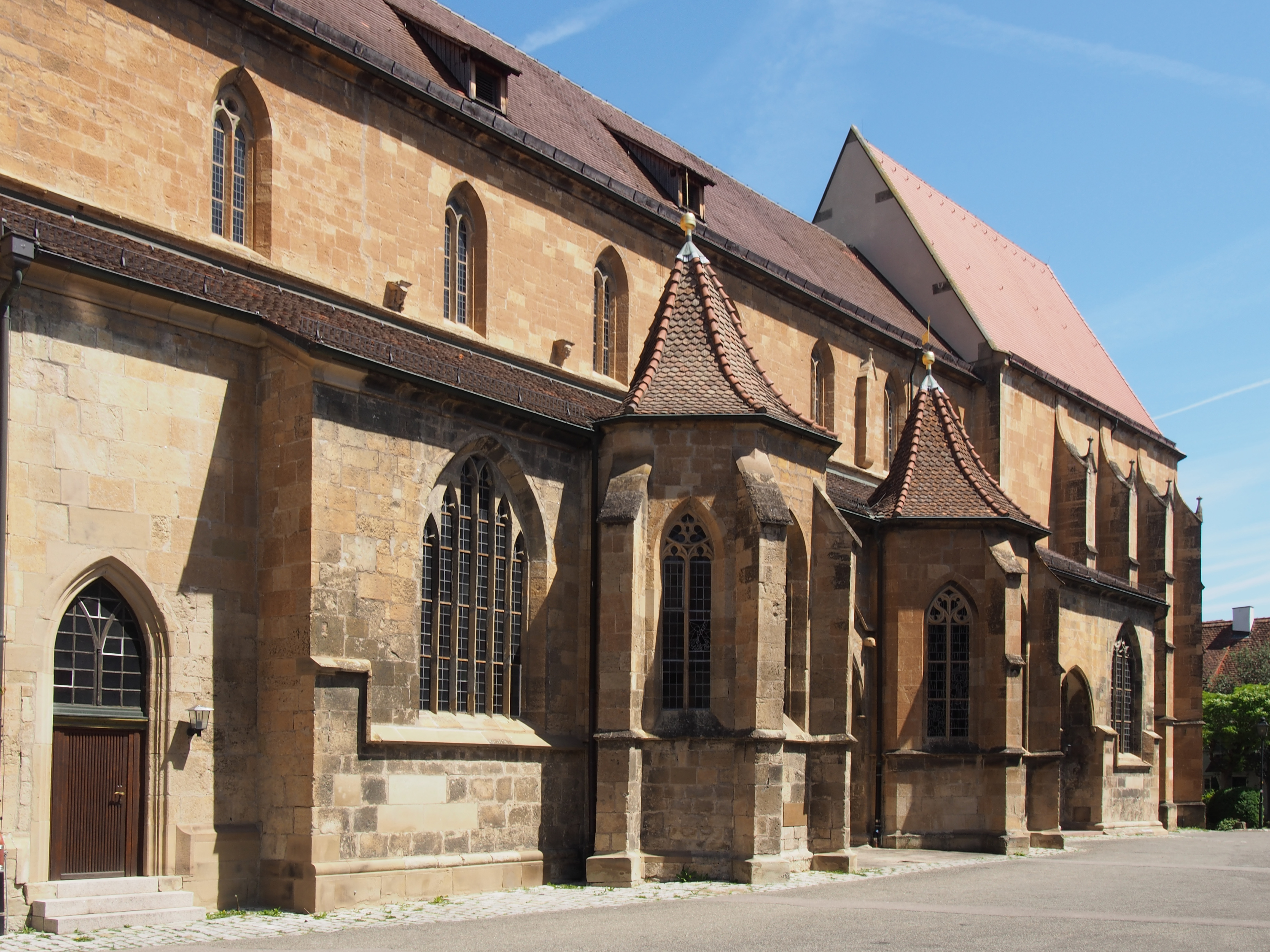
Die Kapellen an der Südseite der Bartholomäuskirche
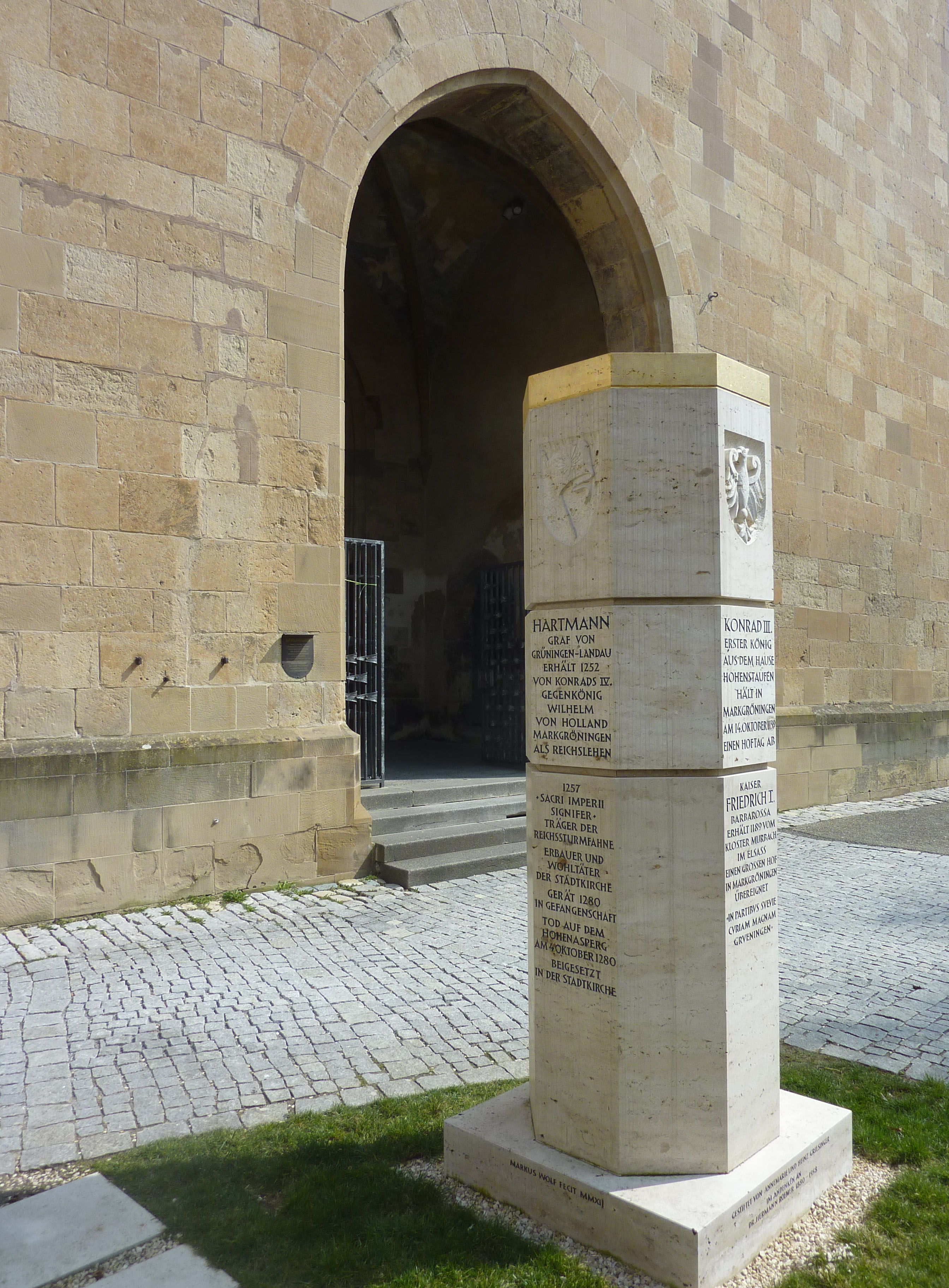
Stauferstele vor der Bartholomäuskirche
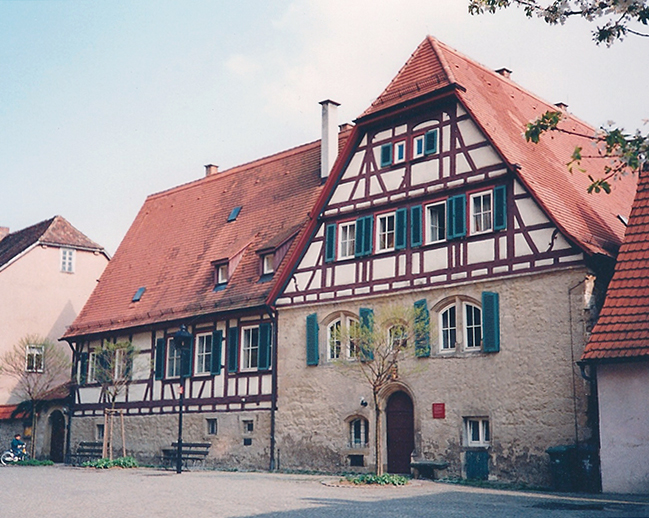
Pfarrhaus, 1544 erbaut auf dem Sockel des Steinhauses der Grafen
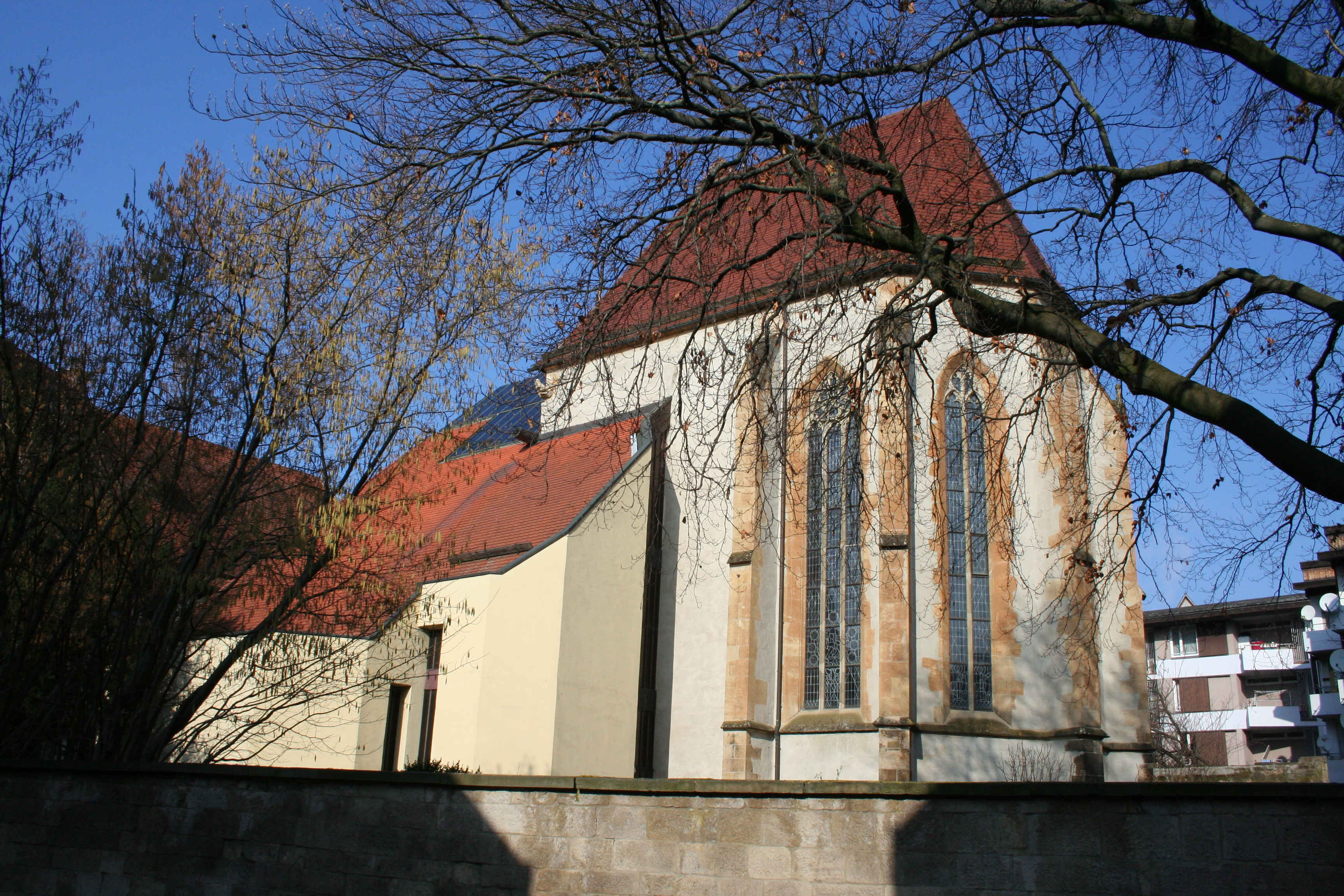
Spätgotischer Chor der Spitalkirche, eingebettet in einen Neubau

Vor dem Haupteingang der Bartholomäuskirche, deren Neubau der antistaufische Graf Hartmann II. von Grüningen initiiert und als Grablege seiner Dynastie vorgesehen hatte, steht seit 2012 eine Stauferstele. Diese soll an die Erhebung zur Freien Reichsstadt in der Zeit von Friedrich II. erinnern und widerspiegelt an diesem Standort den in vielen Reichsstädten schwelenden Interessenkonflikt zwischen reichsunmittelbarer Bürgerschaft und dem jeweiligen Burgherren. Die Stele wurde vom ehemaligen Ministerpräsidenten Günther Oettinger eingeweiht.

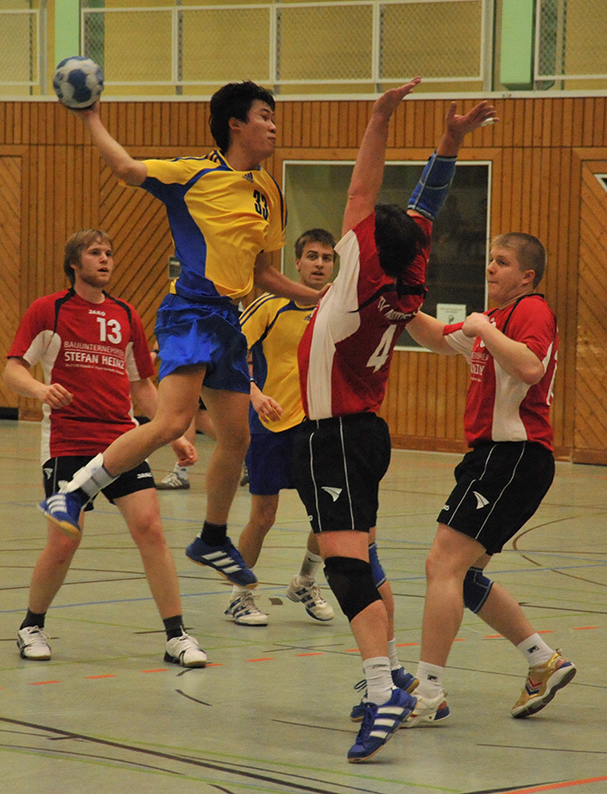
Unter den zahlreichen Sportarten ist Handball der größte Publikumsmagnet

„Turnvater“ Wilhelm Haug (rechts) beim Kinderturnfest

## Sport
Dachverband der sporttreibenden Vereine in Markgröningen ist der Stadtverband Sport.
Zu seinen Mitgliedern zählen:
- der AC Italia Markgröningen (Fußballverein)
- der Christliche Verein Junger Menschen (CVJM) Markgröningen,
- der Fußballverein Markgröningen (FVM), der auch eine Tennisabteilung hat,
- der Reit- und Fahrverein Markgröningen-Möglingen,
- die Skizunft Markgröningen, die zudem eine BMX-Abteilung hat,
- der Schützenverein Unterriexingen,
- der Sportschützenverein Markgröningen,
- der Turnverein Markgröningen (TVM), dessen Abteilungen zahlreiche Sportarten anbieten: Badminton, Basketball, Faustball, Freizeitsport, Gymnastik, Handball, Herzsport, Judo/Aikido, Kindersport, Lauftreff, Leichtathletik, Schwimmen und Synchronschwimmen, Seniorensport, Tanzen, Tennis, Tischtennis, Triathlon, Turnen und Volleyball,
- der Turn- und Sportverein Unterriexingen (TSV) mit folgenden Sportarten: Fußball, Gymnastik/Fitness, Kindersport, Laufen/Ski/Rad, Seniorensport, Tanzen und Turnen.

Zu seinem hundertjährigen Jubiläum hat der Turnverein Markgröningen, der älteste und größte Sportverein der Stadt, 1996 eine 215-seitige Chronik herausgegeben.
Die Sportanlagen beim Schulzentrum am Benzberg werden ausgebaut. Zwischen den beiden großen Sporthallen und den neu entstehenden Sportplätzen finden sich ein BMX-Gelände und das Jugendhaus.

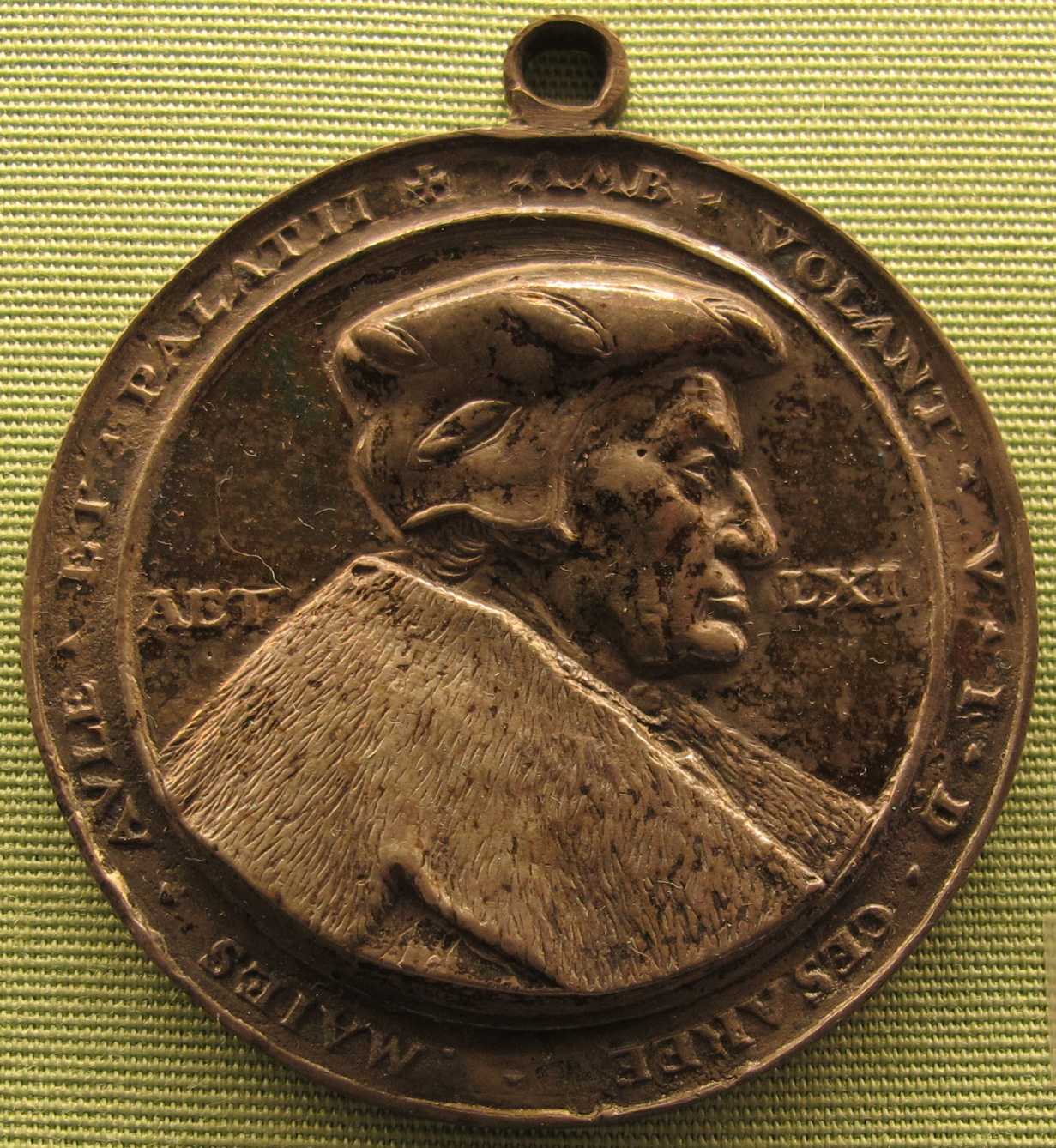
Ambrosius Volant auf einer Ehrenmedaille (1533)

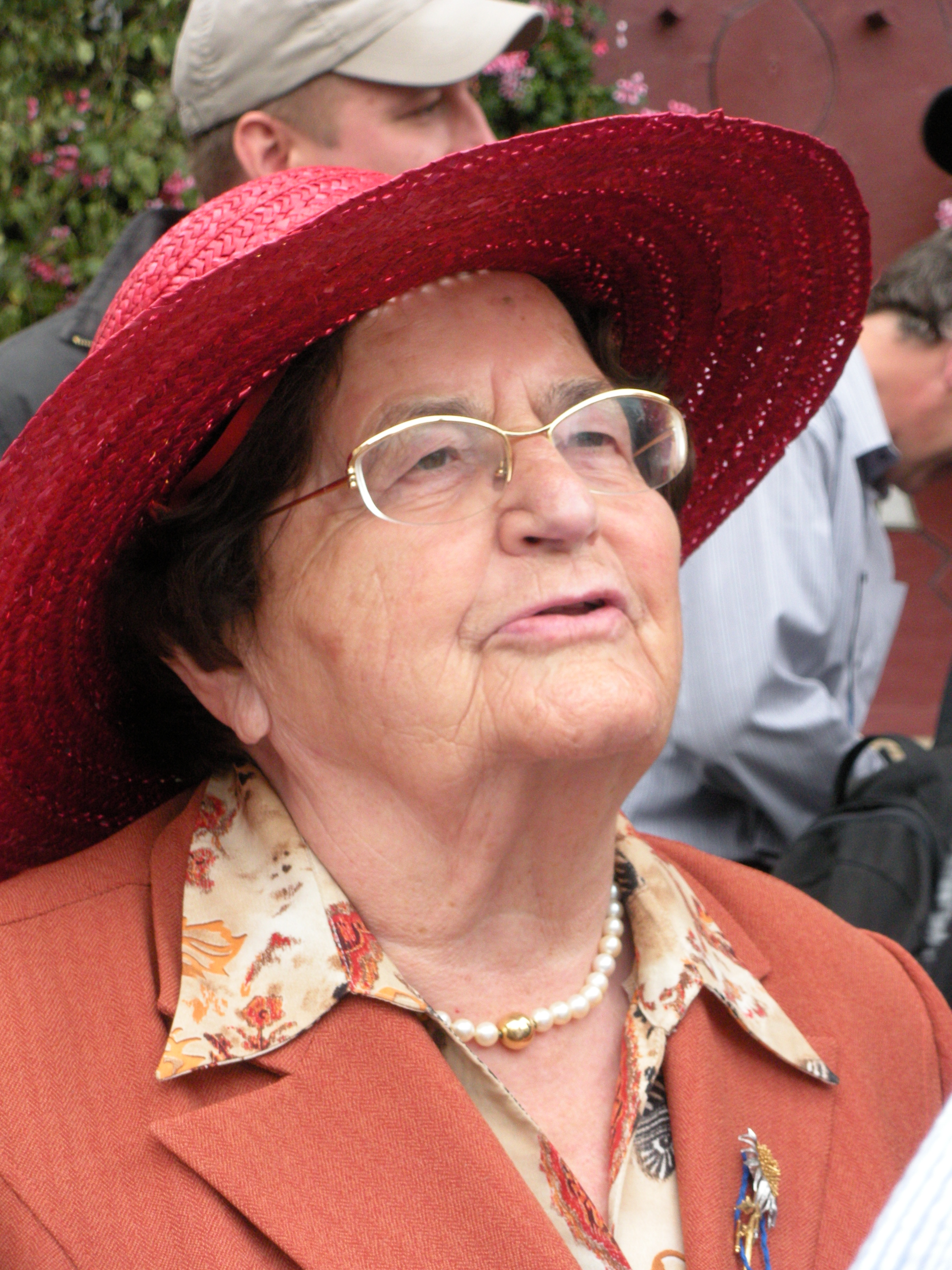
Annemarie Griesinger beim Schäferlauf 2008

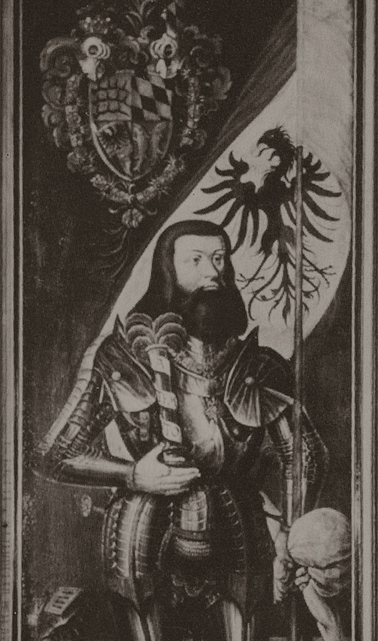
Graf Eberhard im Bart bescherte der Stadt einen Zweiten Frühling

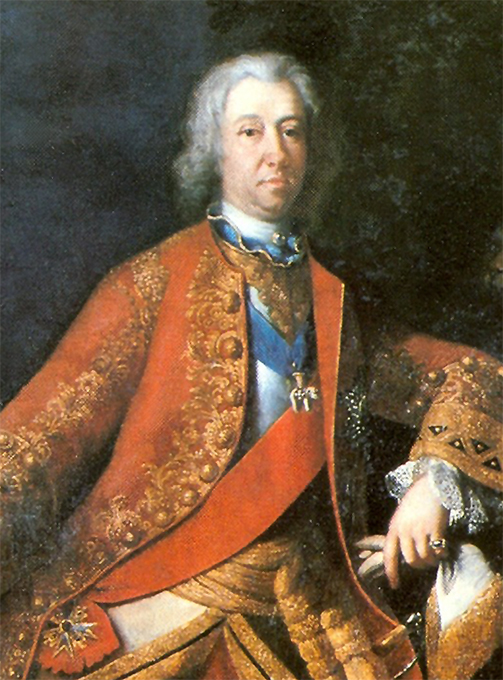
Herzog Eberhard Ludwig, der Grüningen in den Orkus der Geschichte beförderte

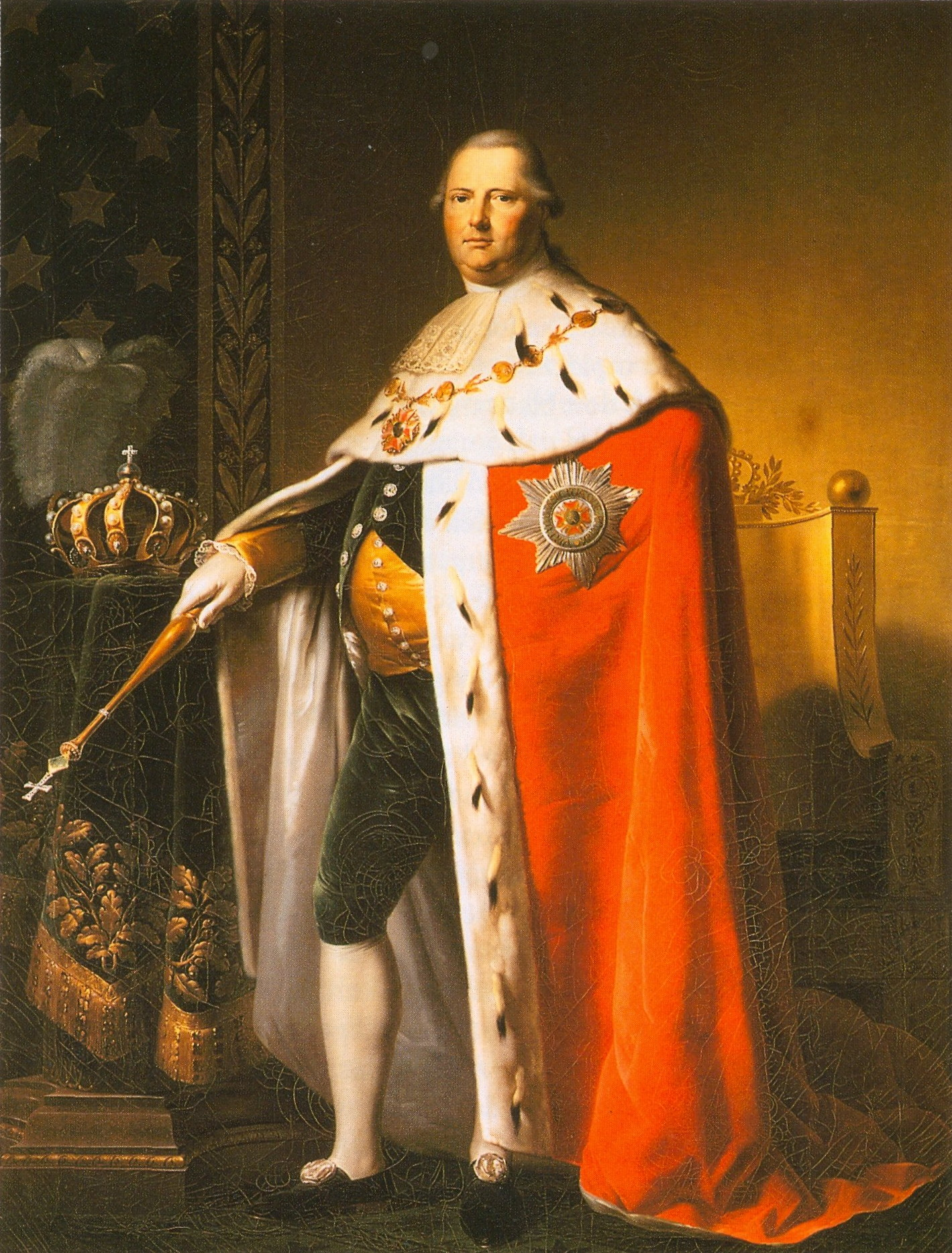
Friedrich I. legitimierte seinen Kurfürstentitel mit dem Reichssturmfahnlehen und führte auch als König noch den Titel Graf zu Gröningen

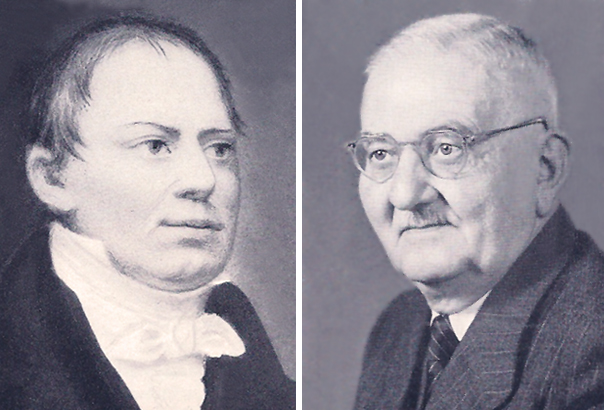
Die Markgröninger Geschichtsschreiber Ludwig Heyd und Hermann Römer

## Persönlichkeiten
Weitere historische Persönlichkeiten finden sich unter Stadtgeschichte von Grüningen

### Söhne und Töchter der Stadt
- Heinrich Volland senior († 1467), zeitweise Vogt bzw. Keller in Markgröningen, Kaufmann, 1448 reichster Bürger Württembergs und vermutlich federführend beim Bau des stattlichen Kauf- und Rathauses; Vater von Aberlin II., Heinrich junior und Erhard Volland.
- Johannes Reinhard alias Hans Grüninger (1455–1533), Drucker und Verleger u. a. in Straßburg, von dem die erste geographische Beschreibung von Grüningen stammt[63] und der die Eulenspiegel-Legende zum Weltbestseller machte.
- Ambrosius Volland (1468–1551), erst Geistlicher und Professor beider Rechte, dann Rat und Kanzler Herzog Ulrichs; nach seinem Seitenwechsel im Exil (1522) Betreuer des unter kaiserlicher Aufsicht stehenden württembergischen Prinzen Christoph und als Rat Kaiser Karls V. geadelt.
- Philipp Volland (1474–1537), Jurist und Kaufmann, war vor (1501–1519) und nach seinem Exil (1534–1537) Vogt in Markgröningen, von 1514 bis 1519 Landschaftsabgeordneter zu Stuttgart; Gegenspieler des Armen Konrads (1514); Mäzen des Heilig-Geist-Spitals.
- Caspar Volland (1500–1554), Rektor der Universität Tübingen, Beisitzer des württembergischen Hofgerichts
- Michael Volland (1528–nach 1575), Prokurator am Reichskammergericht und General-Fiskal des Reiches zu Speyer
- Michael Ziegler (1563–1615), Arzt, Philologe und Hochschullehrer
- Gottlob Christoph Paulus (1727–1790), umstrittener evangelischer Theologe, der 1771 seines Amts als Diakon in Leonberg enthoben wurde und als Privatier nach Markgröningen zurückkehrte.
- Johann Jakob Kohlhaas (1747–1811), Mediziner, Botaniker und Stadtphysikus von Regensburg
- Rudolf Friedrich Heinrich Magenau (1767–1846), Geistlicher, Schriftsteller und Heimatforscher.
- Hermann Reuchlin (1810–1873), international aktiver Historiker und schließlich Pfarrer von Pfrondorf.
- Wilhelm Heyd (1823–1906), Diakon in Weinsberg, Bibliothekar und Historiker, Leiter der Landesbibliothek Stuttgart, Sohn Ludwig Heyds.
- Gustav Gaupp (1844–1918), Maler und Lithograph, studierte in Stuttgart, Wien und London, wirkte in München, bereiste Italien und starb in Obertürkheim.
- Dieter Heller (1945–2003), Psychologe und Professor
- Martin Bertsch (1860–1919), Jurist, Oberamtmann
- Johannes Jehle (1881–1935), Orgelbauer und Komponist
- Julius Schäffer (1882–1944), Lehrer und Mykologe; durfte 1891 als bester Volksschüler zur Lateinschule wechseln und studierte Theologie; er starb in Weilheim in Oberbayern an einer Pilzvergiftung.
- Ernst Schüz (1901–1991), Ornithologe
- Annemarie Griesinger (1924–2012), Politikerin (CDU), MdB, MdL und Ministerin des Landes Baden-Württemberg; Tochter von Hermann Roemer.
- Bernhard Walter (1942–2015), Vorstand der Dresdner Bank und Aufsichtsrat mehrerer Großunternehmen; Mitinitiator einer Stiftung zur Finanzierung des Wiederaufbaus der Dresdner Frauenkirche.
- Raimund Rilling (1944–2018), Musiker und Manager.
- Kurt Beck (* 1952), Ethnologe
- Uli Gutscher (* 1955), Jazzmusiker.

### Mit Markgröningen in Verbindung stehende Persönlichkeiten
- Graf Werner IV. von Grüningen (ca. 1060–1121), Reichssturmfähnrich, Graf von Maden, Graf im Neckargau und Burggraf von Worms, verwandt mit Württemberger Grafen und ohne Nachfolger.
- Graf Hartmann II. von Grüningen (ca. 1225–1275), „Comes illustrissimus“, leitete durch seinen Seitenwechsel zum Gegenkönig 1246 den Niedergang der Staufer mit ein; erhielt 1252 Burg, Stadt und Reichssturmfahne vom päpstlichen Gegenkönig als Eigenbesitz und initiierte den Neubau der Bartholomäuskirche.
- Graf Hartmann III. von Grüningen (* um 1247 oder 1253; † 1280), Sohn Hartmanns II. und wie jener Glockenstifter der Bartholomäuskirche, verteidigte Burg und Stadt Grüningen gegen die Revindikationspolitik König Rudolfs von Habsburg bis zu seiner Gefangennahme 1280 und starb im Kerker auf dem Hohenasperg.
- Aberlin Jörg (ca. 1420–1492), bedeutendster württembergischer Baumeister seiner Zeit, heiratete die in Grüningen wohnende Vogtstochter Adelheid von Magstatt, war 1448 und 1471 steuerpflichtiger Bürger Grüningens und erbaute den großen Chor sowie die Sakristei der Bartholomäuskirche (bis 1472).
- Graf Eberhard im Bart (1445–1496), so lange er unmündig war, residierte sein Vormundschaftsrat in Grüningen; er förderte die Stadt als Residenz im Norden des Uracher Landesteils und nahm die Reichssturmfahne in sein Herzogswappen auf.
- Reinhard Gaißer (* um 1474; † nach 1533)[64], auch „Gaißlin“ genannt, Theologe und Professor der Universität Tübingen, der 1513 als Stadtpfarrer an die Bartholomäuskirche wechselte und als „erster Sozialrevolutionär auf einer württembergischen Kanzel“[65] im Zuge des Armen Konrads zum Aufstand gegen die frühkapitalistisch agierende Ehrbarkeit und den Vogt Philipp Volland aufrief.
- Herzog Christoph von Württemberg (1515–1568), ließ die Grüninger Reichsburg großteils schleifen und stattdessen ein Renaissance-Schloss sowie den Oberen Torturm erstellen.
- Jakob Magirus (1562/1564–1624), Kirchenlieddichter, Abt in Lorch, war von 1595 bis 1602 Spezialsuperintendent von Markgröningen
- Samuel Gerlach (1609–1683), Geistlicher und Theologe, von 1570 bis 1680 Spezialsuperintendent von Markgröningen
- Herzog Eberhard Ludwig von Württemberg (1676–1733), war vor 1700 am Hofe des Sonnenkönigs (Ludwig XIV.) und plante mit seiner Mätresse Wilhelmine von Grävenitz ein württembergisches Versailles, das er ab 1704 in Ludwigsburg realisierte; nahm dabei Grüningen die Funktionen als Residenz- und Amtsstadt, als Hochgericht und Dekanat weg und vierteilte den Schäferlauf.
- König Friedrich von Württemberg (1754–1816), führte den Grüninger Grafentitel selbst im 19. Jahrhundert noch als Nebentitel mit auf,[66] integrierte die Reichssturmfahne ins Königswappen und sprach Markgröningen im Zuge einer Verwaltungsreform dennoch die Funktion als Oberamtsstadt ab.
- Heinrich Eberhard Gottlob Paulus (1761–1851), evangelischer Theologe und Philosoph, verbrachte seine Jugend in Markgröningen.
- Ludwig Friedrich Heyd (1792–1842), Markgröninger Stadtpfarrer und Historiker, veröffentlichte Werke zur Landesgeschichte und zur Stadtgeschichte (siehe Literaturliste) und wurde zum Ehrenbürger ernannt.
- Christian Zeller (1822–1899), Theologe und Mathematiker, war Rektor am Markgröninger Seminar.
- Friedrich Martin Jehle (1844–1941), Pfarrer, Theologe, Hymnologe, Liederdichter, Komponist, ab 1874 zweiter Geistlicher in Markgröningen, außerdem Schulinspektor, Religionslehrer an der Lateinschule und am Lehrerinnenseminar, gibt am Seminar Orgelunterricht und den höheren Töchtern der Stadt Literaturunterricht, versorgt nebenbei die Garnison Asperg und dichtet zum Besuch des Prinzen Wilhelm (später: König Wilhelm II.) Schneewittchen in Verse um. Nächste Pfarrstellen: ab 1885 Ebingen, ab 1897 Stuttgarter Stadtpfarrer
- Gustav Jäger (1832–1917), Zoologe und Mediziner, wohnte als Jugendlicher in Markgröningen.
- Paul Hug (1857–1934), Politiker (SPD), besuchte in Markgröningen die Lateinschule.
- Hermann Römer (1880–1958), von 1912 bis 1918 Pfarrer in Bietigheim, ab 1918 Professor am Markgröninger Lehrerinnen-Seminar, Historiker und Autor der zweibändigen Stadtgeschichte „Markgröningen im Rahmen der Landesgeschichte“; Vater von Annemarie Griesinger und Ehrenbürger Markgröningens.
- Fritz Vogelgsang (1930–2009), Übersetzer, Essayist und Herausgeber, hatte einen Wohnsitz in Markgröningen.
- Claire Beyer (* 1947), Schriftstellerin, lebt in Markgröningen.
- Bernd Heinze (* 1960), Diplomat, verbrachte die früheste Kindheit in Markgröningen[67]
- Martin von Arndt (* 1968), Schriftsteller und Wissenschaftler, hat einen Wohnsitz in Markgröningen.
- Ulrich Steinbach (* 1968), Politiker (Bündnis 90/Die Grünen), MdL in Rheinland-Pfalz, besuchte hier das Hans-Grüninger-Gymnasium.
- Philipp Poisel (* 1983), Singer-Songwriter, aufgewachsen in Markgröningen

### Literatur

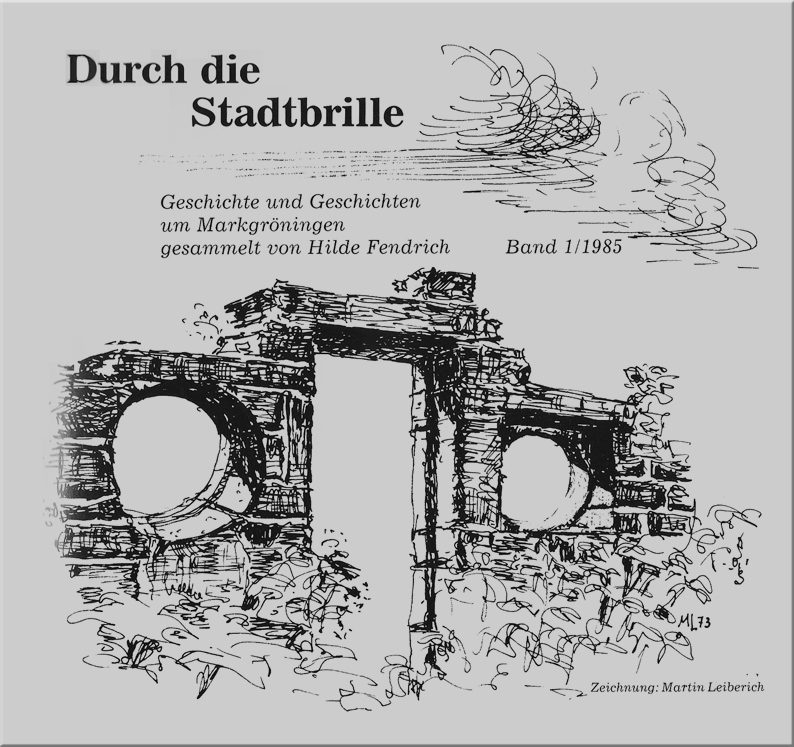
Erster Band der Reihe Durch die Stadtbrille von 1985

## Weiterführende Informationen